# Culture de l'Écosse
Vous lisez un « article de qualité » labellisé en 2009.

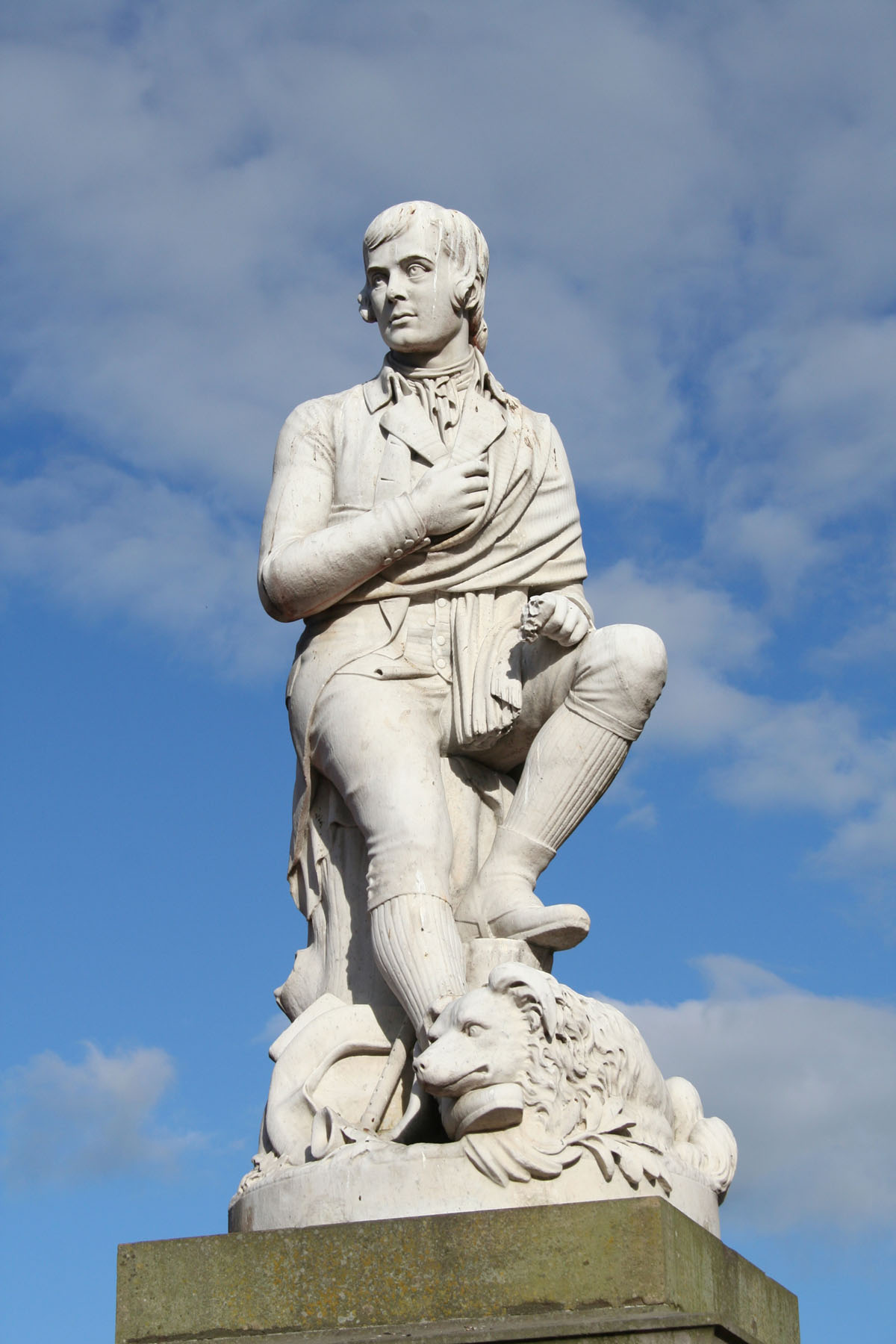
Statue du poète Robert Burns à Dumfries.

La culture de l'Écosse forme une synthèse des différentes cultures, celte, germanique et anglaise principalement. Les reliefs naturels, délimitant géographiquement les Highlands, montagneux, isolés, au Nord, et les Lowlands, plus ouverts aux échanges culturels et commerciaux avec l'Angleterre, ont joué un rôle important dans l'établissement du panorama culturel écossais.
L'histoire de l'Écosse est marquée de cette diversité d'origines, en raison des différents peuples ayant habité le pays. Durant l'Antiquité et le haut Moyen Âge, les Gaëls, à l'Ouest, les Pictes, au Nord, les Bretons insulaires et les Angles, au Sud, ont constitué une mosaïque de cultures et de langues, influencée également par les invasions vikings. Ces origines diverses se traduisent encore au début du XXIe siècle dans les différentes langues parlées en Écosse, anglais, scots et gaélique écossais, ainsi que dans les différentes mythologies reflétées dans les légendes et croyances populaires. À partir de la fin du Moyen Âge, l'unification politique de l'Écosse a tendu à l'effacement partiel des disparités culturelles, le clivage entre Lowlands et Highlands demeurant toutefois très présent.
Le système de clans a constitué la base de la société écossaise jusqu'au XVIIIe siècle. L'Acte d'Union réunit en 1707 l'Écosse à l'Angleterre au sein du Royaume de Grande-Bretagne. Des soulèvements, les rébellions jacobites, déchirent le pays entre 1715 et 1745, tandis que les philosophes des Lumières écossaises ont largement participé au mouvement européen des Lumières, particulièrement avec David Hume et Adam Smith. En 1746, l'échec de la dernière rébellion jacobite se solde par une répression des symboles nationaux, tels le tartan, le kilt ou la cornemuse, et par une désagrégation de la société traditionnelle et du système clanique. Au XIXe siècle, la révolution industrielle, combinée aux Highland Clearances, des mouvements d'émigration massifs vers le Nouveau Monde, vont radicalement modifier le panorama culturel écossais et achever le changement de la société.
C'est à cette époque, où la culture écossaise traditionnelle reçut un apport considérable de la culture anglaise, et plus largement occidentale, que deux grands auteurs écossais, Robert Burns et sir Walter Scott, ont chacun célébré la spécificité écossaise, qui s'est plus tard intégrée au mouvement de la Renaissance écossaise, aux accents plus nationalistes. Le sport s'est également développé, le football gagnant rapidement une grande popularité alors que le golf se codifiait peu à peu.
Au début du XIXe siècle, le nationalisme culturel écossais cohabite avec une politique d'union au sein du Royaume-Uni, et l'héritage culturel pèse un poids variable dans le sentiment d'appartenance nationale. Divers organismes publics et privés assurent la préservation de cet héritage, dont certains aspects ont diffusé dans le reste du monde, particulièrement en Amérique septentrionale et en Australasie.

## Caractéristiques générales

### Influences géographiques

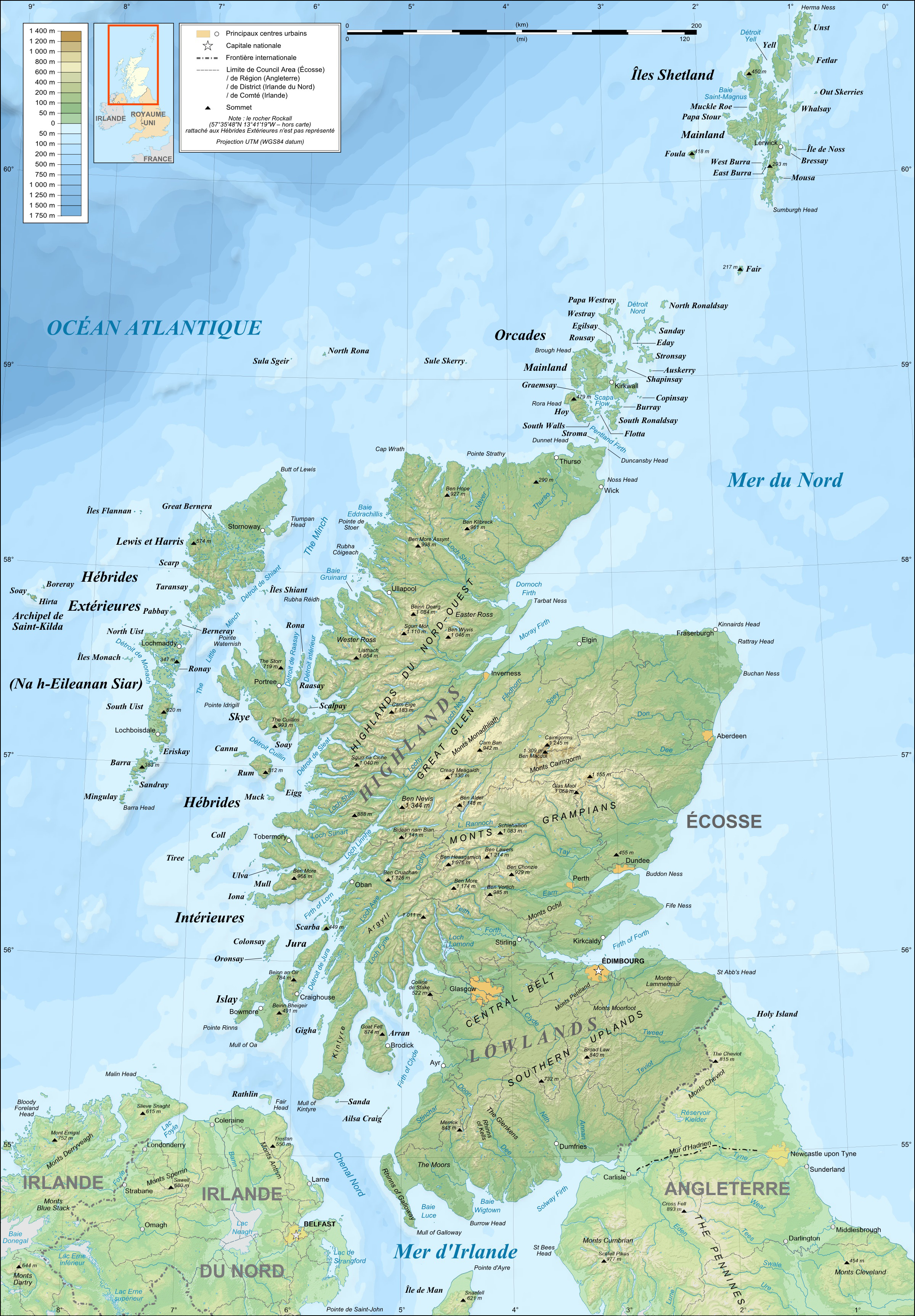
Carte topographique de l'Écosse.

La géographie est un élément essentiel de la culture écossaise. En effet, les montagnes, et particulièrement la chaîne des Grampians, divisent le territoire entre les Lowlands, terres fertiles allant du sud au centre, et les Highlands, terres plus austères et sauvages du nord. Pour les rédacteurs de l'Encyclopédie de Diderot et d'Alembert, la frontière entre Lowlands et Highlands se situait le long de la rivière Tay. Tandis que les Écossais des Lowlands ont été historiquement agriculteurs ou marchands puis industriels et ouvriers, ceux des Highlands avaient une tradition plus guerrière comprenant les clans, des petits fermiers et des chasseurs. La philosophie différait également : la structure et l'appartenance au clan était source de fierté dans les Highlands, tandis que les possessions matérielles prenaient le pas pour les Lowlands. Enfin, le gaélique était présent dans les Highlands, et le reste toujours dans la partie nord-ouest, tandis que le scots était parlé dans les Lowlands.

Le contraste culturel entre habitants des Highlands et des Lowlands fut remarqué dès le début du XVIIIe siècle par les voyageurs anglais, notant les divergences de langues, de religion et de mode de vie entre ces populations peu en contact l'une avec l'autre. En 1775, Samuel Johnson remarqua : 

« Pour l'habitant du Sud de l'Écosse, la configuration des montagnes et des îles est aussi inconnue que celle de Bornéo ou Sumatra : ils ont juste entendu parler un peu des deux et devinent le reste. Ils sont étrangers en langage et en manières. »

— Samuel Johnson, A Journey to the Western Islands of Scotland, 1775

Si, à l'époque de la Renaissance, les Lowlanders considéraient les Highlanders comme des paresseux et des criminels, leur regard a changé du tout au tout à la fin du XVIIe siècle alors que les Highlands se sont trouvés placés sur la scène politique, par les soulèvements jacobites, puis culturelle. En parallèle, le terme gaélique sassenach, longtemps utilisé par les Highlanders pour désigner aussi bien les habitants des Lowlands que les Anglais, vit son sens se restreindre aux seuls Anglais. Les habitants des Highlands sont alors devenus les principaux représentants de l'Écosse en tant que nation, ce que résume le professeur Roderick Watson, de l'université de Stirling : 

« Tout ce que le visiteur occasionnel associe à l'Écosse — kilts, cornemuses, montagnes et clans — vient de la minorité gaélique, même si la promotion en est généralement faite par ceux des Lowlands. »

### Influences historiques

#### Influence celte: Gaëls, Pictes et Bretons insulaires

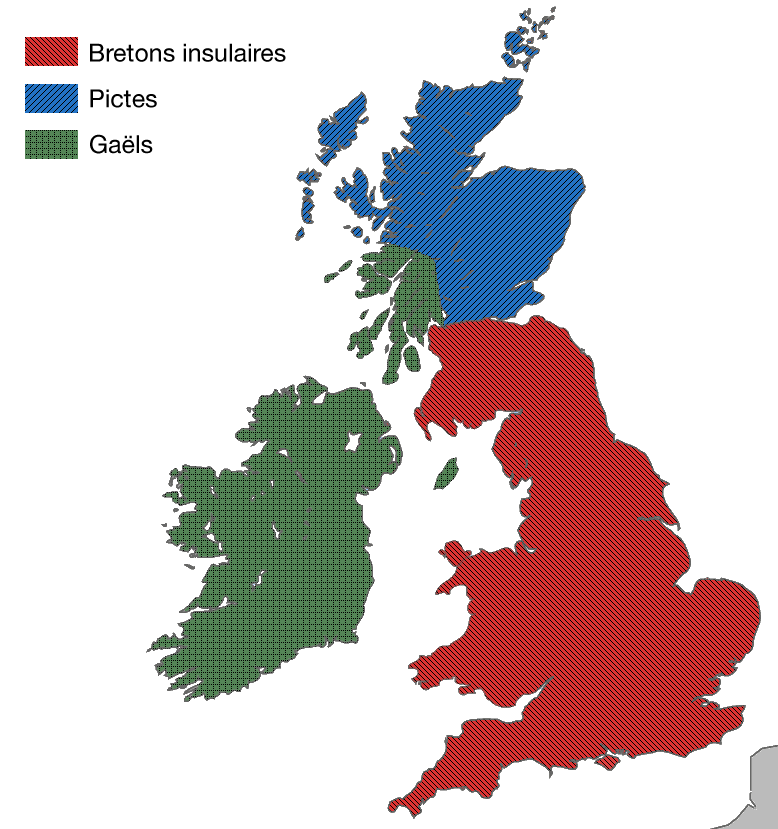
Carte des peuples au milieu du V. En vert, les Gaëls, en bleu les Pictes et en rouge les Bretons insulaires.

Les Celtes vinrent du Danube et se séparèrent en deux groupes culturels et linguistiques : les Gaëls, parlant une langue du groupe Q-celtique, et les brittophones tels que les Brigantes vivant en Écosse méridionale et parlant une langue du groupe P-celtique. Les historiens grecs décrivent les Celtes comme des guerriers de haute stature, aux yeux bleus et moustachus, portant de grandes capes avec les cheveux ramenés en arrière. L'héritage des Gaëls provient essentiellement de manifestations chrétiennes, telles que le livre de Kells ou les décorations de torsades entrelacées se terminant en animaux ou têtes humaines connues à travers les croix celtiques. Sur le plan littéraire également, les premiers poèmes en gaélique à nous être parvenus sont religieux. Ainsi, le nord-ouest de l'Écosse, où fut établi le royaume de Dal Riada, possède un héritage celte. Le second groupe, principalement au nord-est, est constitué par les Pictes, qui sont considérés comme les descendants probables d'un peuple natif de l'île mélangé à des brittophones. Leur héritage se retrouve dans les pierres pictes et des fortifications appelées broch. L'influence de leur culture est moins persistante, puisqu'ils durent céder leur place aux Gaëls et Scandinaves au IXe siècle ; ces derniers auront une empreinte culturelle durable dans les Hébrides et les Orcades. Enfin, le Sud-Ouest de l'Écosse était tenu par des Bretons insulaires, avec le royaume gallois de Gododdin connu par le poème Y Gododdin. Contrairement à l'Angleterre, l'Écosse fut peu marquée par la culture latine puisque les Romains, après avoir conquis l'Angleterre vers 45 apr. J.-C., se sont retranchés au sud du mur d'Hadrien. Cependant, l'arrivée de la langue latine marque le début de l'histoire écrite de l'Écosse, avec l'usage de l'alphabet amené par les Romains ; le latin sera ensuite utilisé pour rédiger les chroniques, dans des ouvrages tels que le Scotichronicon de Jean de Fordun.

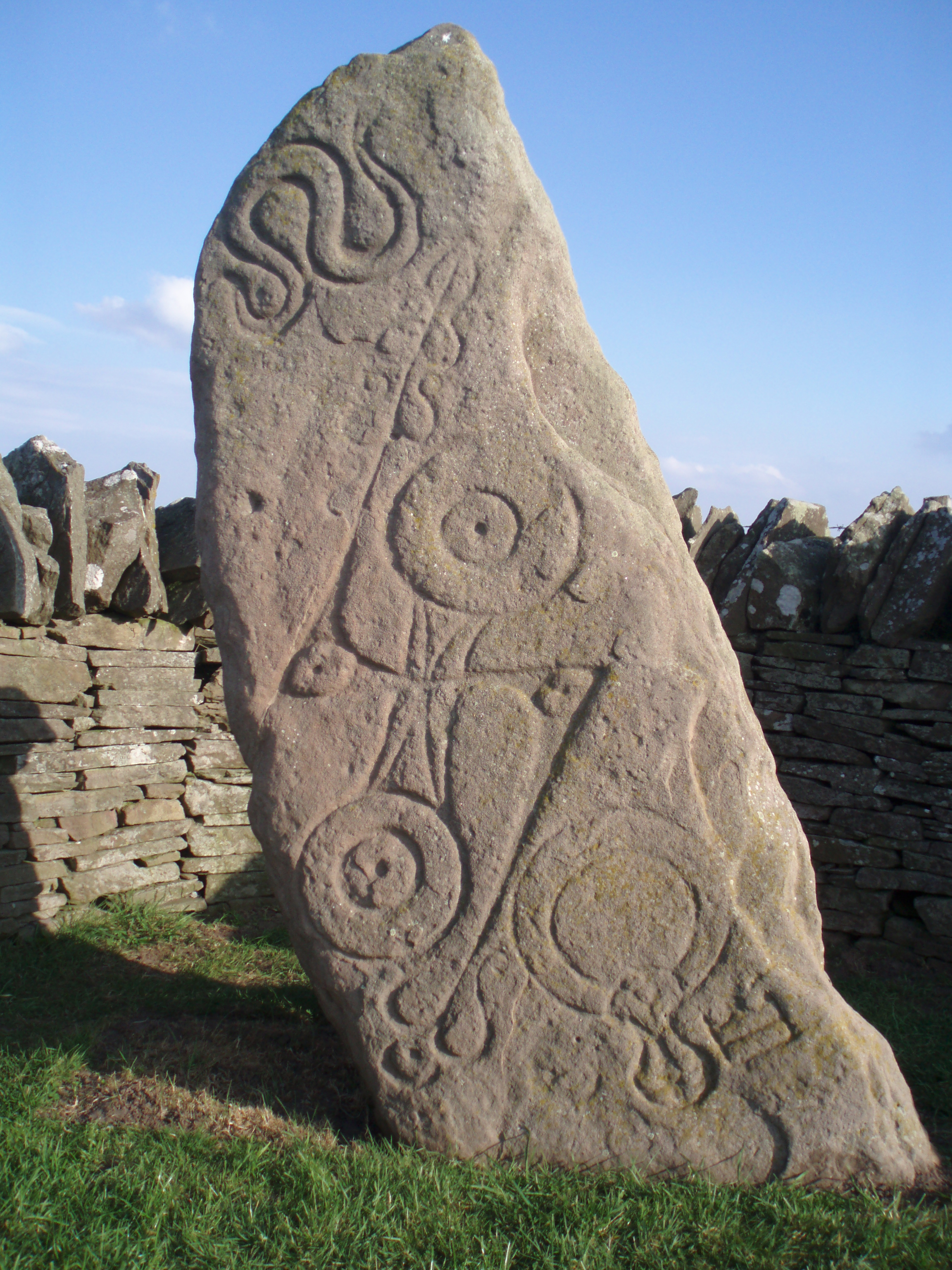
Une pierre picte sculptée.

Au IXe siècle, Kenneth MacAlpin devient roi des Gaëls et des Pictes. Ses descendants selon la tanistrie, la maison d'Alpin, régneront jusqu'en 1034, et le terme de scotia qui désignait l'Irlande ou l'Écosse commence à se fixer pour se référer au nord de l'île de Bretagne. La descendance est brisée temporairement par Macbeth, mormaer de Moray, puis restaurée par Malcolm III et sa maison de Dunkeld qui restera sur le trône jusqu'en 1286. À travers les mariages, les anglo-normands gagnèrent de l'influence et construisirent de nombreux bâtiments tandis que leur langue remplaçait le gaélique au sud et à l'est, commençant à établir la frontière entre les Lowlands et les Highlands. Cette langue donnera le scots qui, au XIVe siècle, a pris le dessus dans les Lowlands : par exemple, le poète William Dunbar parlant scots dit à son confrère Walter Kennedy, venant d'une zone de culture gaélique (Gàidhealtachd), qu'il pratique une langue inférieure. Le scots emprunte à la grammaire du gaélique et aussi à son vocabulaire, avec certains mots bien connus de la culture écossaise : whisky et loch. D'autres emprunts viennent du vieux norrois par les Vikings au Nord, tels que kirk pour désigner l'église, ou du français à travers l'origine anglo-normande avec par exemple ashet pour désigner une assiette.

#### Influence germanique: Angles et Vikings
Au VIIe siècle, lors des invasions germanique de la Grande-Bretagne, les Angles s'installent dans le Sud de l'Écosse avec le royaume de Bernicie, lui-même remplacé par la plus vaste Northumbrie. Cet apport a eu une influence considérable sur la culture de l'Écosse ainsi que sur la langue écossaise parlée dans les Lowlands, le Scots. Cette dernière est une langue germanique très similaire à l'anglais, et toutes deux possèdent le vieil anglais comme ancêtre commun. Le Nord et une partie de l'Ouest de l'Écosse ont été quant à eux colonisés (en) par les Vikings (principalement norvégiens), entre le VIIIe siècle et le XVe siècle, où ils se sont installés dans les îles Nordiques des Orcades et des Shetland, les Hébrides, les îles de Firth of Clyde, mais aussi sur la partie continentale, dans les comtés de Caithness et Sutherland. Si une partie d'entre eux se sont assimilés à la langue celtique qu'est le gaélique écossais, une autre partie a donné naissance à une nouvelle langue germanique, le norne. Cette langue était parlée dans les Shetland, les Orcades et le Caithness. Bien que considérée comme morte depuis le XVIIIe siècle, elle laissa un héritage considérable dans le vocabulaire employé par les Écossais de ces régions.

#### Influence française: laAuld Alliance
En 1295, la Auld Alliance, (ou Ald Allyance ; en gaélique écossais : An Seann-Chaidreachas), entre la France et l'Écosse fut signée à Paris entre John Balliol et Philippe le Bel. Il s'agit à l'origine d'un accord militaire, qui ouvrit la voie à des échanges culturels et commerciaux prolongés. Dès le XIIIe siècle, la France hébergeait nombre d'Écossais, en particulier des étudiants ; la rue des Écossais, à Paris, fut nommée en raison du grand nombre de marchands écossais y tenant des échoppes.
L'influence française en Écosse connaîtra son apogée au XVIe siècle, lorsque Marie de Guise fut régente d'Écosse alors que sa fille Marie Stuart, reine d'Écosse, était l'épouse du roi de France François II. C'est à cette époque que furent également importées en France des danses traditionnelles écossaises.
C'est en 1560 que fut rompue en grande partie la « Vieille Alliance », par la signature du traité d'Édimbourg. Certains aspects perdurèrent assez tardivement, comme la garde écossaise des rois de France (jusqu'en 1791). En 1589, Henri IV comptait encore soixante cavaliers écossais dans son armée et était entouré de conseillers écossais, à l'image de ses prédécesseurs. Il assura cinq ans plus tard à Jacques Ier d'Angleterre (Jacques VI d'Écosse) sa volonté de maintenir l'alliance franco-écossaise.
Ainsi, la fin de l'Auld Alliance ne marqua pas la disparition des rapports culturels privilégiés entre l'Écosse et la France, qui furent marqués, entre autres, par de nombreux mariages entre les deux noblesses. À cette même époque, il était courant pour les jeunes Écossais de la noblesse de venir achever leur éducation en France, tandis que l'université de Saint Andrew attirait les étudiants français.
Si, en 1707, l'Acte d'Union, signant l'inclusion de l'Écosse aux côtés de l'Angleterre et de l'Irlande au sein du Royaume-Uni, marqua un ralentissement des échanges en raison des divergences politiques entre les deux pays, le XVIIIe siècle, siècle des Lumières, vit toutefois des échanges culturels d'importance, avec ainsi le séjour de Jean-Jacques Rousseau chez David Hume. Les idées de Thomas Reid ont influencé de façon durable les penseurs français ; ses textes furent régulièrement proposés au baccalauréat jusqu'à la fin du XIXe siècle.

#### Contrecoup des rébellions jacobites

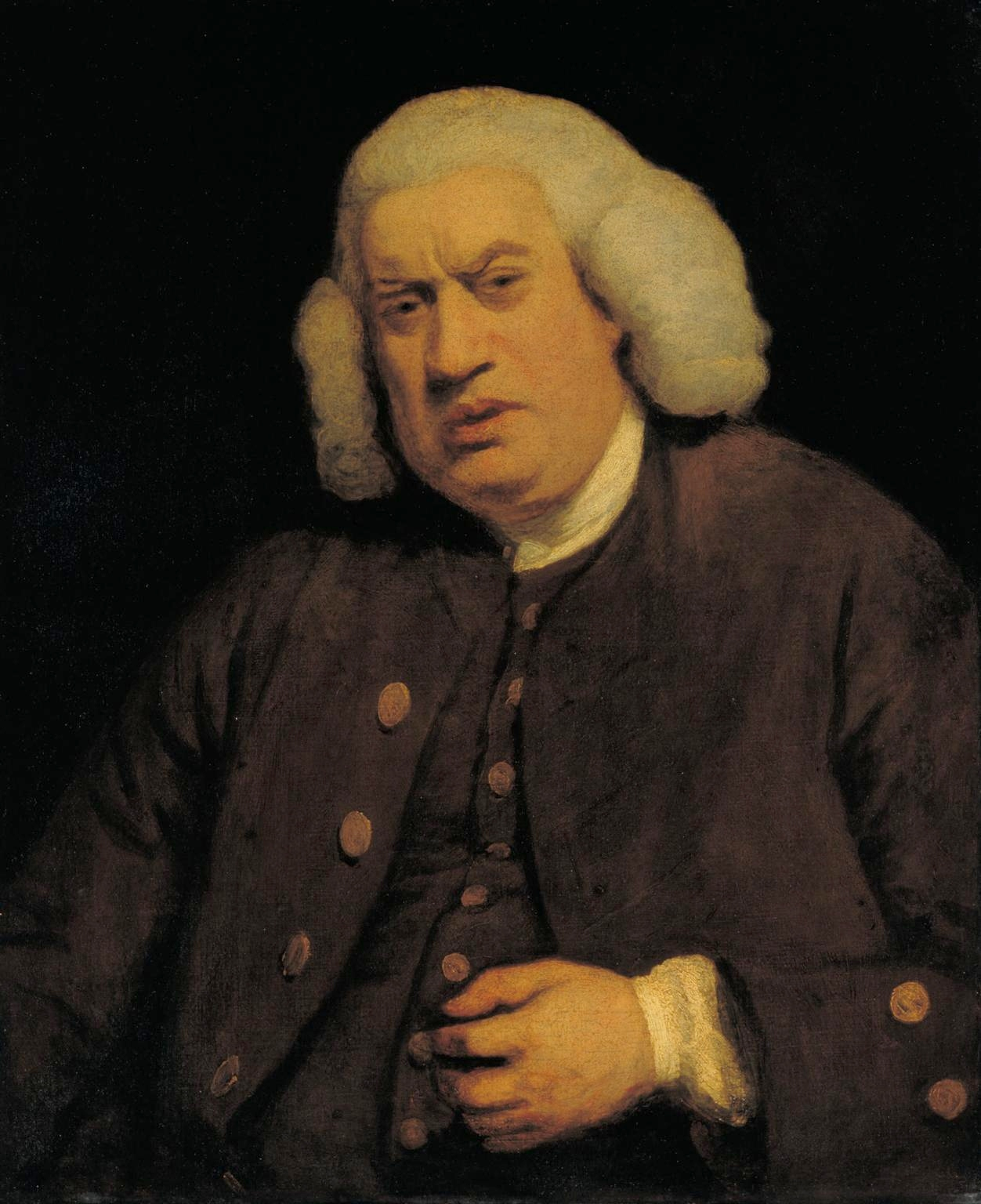
Portrait de Samuel Johnson par Joshua Reynolds.

En 1703, Martin Martin tente le premier de décrire la civilisation des Highlands telle qu'il la connaît au travers de son livre A Description of the Western Isles of Scotland.
En 1707, l'Acte d'Union réunit l'Écosse aux royaumes d'Angleterre et d'Irlande au sein du Royaume-Uni ; les rébellions jacobites vont alors ensanglanter le pays des années 1715 à 1745. Après la défaite de la bataille de Culloden, le Dress Act de 1746 va chercher à supprimer tous les signes nationalistes écossais, punissant ainsi d'emprisonnement et de déportation dans les colonies le port du kilt, du tartan, ou de tout autre vêtement reconnu traditionnellement écossais. Le système de clans se désagrège alors, les chefs de clan étant assimilés à l'aristocratie britannique et délaissant souvent leurs terres pour la vie à Londres. « L'union des royaumes n'a jamais équivalu à une totale assimilation », malgré la centralisation politique, précise toutefois l'historien Bernard Cottret, qui retrouve dans le souverain un facteur d'unité supérieur à une organisation parlementaire et politique longtemps partagée.
Samuel Johnson et James Boswell, en 1763, vont voyager à travers l'Écosse ; ce périple donnera naissance au livre A Journey to the Western Islands of Scotland, publié en 1775. L'ouvrage vise à discuter des problèmes sociaux et des conflits qui affectent le peuple écossais, mais également à faire l'éloge de beaucoup de facettes uniques de la société écossaise comme une école pour sourds-muets à Édimbourg. Johnson se sert aussi de cet ouvrage pour prendre part à une discussion sur l'authenticité des poèmes d'Ossian traduits par James Macpherson : selon lui, ils ne peuvent pas être des traductions de la littérature écossaise ancienne en raison du fait que « en ces temps rien n'avait été écrit en Gàidhlig ».

#### Clearances et révolution industrielle

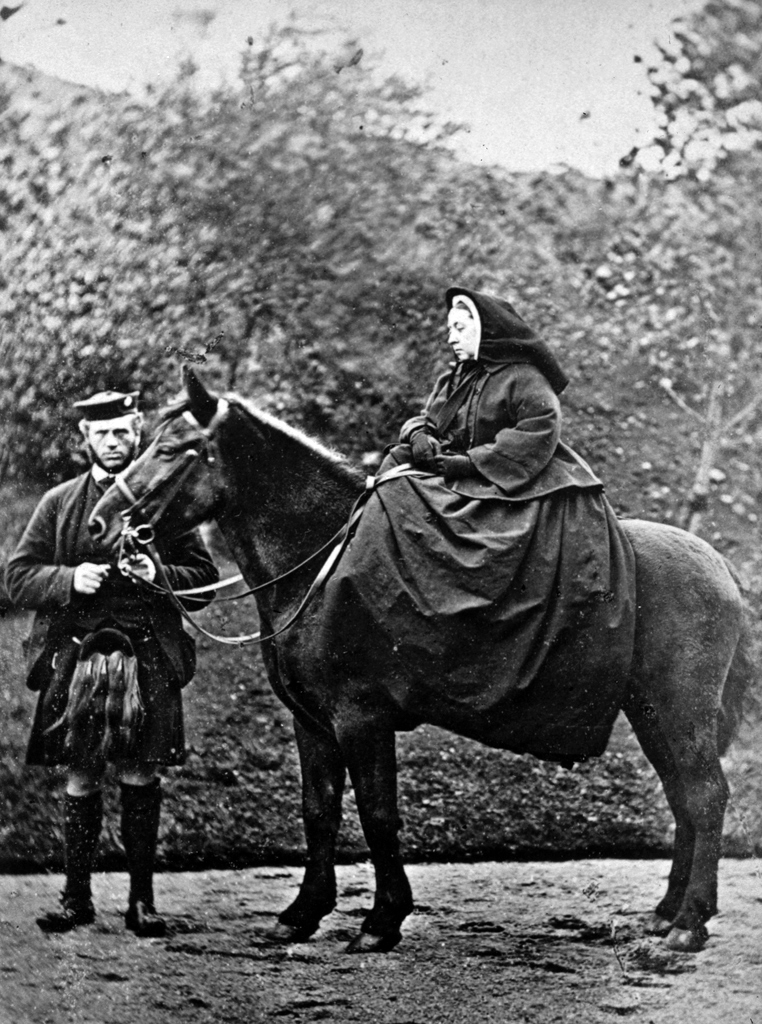
La reine Victoria à Balmoral.

À partir de 1792, les Highland Clearances, des vagues d'émigration et de déplacement de la population rurale, d'abord libres, puis forcés, vont sévèrement affecter la démographie écossaise. La culture est également frappée avec le remplacement de noms gaéliques par des noms anglais à la prononciation similaire : par exemple, MacMhuirich devient Curry. Alors que la visite en Écosse du roi George IV en 1822, organisée par sir Walter Scott, va marquer le début du Renouveau celtique en Écosse, ce dernier touchera principalement les classes aisées. L'Écosse devient alors à la mode ; c'est l'époque de la publication des romans de Walter Scott. La culture traditionnelle écossaise s'est alors considérablement amoindrie depuis la fin du XVIIe siècle.
Avec la révolution industrielle, les Lowlands vont se rapprocher de l'Angleterre, sous l'impulsion des échanges économiques et industriels nouveaux, tandis que les Highlands, plus isolés géographiquement, profiteront moins de la manne économique de l'époque. Les grands propriétaires terriens - chefs de clans devenus gestionnaires - vont alors intensifier les Clearances, remplaçant les petites métairies constituant leurs domaines par de vastes élevages de moutons ou des réserves de chasse au détriment des habitants.
Ce que les Clearances ont commencé, la Première Guerre mondiale l'a achevé. Un grand nombre d'Écossais figuraient parmi les millions de tués, et ceci a grandement affecté la population gaélophone restante. Le recensement de 1921, le premier à avoir été conduit après la fin de la guerre, a montré une diminution significative de la population parlant le gaélique. Ainsi, leur proportion avait chuté à 34,56 %.

### Données linguistiques
L'anglais et le gaélique écossais sont les deux langues officielles de l'Écosse. Une autre langue, ayant le statut de langue régionale, le scots, est également reconnue selon les termes de la Charte européenne des langues régionales ou minoritaires.

#### Anglais écossais
L'anglais écossais est la variété régionale de l'anglais en usage en Écosse, appelée en anglais Scottish English ou Scottish Standard English. C'est la langue écrite usuelle en Écosse dans les textes non littéraires. Elle ne doit pas être confondue avec le scots, langue germanique très proche mais distincte de l'anglais moderne ; quoique les deux noms aient souvent été employés l'un pour l'autre, l'usage moderne est de séparer clairement les deux.
L'anglais écossais est le résultat de l'interférence linguistique entre le scots et l'anglais à partir du XVIIe siècle. Le passage de nombreux locuteurs du scots à l'anglais se fit au prix de nombreux compromis phonologiques et transferts sémantiques, ainsi que de phénomènes d'hypercorrection. L'orthographe, la ponctuation et la grammaire de l'anglais écossais suivent généralement l'usage de l'Oxford English Dictionary. L'anglais des Highlands diffère un peu de celui des Lowlands, en ce qu'il reflète une plus grande influence phonologique, grammaticale et lexicale de la langue de substrat, le gaélique écossais.
En dépit de variations régionales et sociales, l'anglais écossais possède un certain nombre de traits de prononciation caractéristiques. Il existe peu de différences de grammaire avec les autres variétés d'anglais, bien que la forme progressive s'emploie typiquement avec une plus grande fréquence qu'ailleurs, par exemple avec certains verbes de sens statif (« I'm wanting a drink » « Je veux un verre »). Au futur, la forme progressive indique souvent une supposition (« You'll be coming from Glasgow » « Tu dois venir de Glasgow »).
L'anglais écossais possède un certain nombre de mots peu usités au sud du Royaume-Uni (ainsi que dans d'autres variétés d'anglais) ; certains font partie du vocabulaire général, tels que outwith « hors de » (plutôt que outside of), off of « dans » (dans l'usage de into), wee « petit » (mot du scots, employé aussi en anglais irlandais), pinkie « petit doigt, auriculaire » (plutôt que « little finger »), janitor « concierge, gardien » (plutôt que caretaker) ; d'autres désignent des réalités culturelles spécifiques, comme haggis ou caber.

#### Gaélique écossais
Le gaélique écossais, appelé Gàidhlig, est une langue gaélique (celtique) historiquement parlée dans les Highlands et dans les îles. Il est reconnu comme langue régionale de l'Écosse en 2004 par le Royaume-Uni selon la Charte européenne des langues régionales ou minoritaires, puis comme langue officielle aux côtés de l'anglais par le parlement écossais le 21 avril 2005. Il est utilisé dans la signalisation routière bilingue.
En 2001, le gaélique comptait 92 400 locuteurs, soit 1,9 % de la population. Les régions où il est parlé sont désignées par Gàidhealtachd (prononcé /kɛːəɫtaxk/). Avec l'expulsion de paysans par les grands propriétaires terriens au XIXe siècle, la langue est véhiculée par une diaspora et se décline par exemple en gaélique canadien pratiqué en Nouvelle-Écosse et en particulier sur l'île du Cap-Breton. L'importance de la langue dans la culture est surtout historique, comme langue des Gaels ou Scots, venus d'Irlande. Cependant, elle reste d'actualité : en 2002, les recueils de poésie en gaélique (avec traduction) ont été plus achetés que ceux en anglais.

#### Scots
Le scots (appelé en scots the Scots leid, the Scotch tung, etc.) est une langue germanique parlée en Écosse et dans le nord de l'Irlande (dans l'Ulster). Dérivé du vieux northumbrien, l'un des dialectes septentrionaux du vieil-anglais parlé au nord de la rivière Humber, en Grande-Bretagne, avant l'invasion normande de 1066, et influencé par le vieux norrois apporté dans l'île par les Vikings danois au IXe siècle, il demeure très proche de l'anglais. Le scots constitue notamment l'idiome régional propre aux Lowlands, dont l'un des dialectes est le doric.
En raison de différences existant entre les dialectes du scots et de la non-existence d'une autorité de régulation, il n'existe pas d'orthographe standard pour le scots et ce en dépit de plusieurs efforts émanant de locuteurs de cette langue,.
Le scots n'a pas connu l'importante modification de la prononciation des voyelles (grand changement vocalique) qu'a connu l'anglais. À titre d'exemple, le mot anglais town se prononce avec une diphtongue, mais le mot équivalent en scots, toun, se prononce /tun/.
Le poète Robert Burns, auteur entre autres de la chanson Auld Lang Syne, est l'un des écrivains de langue scots les plus connus et les plus populaires.

### Politique culturelle

#### Place de l'héritage culturel dans le système éducatif
De nombreux Écossais nés dans les années 1950 ont déclaré que l'éducation n'avait pas joué son rôle dans la transmission de la culture. En effet, avec la renaissance d'un nationalisme écossais, l'enseignement de l'histoire et des traditions pouvait être vu comme un acte partisan. Ainsi, un des points de vue est que l'histoire du pays avant l'Acte d'Union ne devrait pas être enseignée car elle « fomente un dangereux nationalisme ». L'histoire était donc enseignée de façon succincte, souvent limitée à l'école primaire, et lorsque la période couverte était antérieure à l'Acte d'Union, l'accent était alors mis sur l'histoire anglaise ; les élèves n'étaient donc pas au courant d'évènements essentiels tels que les Highland Clearances. De même, la littérature se résumait le plus souvent au seul enseignement de Robert Burns. Le phénomène était particulièrement fort dans les internats qui préparaient leurs étudiants aux examens anglais et non écossais. L'attitude changea progressivement, jusqu'à un léger encouragement à l'enseignement de la culture écossaise dans les années 1990.
Après cette période assez creuse, l'intérêt des Écossais pour leur culture se montra particulièrement vif. Cependant, cette culture est alors acquise plutôt qu'héritée, ce que corrobore une anecdote de Sandy Stronac, directeur du festival du doric, rapportée par le premier ministre Alex Salmond : « Sandy était occupé à se lamenter sur [la perte de l'idiome du doric] mais l'intérêt dans le festival du doric est exceptionnellement élevé, la musique au fiddle ou à la cornemuse et les Country dances font toujours partie de la société du nord-est, tandis que les écoles sont passées d'une position d'hostilité à l'usage du Scots à un encouragement léger. La théorie de Sandy, et peut-être peur, est que la culture populaire et le langage sont en danger de devenir une curiosité pour l'amateur enthousiaste plutôt que quelque chose de naturel pour les gens ».

#### Organismes de promotion culturelle

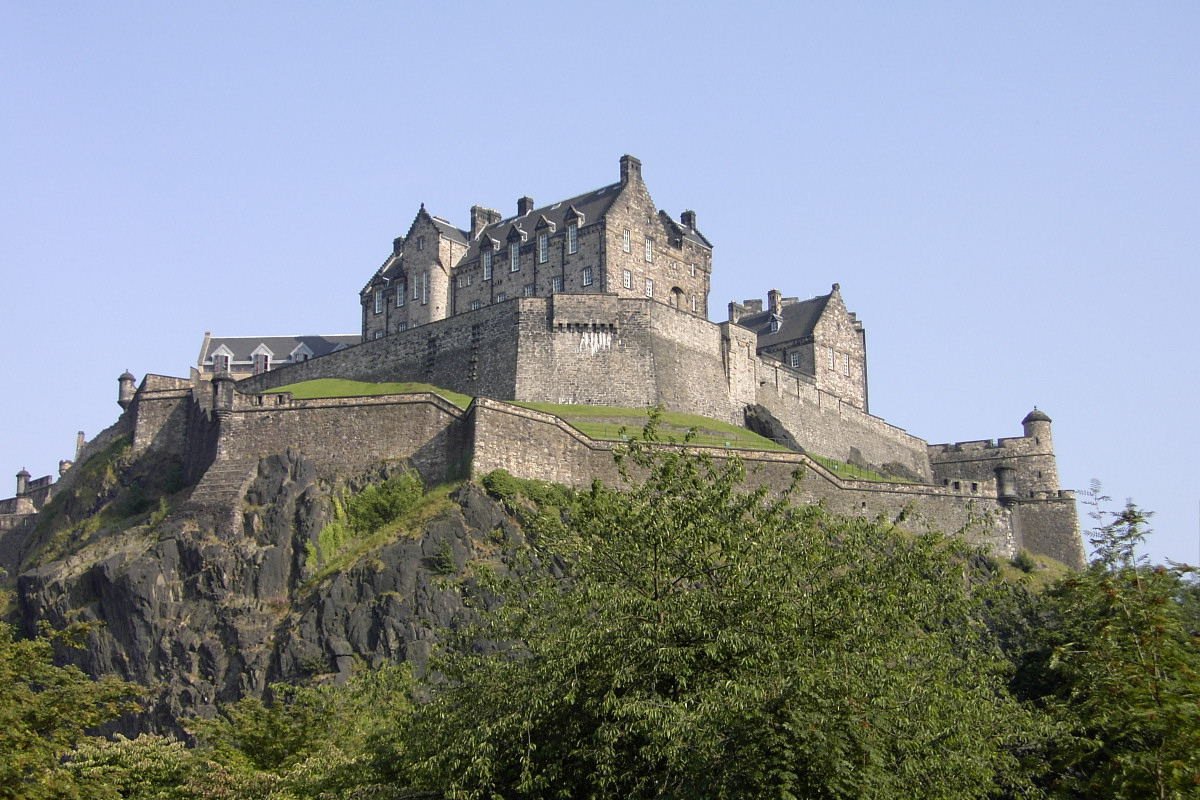
La forteresse du château d'Édimbourg, gérée par Historic Scotland.

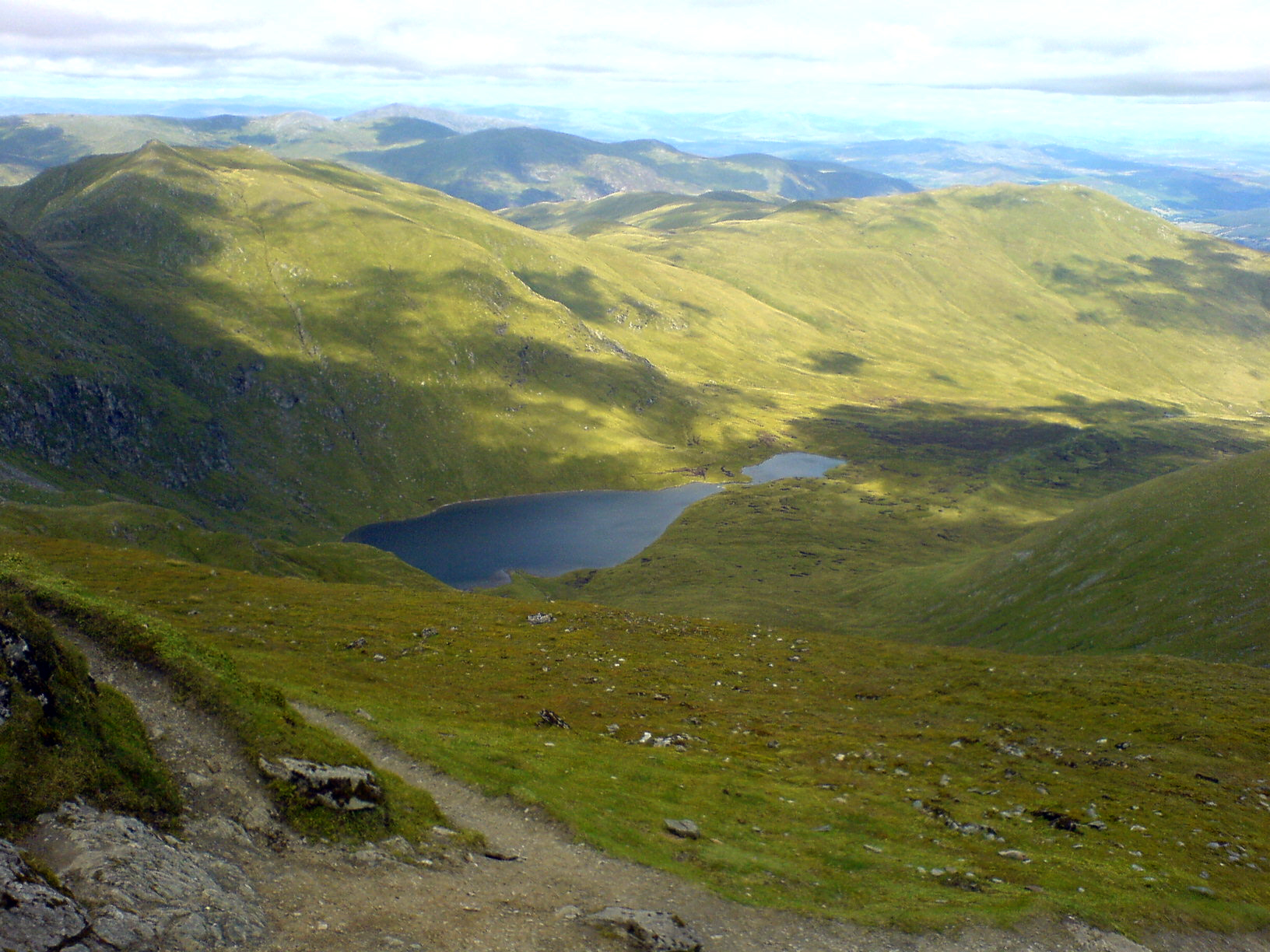
Le massif du Ben Lawers (Perth and Kinross), propriété du National Trust for Scotland.

La première charte pour les arts en Écosse vit le jour en 1993 sous l'égide de représentants des arts, des musées, des films, et de la Convention of Scottish Local Authorities (COSLA). Les collectivités locales (villes et régions) sont très impliquées dans la culture et, avec des financements privés, permettent d'assurer que des musées d'importance nationale soient gratuits et ouverts à tous, tels que le Hunterian Museum and Art Gallery de Glasgow, la Collection Burrell ou le City Art Center d'Édimbourg. Leurs collections sont souvent issues de legs.
Trois organismes majeurs dépendent aussi du gouvernement écossais. Le ministère à l'Europe, aux Affaires externes et à la Culture est chargé du premier : les Archives nationales d'Écosse, basées à Édimbourg, qui furent créées en 1999 en remplacement du Scottish Record Office. Cette collection, issue d'un service d'archives en Écosse remontant au XIIIe siècle, est l'une des plus riches d'Europe. Elle recueille et rend accessible au public la plupart des sources historiques concernant l'Écosse et ses rapports avec les nations voisines au cours de son histoire. Le second est Historic Scotland, créé en 1991 pour préserver le patrimoine architectural. En plus de son rôle consultatif, cet organisme est chargé de la restauration des bâtiments classés. Depuis 2005, il décerne chaque année le Young Scots Award (litt. « prix des Jeunes Écossais »), qui récompense la meilleure initiative de préservation du patrimoine développée par de jeunes Écossais. Il travaille sur la restauration des bâtiments anciens en collaboration avec le Scottish Civic Trust, une association privée fondée en 1967. Le troisième est le Scottish Natural Heritage, chargé des sites naturels.
Le National Trust for Scotland est un organisme privé fondé sur les dons qui promeut l'héritage culturel et naturel, s'intéressant particulièrement aux châteaux et grandes demeures ainsi qu'à la préservation des espaces naturels. Il est actuellement placé sous le patronage du prince Charles. Au niveau international, plusieurs sites font partie du patrimoine mondial de l'Unesco.

#### Médias
La plupart des médias écossais sont des branches de compagnies diffusant à l'échelle du Royaume-Uni. Ainsi, le groupe de télévision publique BBC Scotland, créé en 1953, et sa branche gaélique BBC Alba sont rattachés au groupe de médias de la britannique BBC. De même, les principales stations de radio sont celles de la BBC : BBC Radio Scotland et BBC Radio nan Gaidheal. De nombreuses stations régionales et indépendantes existent cependant. Les chaînes privées ont fait leur apparition en 1957 avec Scottish Television, la deuxième chaîne la plus ancienne du groupe britannique ITV, et en 1961 avec Grampian Television,. Ces chaînes, les plus importantes en Écosse, ont fusionné en 2006 pour donner STV, toujours rattachée à ITV. Les quotidiens de diffusion nationale sont dominés par The Herald et The Scotsman. Fondé en 1783, The Herald, d'orientation centre-gauche, est l'un des plus anciens quotidiens de langue anglaise. The Scotsman fut fondé plus tardivement à Édimbourg, en 1817, et défend les positions pro-unionistes.

### Perspectives actuelles
La spécificité d'une culture écossaise dans le paysage anglais va de pair avec le sentiment d'une identité écossaise. Dans l'étude Scottish Social Attitudes de 2002, trois cinquièmes des sondés avaient un sentiment d'être britanniques, ce qui montre une coexistence entre le nationalisme culturel écossais et une politique d'union au sein du Royaume-Uni. Cependant, cette coexistence est fragile : plus de 75 % se considèrent plus écossais que britannique, et les sondés sont plus fiers du symbole du drapeau de l'Écosse que de celui du Royaume-Uni. Enfin, dans l'ordre des préoccupations de la population, être Écossais vient en seconde place après être parent, et devant le problème de l'emploi.
La part de l'héritage culturel dans le sentiment actuel est variable. Ainsi, Ginnie Atkinson, Managing Director du Festival international du film d'Édimbourg déclarait que « la litanie de batailles pour de justes causes et la libération de l'oppression n'ont jamais défini, pour moi, être Écossais » ; elle donne ainsi une définition culturelle plus moderne : « être Écossais, c'est savoir pourquoi chaque syllabe de Billy Connolly est amusante, c'est rencontrer Sean Connery au milieu d'un groupe de fans et le reconnaître comme Écossais en quelques mots ». Un autre éclairage sur les symboles est apporté par ce témoignage :

« Je n'ai pas une jambe plus courte que l'autre pour que je puisse chasser le haggis dans les collines. Je ne suis ni mesquin ni pingre. […] Être Écossais pour moi c'est être fier de notre héritage, nos paysages, notre gentillesse — qui n'est seconde à aucune autre — nos traditions, musique et langage [...]. Le son des cornemuses et des tambours éveille en moi une fierté nationale comme nul autre instrument que je connais. Pourriez-vous imaginer chanter Flower of Scotland au piano ou à la guitare? »

Par ailleurs, si les symboles perdurent, l'Écosse voit comme de nombreux pays les effets de la culture américaine, ce que résume l'écrivain Alan Bissett :

« Comme la plupart des gens de moins de trente-cinq ans, j'ai grandi saturé de culture populaire américaine. La scottishness était quelque chose de dépoussiéré et sorti du placard pour les matchs de football ou Hogmanay. [...] Nos rues ont exactement la même allure que celles n'importe où ailleurs en Occident — aseptisées, des paradis piétonniers de vente au détail, flanquées avec chic par Virgin, McDonald et Gap,. »

## Symboles nationaux

### Drapeaux

#### Croix de saint André

Le drapeau de l'Écosse.

Le drapeau de l'Écosse arbore un sautoir blanc, une crux decussata représentant la croix du martyr chrétien l'apôtre saint André, patron de l'Écosse sur un fond bleu. Il est souvent connu sous le nom de Croix de saint André ou The Saltire (sautoir en anglais). En langage héraldique il est blasonné d'azur, au sautoir d'argent.
C'est l'un des plus anciens drapeaux au monde, et le plus ancien drapeau national encore en usage après celui du Danemark. Selon la légende, apparue au XVe siècle, le roi Angus II des Pictes mena les Pictes et les Gaëls durant une bataille contre les Angles sous le roi Athelstan d'Est-Anglie. Le roi Angus et ses hommes furent encerclés et le souverain se mit à prier pour leur délivrance. Durant la nuit, Saint André, qui avait été martyrisé sur une croix diagonale, apparut à Angus et l'assura de la victoire. Le lendemain un sautoir blanc sur un fond de ciel bleu apparut des deux côtés et encouragea les Pictes et les Gaëls mais fit perdre confiance aux Angles qui furent battus. La légende conclut que la croix de Saint André devint ainsi le drapeau écossais, sans faire état de ses utilisations antérieures. Le symbole qu'il porte est traditionnellement daté du xie siècle ; c'est en 1286 que, en l'absence de roi, les Gardiens du Royaume l'ont pour la première fois porté sur leurs sceaux.
C'est en 1385 que le Parlement d'Écosse décrète que les soldats écossais doivent arborer la croix de Saint André comme signe distinctif et, en 1503, apparaît le premier drapeau constitué uniquement du Saltire, sans la figure du saint ; en 1549, le fond rouge d'origine est remplacé par le fond bleu encore utilisé aujourd'hui. En 1606, le drapeau de l'Écosse fut intégré à celui de l'Angleterre afin de former l'Union Flag, à la suite de l'Union des Couronnes de 1603.
À certaines époques, des couleurs aussi claires que le bleu ciel ou aussi foncées que le bleu marine ont été utilisées, mais les versions récentes ont largement convergé vers le modèle officiel du Pantone 300.

#### Étendard Royal d'Écosse

L'Étendard Royal d'Écosse ou Lion rampant

L'Étendard Royal d'Écosse reprend le motif porté par le blason de l'Écosse, qui est dit, en langage héraldique, « d'or au lion rampant de gueules armé et langué d'azur au double trescheur fleuronné et contre-fleuronné du second. »
Cette bannière, également appelée Lion Rampant, fut utilisée par les rois d'Écosse depuis le XIIe siècle jusqu'à l'Union des Couronnes de 1603. Il s'agit de la bannière personnelle du souverain ; son usage est ainsi restreint, par l'acte de 1672 du Parlement d'Écosse, au seul roi régnant et à ses représentants directs (ambassadeurs par exemple).
Au XXIe siècle, l'Étendard Royal flotte sur les résidences royales de Holyrood et Balmoral lorsque la reine Élisabeth II en est absente.

### Hymnes
L'Écosse ne possède pas d'hymne national qui lui soit propre,,. Le Parlement écossais a émis l'avis que l'hymne national du Royaume-Uni, God Save the Queen, soit utilisé en tant qu'hymne national de l'Écosse. L'utilisation d'un hymne séparé est pourtant populaire, car, en pratique, plusieurs situations le rendent nécessaire, tels que les évènements sportifs auxquels participe séparément l'équipe d'Écosse. En l'absence d'un hymne officiel, plusieurs chansons concourent au titre de jure d'hymne écossais. En juin 2006, l'Orchestre national royal d'Écosse a organisé un sondage en ligne afin de déterminer la chanson préférée des Écossais en tant qu'hymne national. Avec plus de 10 000 votes, Flower of Scotland est arrivé premier (41 % des voix), suivi de Scotland the Brave (29 % des voix).
The Flower of Scotland (Flùir na h-Alba en gaélique écossais) a été composé en 1974 par Roy Williamson du groupe traditionnel The Corries. En 1990, il est utilisé pour la première fois lors d'une rencontre officielle. Jusque-là l'hymne joué pour l'Écosse était le God Save the Queen. À la demande du XV écossais, Flower of Scotland fut joué comme hymne pour le dernier match du Tournoi des Six Nations, dans une rencontre qui les opposa aux Anglais. En 1993, la fédération écossaise de rugby à XV décida qu'il serait joué avant chaque match de l'Écosse. Jugée trop agressive par certains, la chanson a fait l'objet d'une pétition populaire présentée au Parlement écossais en 2004 pour qu'elle cesse d'être utilisée lors des rencontres sportives et soit remplacée par une autre. Depuis 2000, Flower of Scotland est jouée avant les matchs de football de l'équipe d'Écosse lors de la coupe de l'UEFA. Ce chant patriotique célèbre à la fois la beauté des paysages de l'Écosse et la victoire des patriotes écossais, fleur de l'Écosse, c'est-à-dire les plus braves, contre l'invasion anglaise à la fin du XIIIe siècle et au début du XIVe siècle, au cours de la première guerre d'indépendance de l'Écosse. Menés par Robert the Bruce, les Écossais renvoyèrent chez elle « l'armée du fier Édouard » (proud Edward's army), Édouard II d'Angleterre lors de la bataille de Bannockburn qu'ils remportèrent en 1314, et qui déboucha sur près de quatre siècles d'indépendance.
La mélodie de Scotland the Brave (Alba an Aigh en gaélique écossais) semble dater du début du XXe siècle. Elle était déjà connue sous le nom de Scotland the Brave. Toutefois, ce n'est que vers 1950 que les premières paroles furent écrites par le journaliste écossais Cliff Hanley, pour le chanteur Robert Wilson. Scotland the Brave est utilisée pour représenter l'Écosse lors des Jeux du Commonwealth. Toutefois, c'est Flower of Scotland qui remporte la faveur générale lors des matches de rugby joués par l'équipe nationale d'Écosse. En 2006, Scotland the Brave a été adopté comme marche de régiment par le Royal Regiment of Scotland.

### Armoiries

Armoiries du royaume d'Écosse.

Les armoiries de l'Écosse (ou armoiries royales d’Écosse) étaient les armoiries historiques des rois et reines d’Écosse, utilisées jusqu’à l'Acte d'Union de 1707. Elles connurent d'importantes modifications lors de l’union avec le royaume d’Angleterre en 1603, puis selon les différentes alliances des souverains successifs. Au début du XXIe siècle, les armoiries de l'Écosse empruntent leur forme aux armes royales du Royaume-Uni utilisées en Écosse.
Elles auraient été utilisées pour la première fois par Guillaume Ier d'Écosse au XIIe siècle. Les armoiries du Kyng of Scottz (roi des Écossais) ont été décrites pour la première fois à cette époque dans un registre du Collège des Armoiries de Londres.
Les armoiries de l'Écosse sont blasonnées ainsi :
écu : d'or au lion rampant de gueules armé et langué d'azur au double trescheur fleuronné et contre-fleuronné du même. Le lion est souvent armé et lampassé d'azur ;
supports : deux licornes enchaînées ;
cimier : un lion couronné, de front, assis sur une couronne, portant un sceptre et une épée ;
devise : Nemo me impune lacessit (« Personne ne me provoque impunément », en latin) ;
cri de guerre : In defens (orthographe écossaise de l'anglais defence).

### Chardon

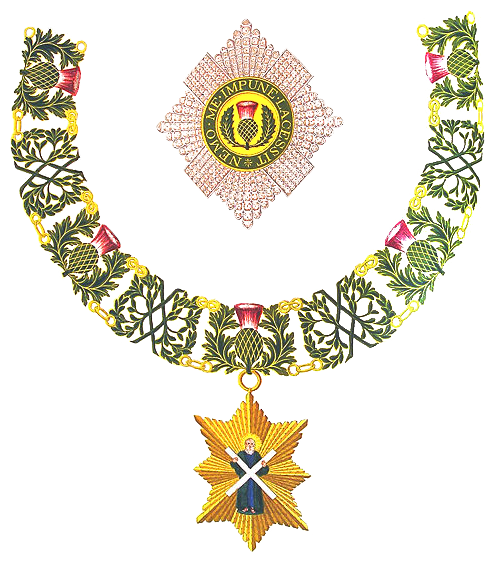
Collier et plaque d'un chevalier de l'ordre du Chardon.

Le chardon aux ânes (Onopordum acanthium) est l'un des symboles nationaux de l'Écosse depuis le règne d'Alexandre III (1249-1286) ; il fut utilisé dès 1470 sur des pièces d'argent frappées sous Jacques III.
La légende veut qu'une armée ennemie ait autrefois tenté d'attaquer les Écossais de nuit. L'un des soldats étrangers, probablement pieds-nus, aurait marché sur un chardon ; son cri aurait éveillé les sentinelles écossaises, qui auraient alors sonné l'alerte. Certaines sources suggèrent qu'il s'agirait de la bataille de Largs, qui a marqué le début du retrait du souverain viking Håkon IV de Norvège. Dans certaines variantes de la légende, il s'agit d'une armée anglaise.
L'ordre du Chardon est un ordre de chevalerie écossais, institué le 6 juin 1687, par le roi d’Angleterre Jacques II et roi d'Écosse sous le nom de Jacques VII, qui régna sur les deux pays de 1685 à 1689. Leur devise est également Nemo me impune lacessit. Le siège de l’Ordre se situe dans la cathédrale Saint-Gilles d'Édimbourg, Thistle Chapel. Il s'agit de la plus haute décoration spécifiquement écossaise, équivalente à l'Ordre de la Jarretière en Angleterre, auquel il est second dans le protocole.

## Arts

### Architecture

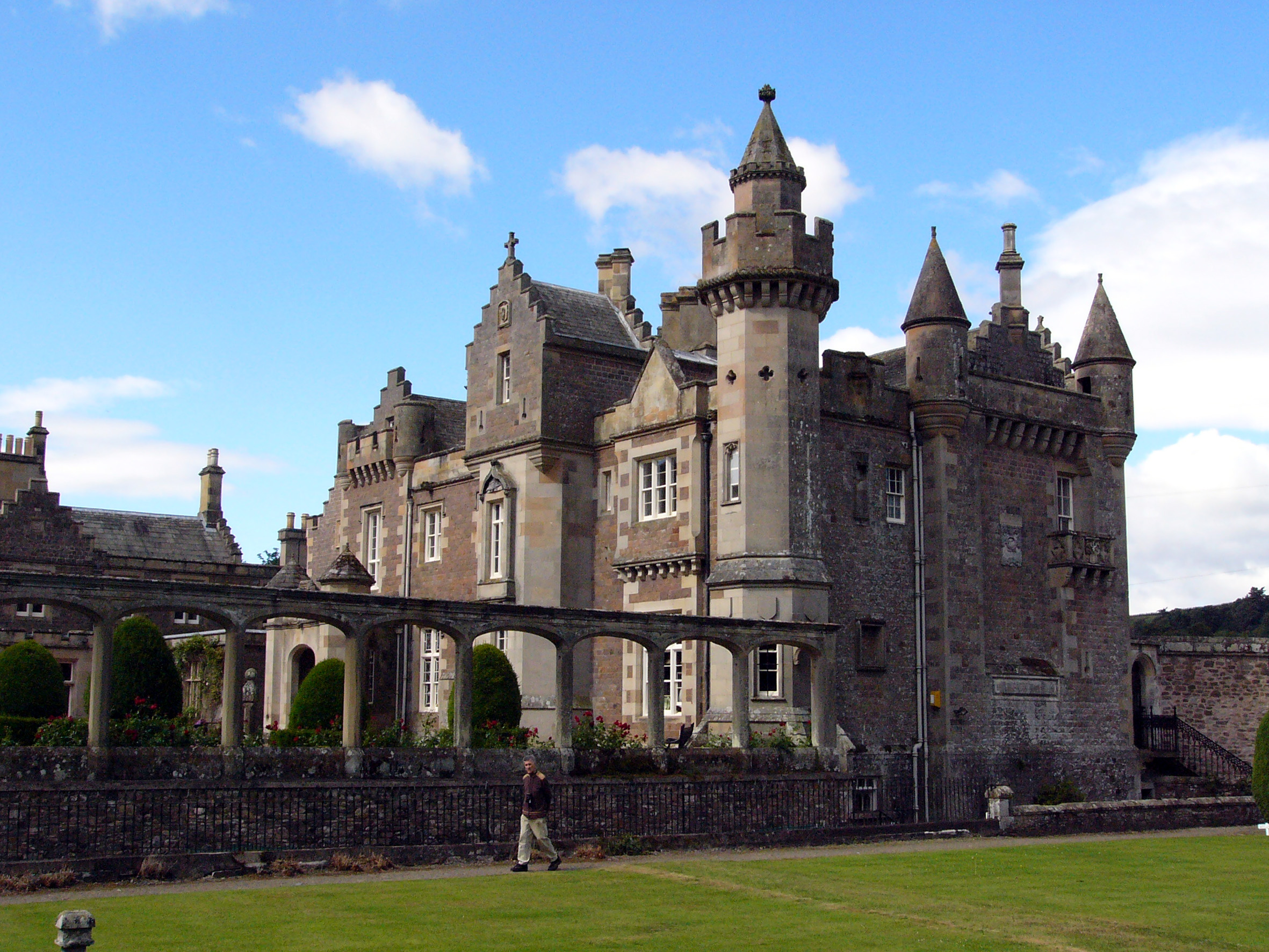
Abbotsford House, demeure de sir Walter Scott.

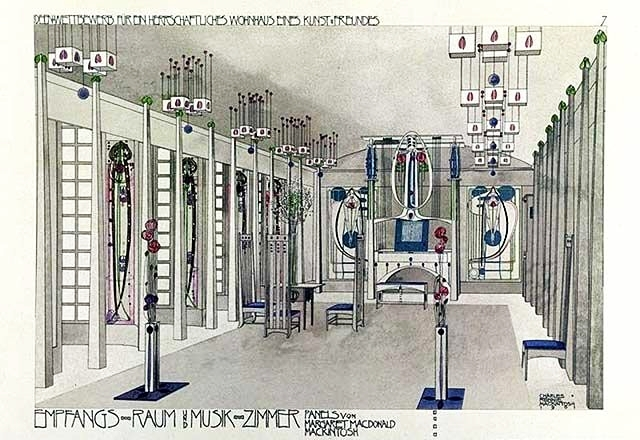
Salon de musique dessiné par Charles Rennie Mackintosh (1901)

Deux types d'habitation traditionnelle sont particuliers à l'Écosse. Le premier, la black house (taigh dubh en gaélique écossais), est un type de maison basse, aux murs de pierres sèches et au toit de chaume, autrefois commun dans les Highlands et les Hébrides. La maison-tour, elle, constitue la base de nombreux châteaux bâtis entre le XIe siècle et le XVIIe siècle. Conçue pour la défense et l'habitation, elle fut particulièrement utilisée dans les Scottish Borders, au Sud du pays.
L'architecture classique, qui tire son inspiration de l'Antiquité gréco-romaine, fut introduite en Écosse par William Bruce (circa 1630 - 1er janvier 1710). Personnage clé du palladianisme en Écosse, il eut une grande influence sur les architectes qui lui furent postérieurs. On lui doit notamment la restructuration du palais royal de Holyrood, ainsi que nombre de demeures de l'aristocratie.
À partir de la seconde moitié du XVIIIe siècle, l'architecture néoclassique se développa, en grande partie sous l'impulsion de Robert Adam, dont les réalisations dépassèrent largement le cadre de l'Écosse. Considéré par beaucoup comme le plus grand architecte de la fin du XVIIIe siècle, il a vu certains de ses bâtiments d'Édimbourg classés au patrimoine mondial de l'UNESCO.
Au XIXe siècle, en parallèle avec le développement du roman gothique et du nationalisme romantique, est apparu en architecture le style néogothique. Un mouvement de ce style, le Scottish baronial style, est né en Écosse ; il s'agit d'une fusion de l'architecture néogothique et de l'ancienne architecture défensive écossaise. Abbotsford House, la demeure du romancier sir Walter Scott, fut ainsi construite dans ce style.
Alors que l'Art nouveau fleurissait en Europe, Charles Rennie Mackintosh (1868 à Glasgow - 1928 à Londres) fut le principal porte-parole de son pendant britannique, le mouvement Arts & Crafts. Architecte et décorateur, il appliqua son style, formel et épuré, à ses bâtiments, comme la Glasgow School of Art, ainsi qu'à ses intérieurs, où se retrouve l'influence du style, souple et floral, de son épouse Margaret.

### Peinture
Les plus anciennes traces d'art décoratif sur le territoire écossais remontent à la période picte. Ce sont des sphères de pierre gravée de l'époque néolithique, de l'âge du bronze et de l'âge du fer. La plupart ont été retrouvées dans le nord-est de l'Écosse, et plus particulièrement dans l'Aberdeenshire. Les motifs gravés sur les pierres sont de nature géométrique, spirales, cercles concentriques et lignes brisées. Les pierres pictes, de facture plus tardive, sont elles des stèles, datées entre le IVe siècle et le IXe siècle, dont le but et la signification ne sont que partiellement compris. Les symboles présents sur ces stèles, généralement organisés en paires, peuvent être répartis en trois catégories : symboles abstraits, animaliers, et objets (tels que miroirs et peignes). Peu d'autres exemples du travail artistique des Pictes sont parvenus à l'époque contemporaine.
L'art celte chrétien développé dans les monastères chrétiens des îles des Hébrides a émergé à partir du VIIe siècle ; il a donné naissance à des manuscrits enluminés semblables au livre de Kells. Il a initialement émergé dans le monastère de saint Columba sur Iona, puis s'est répandu dans les autres scriptoria, et a prospéré jusqu'à la Réforme protestante. Il n'y probablement pas eu d'école écossaise spécifique au sein de ce style, pourtant né en Écosse.
L'art profane ne s'est véritablement développé qu'à partir de la Renaissance, sous le mécénat des rois Jacques III, Jacques IV et Jacques V. Si le déménagement de la cour royale à Londres en 1603 a marqué un ralentissement dans l'essor de l'art écossais, c'est toutefois au XVIIe siècle que George Jamesone d'Aberdeen (vers 1589 - 1644), premier artiste écossais identifiable avec certitude, réalisa ses œuvres. À la même période, John Michael Wright (vers 1617 - 1694), un portraitiste baroque, est actuellement considéré comme l'un des chefs de file des peintres britanniques de son époque, en particulier pour le caractère réaliste de ses portraits. Il a été favorisé par des clients au plus haut niveau de la société, à une époque où les artistes étrangers étaient généralement préférés. Ses peintures de la royauté et de l'aristocratie font, au XXIe siècle, partie des collections les plus prestigieuses.
La période des Lumières écossaises marque un jalon dans le développement de l'histoire culturelle et artistique de l'Écosse. Les peintres Allan Ramsay, Gavin Hamilton, Henry Raeburn et David Allan ont ainsi acquis une renommée européenne. La peinture de Raeburn, par son travail de la lumière, annonce les développements du romantisme et de l'impressionnisme.
Le XIXe siècle vit la naissance du mouvement impressionniste et la naissance, en 1826, de la Royal Scottish Academy. La Glasgow School of Art vit le jour en 1845 ; il s'agit de l'une des quatre écoles d'art indépendantes de l'Écosse. C'est à partir des années 1890 que s'est développé le mouvement artistique qui porte son nom, incluant les Glasgow Boys et Charles Rennie Mackintosh. Ce mouvement a apporté une importante contribution à la scène européenne en développant le style Art nouveau dans l'architecture, la peinture et la décoration.
Dans les années 1920, le mouvement des Coloristes Écossais s'est constitué ; ce groupe tirait son inspiration du mouvement post-moderne. À cette même époque a prospéré la Renaissance écossaise, comme en littérature, dans le cadre plus large du celtic revival, et les années qui ont suivi la Seconde Guerre mondiale ont vu prospérer l'art écossais, avec l'apparition d'artistes de renommée internationale tels que Eduardo Paolozzi, l'une des figures du pop art britannique.

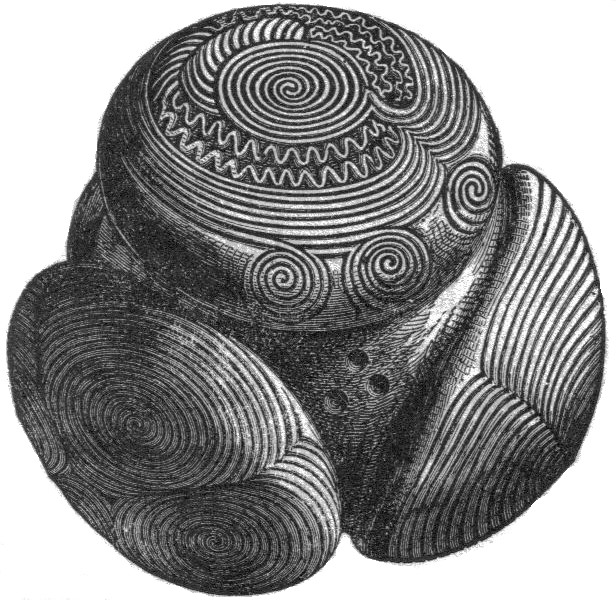
Représentation de la pierre gravée picte de Towrie.
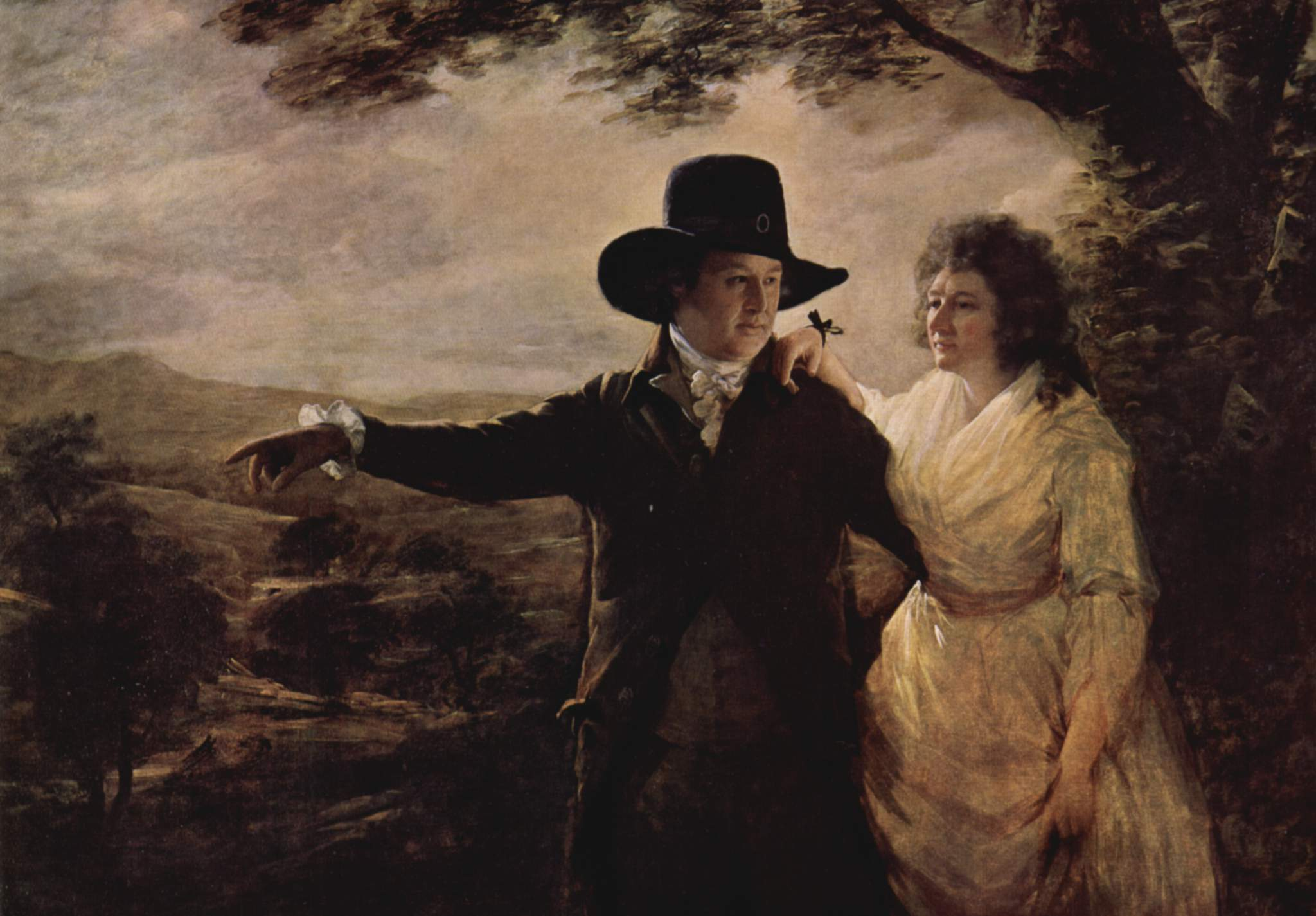
Portrait de sir John et Lady Clerk par Henry Raeburn (v. 1790).
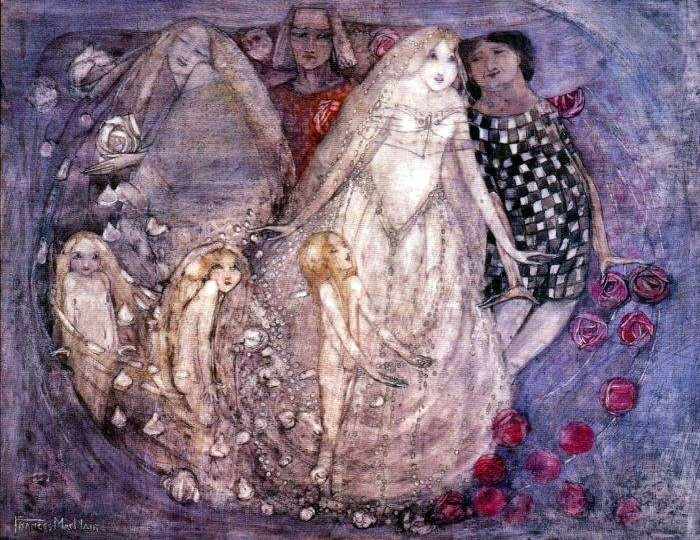
Un paradoxe par Frances MacDonald de l'école de Glasgow (1905).

### Sculpture
- Art préhistorique en Écosse (en)
- Sculpture écossaise (en)

### Photographie
- Photographie écossaise (en), Document Scotland (en) (2012)

### Littérature

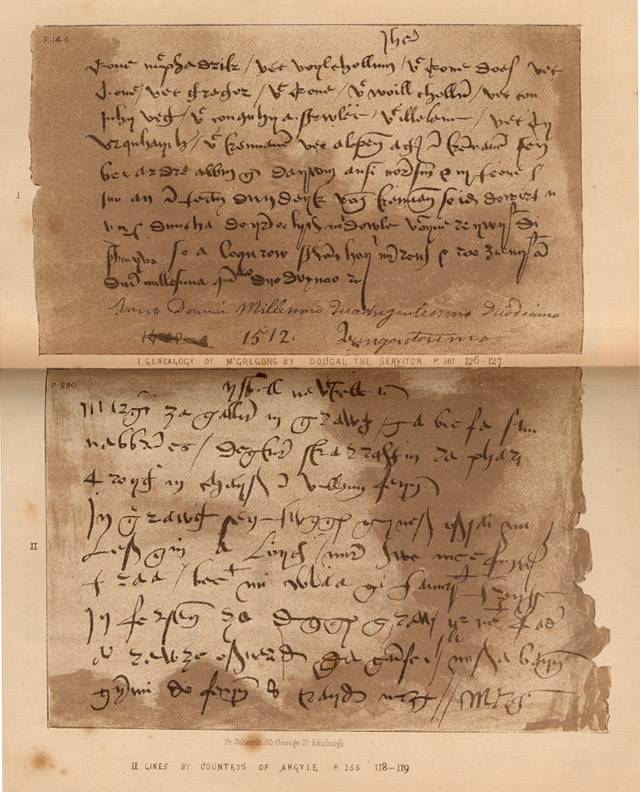
Le Book of the Dean of Lismore, manuscrit de 1512 écrit principalement en gaélique et contenant aussi du scots et du latin. Des vers y relatent l'histoire d'Ossian.

La littérature écossaise est la littérature écrite en Écosse ou par des auteurs écossais. Elle a principalement utilisé le gaélique écossais, l'anglais, le scots, le brittonique, le français et le latin.

#### Émergence de la littérature écossaise
Si les Pictes ont vraisemblablement parlé une langue brittonique, de même que les peuples proches du Pays de Galles, du fait de la survie de noms de lieu et de noms personnels, aucun exemple de leur littérature n'est parvenu à l'ère moderne.
À la fin du Moyen Âge, entre 1200 et 1700, les élites culturelles écossaise et irlandaise partageaient une forme littéraire de gaélique. Quelques textes gaéliques écrits en Écosse à cette époque ont survécu dans les sources irlandaises, tel que le Lebor Bretnach, produit d'une littérature gaélique florissante établie au monastère d'Abernethy. Parallèlement, le français prospère au XIIIe siècle en tant que langue littéraire et produit des œuvres telles que le Roman de Fergus, et probablement certains autres pans de la légende arthurienne.
Le premier important texte écossais connu en moyen anglais date de 1375 ; il s'agit du poème épique The Brus, composé par John Barbour, considéré comme le père de la poésie écossaise. Il s'agit d'un mélange de roman historique et de chronique médiévale, dont le style fut repris par d'autres auteurs contemporains de Barbour. De nombreux romans de chevalerie du Continent furent traduits à cette même époque.
Au XVe siècle, la poésie, désormais en moyen écossais, influencée par la Renaissance, fut principalement l'œuvre des makars, héritiers des bardes.
Le premier texte classique majeur à avoir été totalement traduit en anglais moderne naissant fut la traduction en vers de l'Énéide de Gavin Douglas en 1513,. À la fin du siècle, Jacques VI, mécène de la littérature et de la musique, a créé le Castalian Band, sur le modèle de la Pléiade française de l'époque.
Les premières ballades remontent au début du XVIIe siècle, avec l'impression du Chevalier elfe aux environs de 1610.
C'est à partir du XVIIIe siècle que le roman écossais s'est véritablement développé avec des auteurs tels que Tobias Smollett, dont les romans picaresques ont influencé, entre autres, Charles Dickens.

#### Influence de Burns et Scott

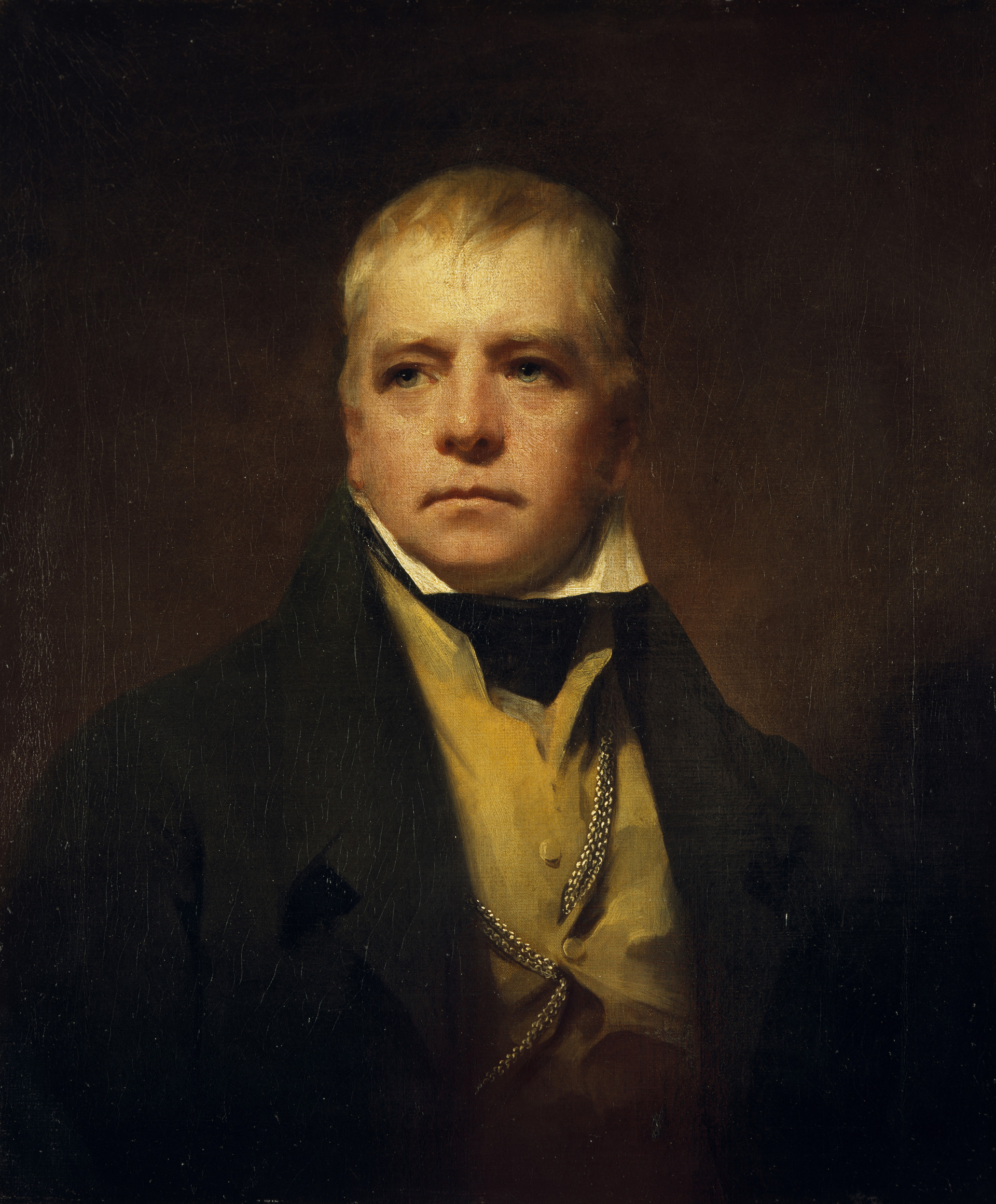
Portrait de sir Walter Scott par Henry Raeburn (1822).

Parmi les auteurs écossais les plus connus, deux sont fortement associés à l'ère romantique, Robert Burns et Walter Scott.
Robert Burns, auteur de nombreux poèmes et chansons d'inspiration folklorique écossaise, dont Auld Lang Syne, est considéré comme le plus grand auteur de langue scots. Il est considéré comme le poète national de l'Écosse. Si ses œuvres les plus connues sont en scots, il a également largement écrit en anglais et dans un scots « allégé », accessible à une plus large audience. Pionnier du mouvement romantique, il fut après sa mort une source d'inspiration pour les fondateurs du libéralisme comme du socialisme, et il eut une influence persistante sur la littérature écossaise.
Walter Scott a tout d'abord recueilli des ballades écossaises dans le Minstrelsy de la Frontière écossaise avant de se lancer dans une carrière de romancier en 1814 avec Waverley, souvent appelé premier roman historique. D'autres romans, tels que Rob Roy, ont contribué à son image de patriote. Père du roman historique, il a contribué à forger une image romantique de l'Écosse et de son histoire. C'est à lui, notamment, que l'on doit le retour de l'usage du tartan et du kilt, dont le port avait été interdit par une loi du Parlement en 1746.

#### Poésie

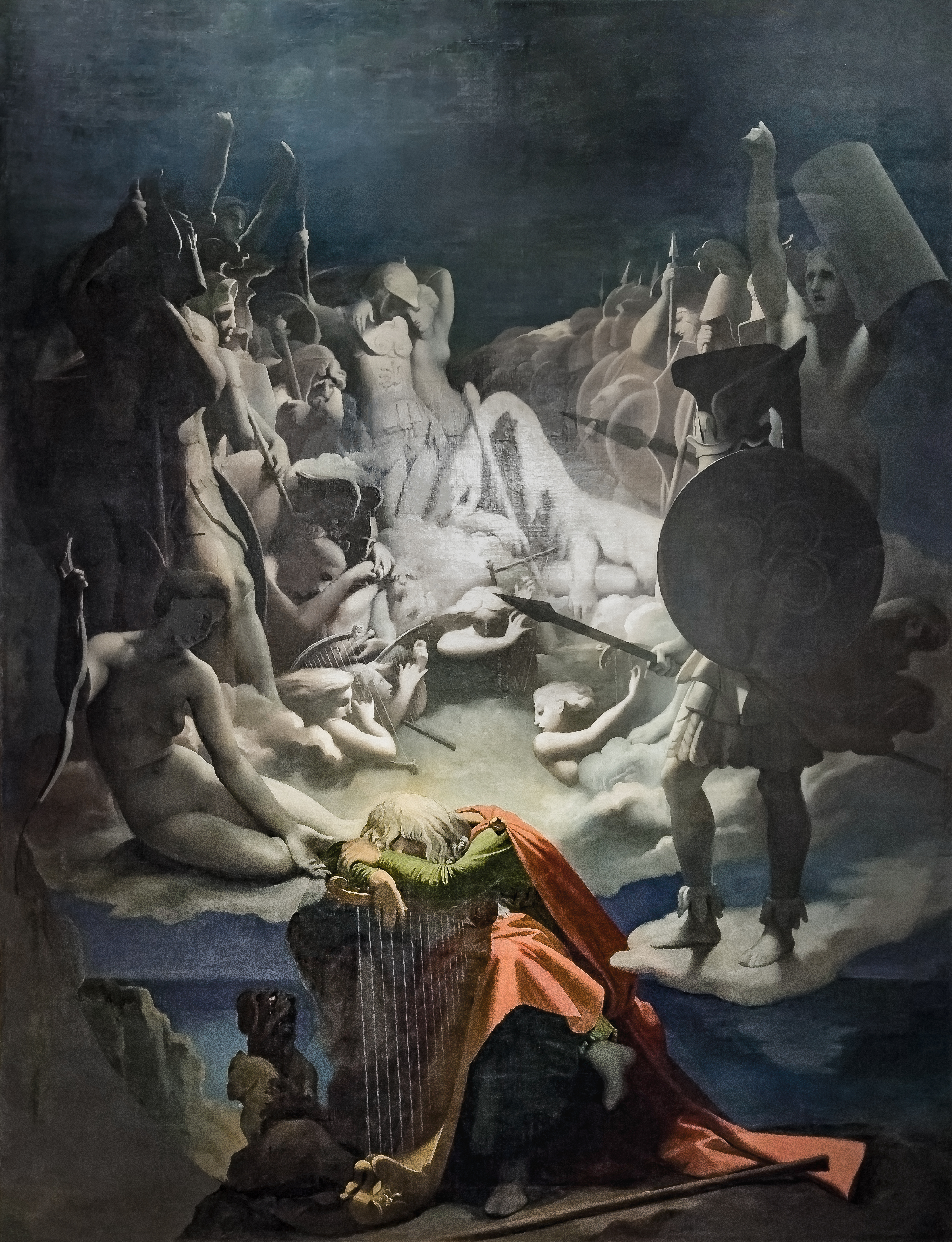
Le Rêve d'Ossian, par Jean-Auguste-Dominique Ingres (1813)

En 1760, James Macpherson a prétendu avoir retrouvé les poèmes écrits par Ossian. Il en a publié des traductions qui ont acquis une popularité internationale, étant proclamées comme l'équivalent celtique des épopées classiques. Fingal, publié en 1762, a été rapidement traduit dans plusieurs langues européennes et son appréciation profonde de la beauté naturelle et de la tendresse mélancolique, ainsi que son traitement de la légende ancienne fit plus que n'importe quel simple travail pour provoquer le romantisme, principalement en Allemagne, avec Goethe et Herder. Beaucoup d'auteurs écossais, dont le jeune Walter Scott, furent inspirés par ce texte ; il s'avéra ultérieurement que les poèmes n'étaient pas des traductions directes du gaélique mais des adaptations destinées à combler les attentes esthétiques de son audience.
Au XXe siècle, le poète Sorley MacLean, par ses travaux dans le champ de la poésie gaélique à une époque où peu d'auteurs de renom utilisaient le gaélique dans leurs œuvres, a créé sa réputation de père de la renaissance du gaélique écossais. Il fut l'un des poètes écossais les plus influents du XXe siècle.
Depuis 2004, Edwin Morgan est le Makar écossais, poète national officiellement nommé. Sa poésie aborde aussi bien les sujets courants que politiquement engagés ou sujets à controverse. Le 1er mai 2009, Carol Ann Duffy fut nommée Poète lauréat du Royaume-Uni ; elle est la première femme, et la première Écossaise, à occuper ce poste.

#### Mouvement Kailyard

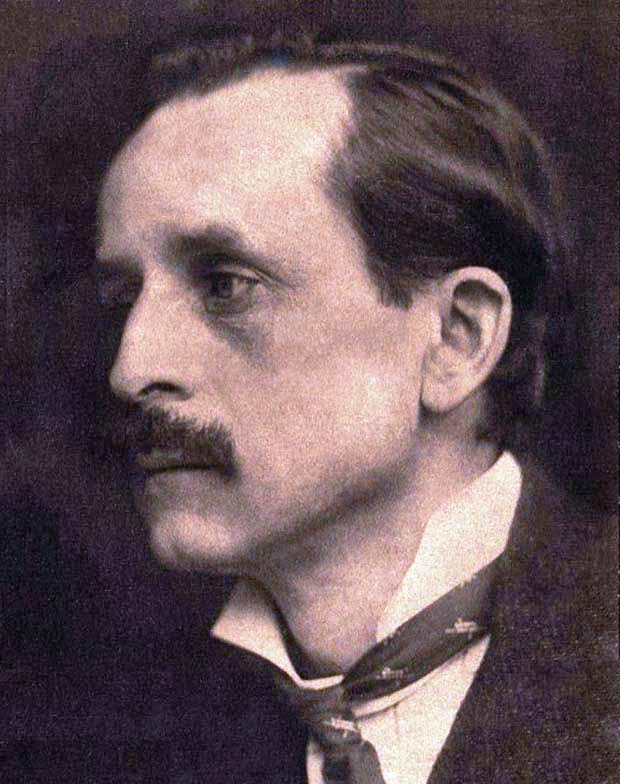
J. M. Barrie en 1901.

L'introduction du mouvement connu comme le mouvement Kailyard, à la fin du XIXe siècle, a ramené les éléments de fantaisie et de folklore à la mode. J. M. Barrie, l'auteur de Peter Pan, est un exemple de ce mélange de modernité et de nostalgie. Cette tradition a été vue comme une pierre d'achoppement importante pour la littérature écossaise, par sa peinture idéalisée, pastorale, de la culture écossaise, s'éloignant de plus en plus de la réalité de la vie en Écosse à cette période. Cette tradition a été satirisée par George Douglas Brown dans son roman The House with the Green Shutters, devenu l'un des romans fondateurs de la littérature moderne écossaise.

#### Romans policiers et d'aventure
Une tradition intellectuelle écossaise, remontant au philosophe David Hume, se reflète dans les livres de Sir Arthur Conan Doyle mettant en scène Sherlock Holmes : bien que Holmes soit maintenant vu dans le cadre de Londres par excellence, on peut soutenir que son esprit de déduction est plus écossais qu'anglais.
Les plus célèbres œuvres de Robert Louis Stevenson sont toujours aussi populaires et ont donné lieu à de nombreux films et pièces de théâtre. L'Étrange Cas du docteur Jekyll et de M. Hyde (1886) dépeint la double personnalité d'un docteur bon et intelligent se transformant en monstre psychopathe après qu'il a absorbé un médicament dans l'intention de séparer le bon côté de sa personnalité du mauvais. Enlevé ! est un roman historique qui se déroule à la suite des rébellions jacobites, alors que L'Île au trésor est le roman de pirates et d'aventures par excellence.
La forme de fiction criminelle dite « Tartan Noir » est particulière à l'Écosse, bien que l'authenticité du genre ait été contestée. Elle prend ses racines dans la littérature écossaise, mais emprunte des éléments d'ailleurs, en incluant le travail de James Ellroy et du genre roman noir.

#### La Renaissance écossaise
La Renaissance écossaise fut un mouvement littéraire de la fin du XIXe siècle et du début du XXe siècle en Écosse. Ce mouvement a influencé la littérature, mais aussi la musique, les arts visuels et la politique. Les artistes de la Renaissance écossaise avaient un intérêt particulier envers la philosophie contemporaine et la technologie, ainsi que sur l'incorporation du folklore dans l'art. Ils étaient également préoccupés de l'avenir des langues menacées d'Écosse telles que le gaélique. Son pendant est le Celtic revival en Irlande à la même époque.
L'écrivain principal de cette période fut Hugh MacDiarmid, poète engagé aux convictions politiques, léninistes et nationalistes, marquées.

### Philosophie

#### Moyen Âge
John Duns Scot (vers 1266 à Duns - 1308 à Cologne), surnommé le docteur subtil, théologien et philosophe écossais, fondateur de l’école scolastique dite scotiste, fut l'un des penseurs écossais majeurs du Moyen Âge. Il est appelé « maistre Jehan d'Escosse » par Rabelais dans Gargantua.
Scot a eu une influence considérable sur la pensée catholique. Les doctrines pour lesquelles il est le plus connu sont l'univocité de l'être (l'existence est le concept le plus abstrait que nous possédions), le principe d'individuation (une manière de distinguer les différents aspects d'une même chose), ainsi que le primat de la volonté. Il a développé une argumentation complexe en faveur de l'existence de Dieu et défendit la doctrine de l'immaculée conception.

#### Lumières écossaises

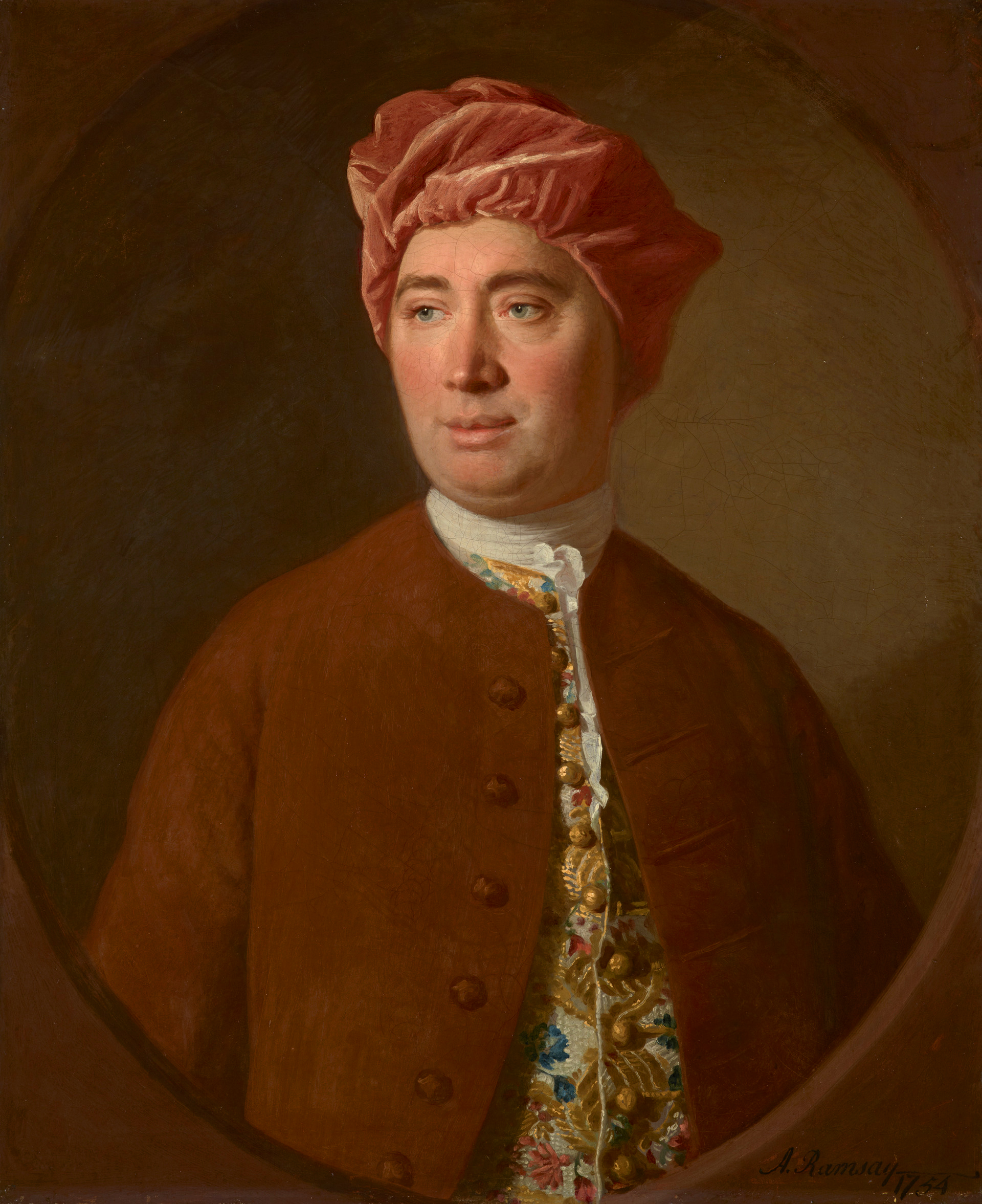
David Hume

Les Lumières écossaises sont la contribution intellectuelle de l’Écosse au mouvement des Lumières qui a agité l’Europe au XVIIIe siècle. Cette période de ferment intellectuel, qui a duré approximativement de 1730 à 1800, a été permise en grande partie par les conditions économiques et politiques qui ont caractérisé l’Écosse au siècle des Lumières à la suite de l’Acte d’Union (1707) entre l’Angleterre et l’Écosse, et a placé l'Écosse sur le devant de la scène culturelle de l'époque. Un creuset d’où ont émergé beaucoup d’idées qui distinguent les Lumières écossaises était le Poker Club d’Édimbourg.
La première figure principale des Lumières écossaises était Francis Hutcheson, qui occupait la chaire de philosophie à l’université de Glasgow de 1729 à 1746. Ce professeur de philosophie morale, qui propose des idées alternatives aux thèses de Thomas Hobbes, a fondé l'une des branches principales de la pensée écossaise et s’est opposé au disciple de Hobbes, l’Écossais David Hume. Sa pensée se fonde sur les principes utilitaristes et conséquentialistes, selon lesquels la vertu est ce qui apporte le plus grand bien au plus grand nombre de gens.
Hume lui-même est sans doute le penseur le plus important des Lumières écossaises. Sa philosophie morale a fini par triompher de celle de Hutcheson et ses recherches en économie politique ont inspiré un travail plus détaillé à son ami Adam Smith. Hume est en grande partie responsable de la tonalité pratique prise par les Lumières écossaises, car il s'est principalement intéressé à la nature de la connaissance, et il a développé des idées liées à l’évidence, à l’expérience et à la causation. Ces idées ont influé sur la méthode scientifique et le rapport moderne entre la science et la religion.
Hume s’intéressait plus à la philosophie qu’à l’économie, mais ses idées ont néanmoins mené à d’importants travaux dans ce dernier domaine. Après la défense passionnée par Hume du libre-échange, Adam Smith a développé ce concept en 1776 et publié Recherches sur la nature et les causes de la richesse des nations. Selon Dugald Stewart, le premier biographe de Smith, le mérite principal de la Richesse des nations ne vient pas de l’originalité de ses principes, mais du raisonnement systématique, scientifique, utilisé pour les valider, et de la clarté avec laquelle ils sont exprimés. En ce sens, l’ouvrage est une synthèse des sujets les plus importants d’économie politique, une synthèse audacieuse qui va bien au-delà de toute autre analyse contemporaine. Parmi les observateurs antérieurs à Smith qui l’ont inspiré se trouvent John Locke, Bernard Mandeville, William Petty, Richard Cantillon, Turgot ainsi que bien sûr François Quesnay et David Hume. Si Smith est aujourd’hui surtout connu en tant qu’économiste, il se considérait avant tout comme professeur de philosophie morale (qu’il avait enseignée à Glasgow). Ainsi, la Richesse des nations ne traite pas seulement d’économie (au sens moderne), mais aussi d’économie politique, de droit, de morale, de psychologie, de politique, d’histoire, ainsi que de l’interaction et de l’interdépendance entre toutes ces disciplines. L’ouvrage, centré sur la notion d’intérêt personnel, forme un ensemble avec la Théorie des sentiments moraux, où il avait exposé la sympathie inhérente à la nature humaine. L’ensemble devait être complété par un livre sur la jurisprudence que Smith n’a pu terminer, et dont il a fait brûler le manuscrit à sa mort.
Les penseurs des Lumières écossaises ont développé une « science de l’homme » fondée sur l’œuvre de Hume dans le domaine de la philosophie morale et sur ses études de la nature humaine. La trace historique de cette science se manifeste dans les œuvres par les principaux penseurs écossais comme Adam Ferguson, James Burnett, John Millar et William Robertson, qui ont étudié le comportement humain dans les cultures antiques et primitives à la clarté du concept de modernité sociologique. Les Lumières écossaises ont ainsi déplacé le centre d’intérêt des sujets intellectuels et économiques vers des sujets spécifiquement scientifiques.

### Musique

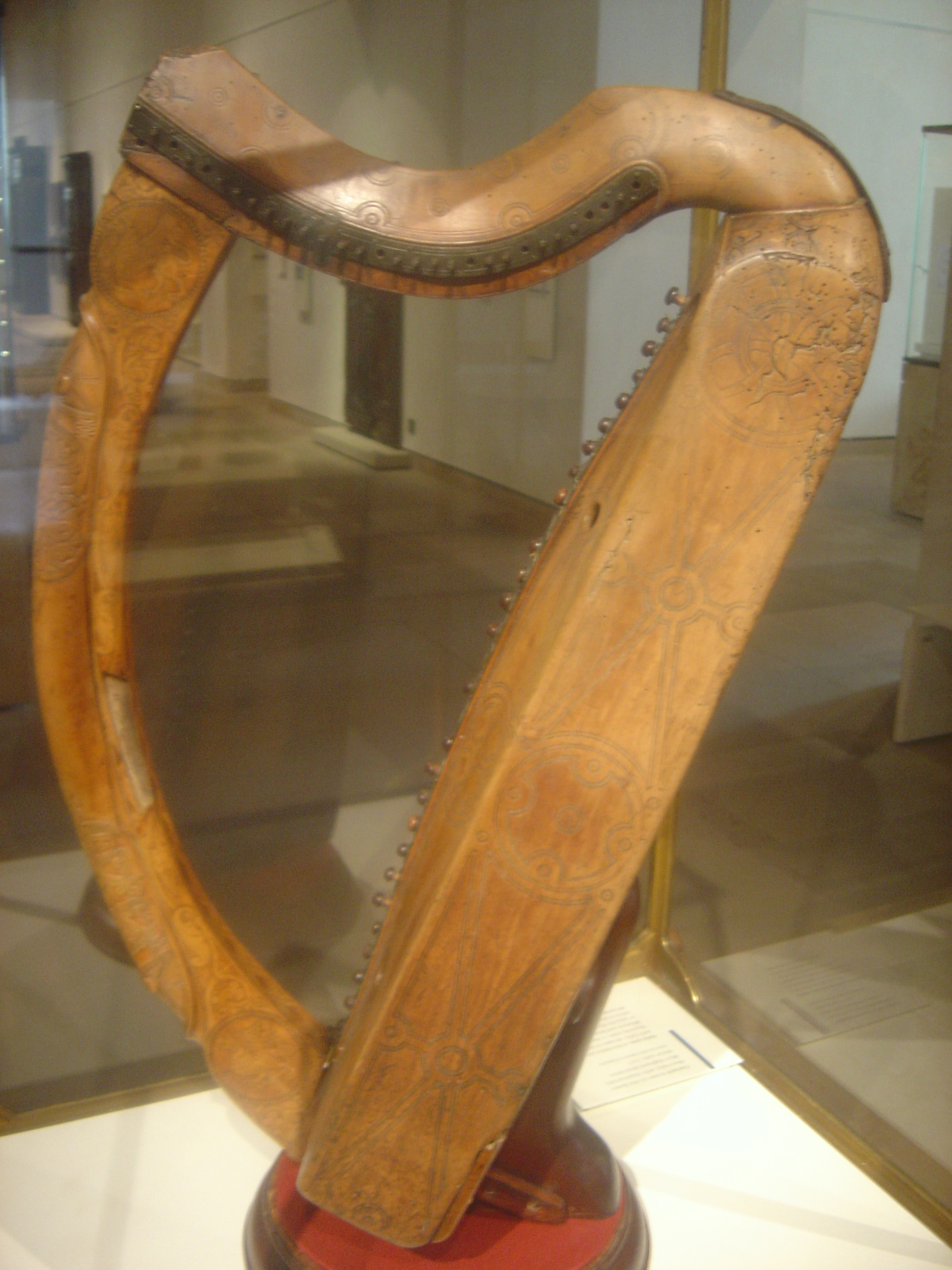
Harpe de la Reine Marie, fabriquée dans l'Ouest des Highlands vers l'année 1400.

La musique traditionnelle d'Écosse fait partie des musiques celtiques. Si elle est souvent résumée à la grande cornemuse écossaise celle-ci, bien qu'elle ait joué un rôle majeur, n'est ni la seule cornemuse employée, ni l'instrument prépondérant.
La harpe celtique (clàrsach en gaélique écossais) était considérée comme l'instrument national écossais avant l'apparition de la cornemuse au XVe siècle ; les harpistes étaient des personnages d'importance jouissant de droits spéciaux. Des pierres gravées de l'est de l'Écosse laissent penser que la harpe était présente chez les Pictes bien avant le IXe siècle. Seules trois harpes médiévales existent actuellement ; deux d'entre elles, la harpe de la reine Marie et la harpe de Lamont, sont conservées au Musée National d'Édimbourg. Avec le délitement de la société traditionnelle écossaise à la fin du XVIIe siècle, les harpistes ne bénéficièrent plus du mécénat et devinrent itinérants. À la fin du XVIIIe siècle, la clàrsach traditionnelle avait disparu du paysage culturel écossais. À partir des années 1890, un nouveau type de clàrsach émergea, dans le cadre de la Renaissance écossaise et du Celtic Revival. À l'origine tendues de boyau de mouton, elles sont au XXIe siècle montées le plus souvent avec des cordes en nylon et sont généralement accordées en mi bémol majeur.
La cornemuse est un instrument de musique à vent et plus particulièrement à anches largement répandu en Eurasie et au Maghreb. Instrument pastoral d'origine grecque, elle a développé au cours des siècles un répertoire à part entière qui culmine avec la musique de Cour et la musique militaire. La cornemuse fut bannie par les décrets publiés dans le sillage du Dress Act de 1746. Durant la période d'expansion de l'Empire britannique, les régiments écossais ont popularisé la cornemuse jusqu'en Inde et dans les autres colonies britanniques. Différents types de cornemuses sont joués en Écosse, au rang desquelles se trouvent la Great Highland Bagpipe (la cornemuse des régiments et des pipe-bands), la Border pipe du sud de l'Écosse et du nord de l'Angleterre et la Scottish smallpipes à soufflet ; toutes peuvent se jouer en solo ou en formation, les pipe bands. Les morceaux composés pour la cornemuse couvrent un vaste répertoire, depuis les danses et la musique militaire jusqu'à des musiques d'inspiration religieuse ou encore des complaintes traditionnelles. La musique traditionnelle composée pour la Great Highland Bagpipe est appelée Pìobaireachd ; les concours de cornemuse font partie intégrante des Highland Games.
Le fiddle est un autre terme pour désigner le violon, dans la musique irlandaise, britannique, klezmer ou tzigane. L'instrument est apparu en Écosse à la fin du XVIIe siècle ; il est mentionné pour la première fois en 1680 dans un document de l'abbaye cistercienne de Newbattle (Midlothian), Lessones For Ye Violin. Le fiddle dans les musiques populaires des pays anglo-saxons a la particularité d'être joué sur plusieurs cordes en même temps. Les musiques pour le fiddle sont plus caractéristiques de certaines régions de l'Écosse que du pays dans son ensemble. On distingue ainsi les compositions de l'Ouest des Highlands, influencées par la cornemuse, le style des Shetland, plus vif, d'influence scandinave, et les airs plus lents de Strathspey et du Nord-Est de l'Écosse.

### Danse
Les danses traditionnelles écossaises peuvent se répartir en trois groupes : country dances, céilidh dances et Highland dances. L'accordéon, le fiddle, le piano et la cornemuse sont parmi les instruments les plus utilisés.

#### Country dancesetcéilidhdances

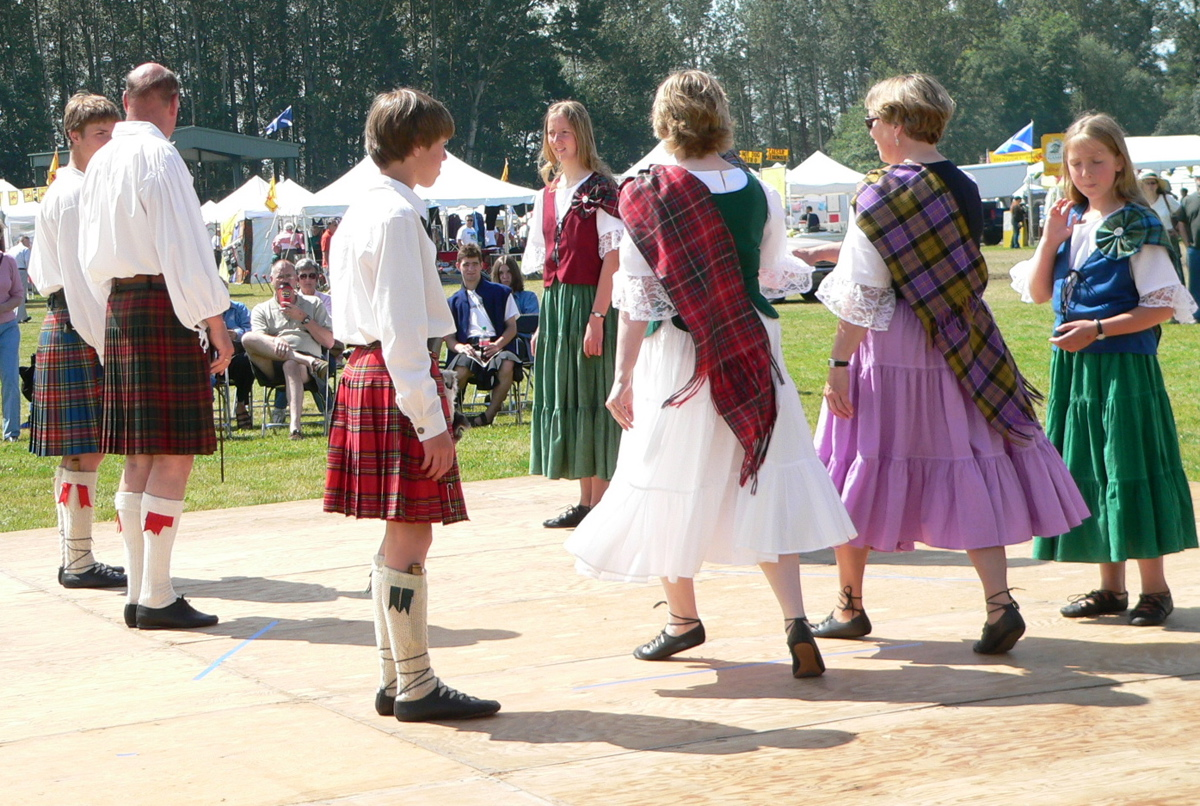
Country dancers aux Jeux de Skagit Valley, aux États-Unis.

Il s'agit de danses de société pour trois à six couples placés en ligne, inspirées des danses de cour des XVIIe siècle et XVIIIe siècle ainsi que des quadrilles du XIXe siècle. Les pas en ont été codifiés par la Royal Scottish Country Dance Society. On distingue les reels, les gigues et les strathspeys selon la musique utilisée ; marches et valses sont plus rares.
Reels et gigues ont un tempo rapide ; les pas sont rapidement enchaînés. Les strathspeys, au contraire, ont un tempo plus lent et sont des danses d'apparence plus formelle.
Les danseurs composent des formations appelées sets. Chaque set comprend généralement trois à quatre couples, mais certaines danses nécessitent cinq à six couples, voire plus. Les couples sont en général mixtes. La formation la plus habituelle est en longueur, une ligne d'hommes faisant face à une ligne de femmes.
Les céilidh (terme gaélique signifiant « visite ») étaient à l'origine des soirées équivalentes aux fest-noz bretons, d'une grande importance sociale et culturelle dans une société rurale de tradition orale. Un céilidh était, outre une veillée entre voisins, l'occasion de raconter des légendes, réciter des poésies et des chansons traditionnelles, jouer de la musique, et danser. Par métonymie, le terme désigne également les danses qui s'y pratiquent. Plus simples que les country dances, celles-ci ont un répertoire plus limité. Elles sont également dansées par couples, en formation ou en ronde.

#### Danses desHighlands

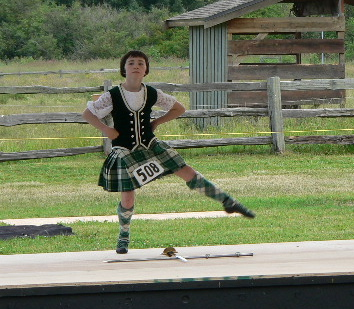
Jeune concurrente des jeux de Bellingham exécutant une danse de l'épée.

L'expression Highland dancing désigne au début du XXIe siècle un style de danse en solo, qui a principalement évolué dans le contexte des jeux des Highlands où il accompagne la musique de la cornemuse. Les danseurs, vêtus de kilts, portent des chaussures spéciales appelées ghillies, proches des demi-pointes de la danse classique, avec laquelle les danses des Highlands ont de nombreux points communs,.
Il existe trois grands types de danses des Highlands,. Le Highland fling est à l'origine une danse de victoire exécutée après une bataille ; il s'agit d'une danse de précision, dansée à l'origine sur un bouclier, aujourd'hui disparue. Les danses de l'épée, elles, se pratiquent au-dessus d'une épée nue et son fourreau (ou deux épées nues), posés l'un sur l'autre à angle droit. Le dernier type de danse des Highlands, le seann triubhas (« vieux pantalon » en gaélique écossais), n'est pas une danse guerrière, au contraire des précédentes, mais tire son inspiration du bannissement du kilt après les rébellions jacobites de 1745, bien qu'elle ne soit apparue qu'au XIXe siècle. Les premiers pas figurent un Écossais portant un pantalon et tentant de l'enlever en secouant les jambes, tandis que la fin de la danse montre, par des pas plus rapides, la joie du port du kilt.

### Cinéma

#### 1896 - 1921: diffusion des films en Écosse
L'Écosse fut rapidement dotée des technologies cinématrographiques : le kinétoscope fut montré à Édimbourg en 1894 et, en 1896, eurent lieu les premières séances de projection payantes utilisant l'invention des frères Lumière. Le cinéma devint une forme importante de loisir après la Première Guerre mondiale pour les écossais, qui étaient auparavant amateurs de music-hall. Par exemple, en 1950, les habitants de l'Angleterre se rendaient en moyenne 28 fois par an au cinéma tandis que ceux de l'Écosse y allaient 36 fois, avec un pic de 51 fois pour les habitants de Glasgow. De plus, la densité des salles de cinéma à Glasgow par nombre d'habitants en 1917 était la plus élevée de Grande-Bretagne avec plus d'une centaine de salles, et le Green's Playhouse qui ouvrit ses portes en 1930 à Glasgow fut le plus grand cinéma d'Europe. Cependant, la part de l'Écosse dans l'industrie du cinéma était restreinte : les aspects de production et de commercialisation étaient principalement concentrés autour de Londres, et la présence de l'Écosse était surtout dans la diffusion en salles. Ainsi, en 1920, quatre des principaux circuits de cinéma de Grande-Bretagne appartenaient et étaient contrôlés par des Écossais.
Certaines des œuvres réalisées entre l'apparition du cinéma en 1896 et 1900 peuvent être qualifiées d'écossaises car étant tournées en Écosse par des écossais sur des sujets locaux : en 1896, Robert Paul filmait des scènes de la vie à Glasgow et le régiment des Gordon Highlanders, tandis que William Walker faisait des films sur la vie à Aberdeen. Sur le plan historique, le premier film où apparaît la famille royale de Grande-Bretagne fut réalisé au château de Balmoral en 1896. Dans l'ensemble, peu de films furent produits en Écosse, et les tentatives du début du XXe siècle ne furent pas concluantes : The Harp King est produit en 1919 par Ace Film Producing Company puis celle-ci se retrouve en banqueroute, Football Draft est produit en 1921 par le studio Broadway Cinema Productions qui ferme trois ans plus tard, Mairi – the Romance of a Highland Maiden de 1921 est l'unique essai d'Andrew Patterson qui retourne après à sa carrière de photographe, et les films de Harry Lauder (All for the sake of Mary, I love a lassie) ne furent pas commercialisés.

#### 1922 - 1960: mouvement Kailyard, Clydesidism, et les Écossais à Londres
Dans cette période, des entreprises de Londres ou de Hollywood réalisèrent de nombreuses productions sur des sujets écossais, parfois en Écosse et avec des acteurs ou réalisateurs locaux. Deux courants majeurs peuvent être distingués : Kailyardism, adaptation au cinéma de la littérature de ce mouvement, et Clydesidism. Dans le Kailyardism, les personnages sont des habitants de petites communautés rurales livrés à des intrigues locales ; deux thèmes récurrents sont les enfants qui partent pour une ville qui ne les satisfait pas avant de revenir au village trouver le bonheur, et des étrangers représentant par exemple l'état ou la ville dont les villageois triomphent par leur astuce. La principale critique de ce courant est émise dans l'analyse marxiste Scoth Reels, où ces films sont jugés réactionnaire par leur promotion d'une « structure sociale quasi-féodale ». Parmi ces films se trouvent The Little Minister de Richard Wallace en 1934, Wee Willie Winkie de John Ford en 1937, ainsi que les célèbres Whisky Galore! d'Alexander Mackendrick en 1949 et Brigadoon par Vincente Minnelli en 1954. Le Clydesidism est engagé plus directement dans la vie moderne en montrant la condition ouvrière avec des films comme Floodtide de Frederick Wilson en 1949 sur la construction des bateaux et The Brave Don't Cry de Philip Leacock en 1952 sur les mines de charbon.
Au niveau de l'industrie cinématographique, le passage au son en 1929-1931 nécessita des investissements que les amateurs écossais ne pouvaient se permettre, et la centralisation de l'industrie à Londres fut accentuée. S'il est difficile de parler d'un cinéma écossais dans cette période, un certain nombre d'Écossais ont en revanche marqués le cinéma britannique. John Grierson, influencé par le presbytérianisme écossais, voyait le cinéma comme un sujet sérieux et un moyen idéal de communication et d'éducation pour la société. En 1929, il dirigea le premier documentaire britannique d'importance, Drifters et la même année fonda le département du documentaire à l'Empire Marketing Board. Un second Écossais majeur fut John Reith, également influencé par le presbytérianisme puisqu'il était fils d'un pasteur. Reith fut le premier directeur général de la BBC et eut une influence dans l'établissement d'une culture nationale. Enfin, John Maxwell participa au développement d'une entreprise majeure en dirigeant British National Pictures. Le développement de cette compagnie lui permit de compter jusqu'à 460 salles au Royaume-Uni en 1937, contre 345 pour sa concurrente immédiate, Gaumont. Le plus célèbre studio de la compagnie, à Elstree, compta par ses réalisateurs Alfred Hitchcock dont le film Blackmail de 1929 fut le premier film parlant britannique.

#### 1960 - 2010: le cinéma écossais

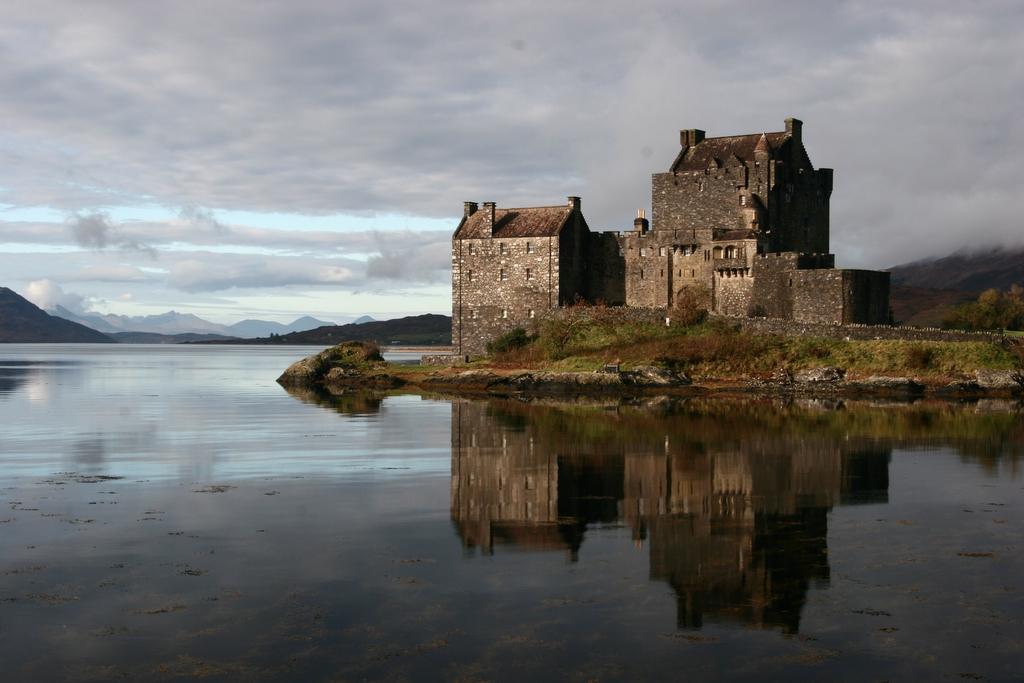
Le château d'Eilean Donan, apparu dans plusieurs films (Le monde ne suffit pas (1999), Highlander (1986), Loch Ness (1996)).

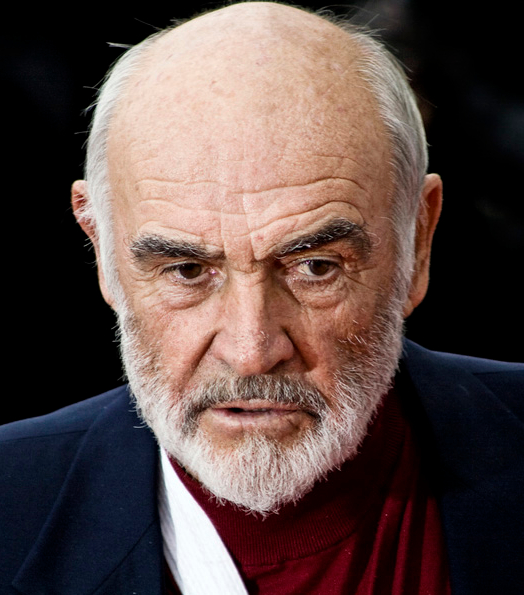
Sean Connery au Festival International du Film d'Édimbourg en 2008.

L'histoire de l'Écosse a fourni la trame de nombreux films, comme Braveheart (1999), qui se concentre sur William Wallace et les guerres d'indépendance écossaises, ou d'adaptations de romans comme Enlevé !, de Robert Louis Stevenson (adapté à cinq reprises depuis 1938,,,) ou encore Rob Roy de Walter Scott (1995). D'autres réalisateurs se sont concentrés sur la culture et la société écossaises, comme Ken Loach avec Ae Fond Kiss... (2004), qui s'intéresse à la communauté pakistanaise de Glasgow,, ou encore Trainspotting (1996), adapté du roman éponyme de l'écrivain écossais Irvine Welsh par Danny Boyle, et qui décrit la vie de jeunes toxicomanes de Glasgow. Certains films se sont concentrés sur les aspects « typiques » de la culture, et parfois du surnaturel, écossais. Si Local Hero, de Bill Forsyth (1983), est une comédie basée sur le contraste entre une grosse compagnie pétrolière américaine et une petite ville côtière typique, le thème populaire du château écossais hanté a servi lui aussi de trame scénaristique. Il fut entre autres exploité dans la comédie de René Clair Fantôme à vendre (1935).
Des sites écossais ont servi pour le tournage de films à succès : le siège du MI-6 pour l'aventure de James Bond Le monde ne suffit pas (1999) se trouve au château d'Eilean Donan, et le film Haute Voltige (1999) fut en partie tourné au château de Duart. Le pont du Forth et le glen Coe figurent dans Les 39 marches (1935) d'Alfred Hitchcock, adapté du roman éponyme de l'écrivain et homme politique John Buchan, né en Écosse. Dans le registre de la comédie, Monty Python : Sacré Graal ! (1975) a été tourné sur des sites de Highlands tels que l'l'île de Skye, le château de Doune et le glen Coe. De manière plus récente, les paysages du glen Nevis se trouvent dans les films de la saga Harry Potter où le parcours du train Poudlard Express passe sur le viaduc de Glenfinnan. Enfin, le premier film de la franchise Highlander a puisé une partie de son inspiration dans la culture écossaise traditionnelle, particulièrement le système de clans.
Les acteurs écossais les plus célèbres ont souvent tourné aux États-Unis ; pour certains, Hollywood a hébergé la majeure partie de leur carrière cinématographique. C'est le cas, par exemple, de Sean Connery, qui a longtemps interprété le rôle de l'espion James Bond, sans jamais se départir de son accent écossais,. Il demeure au début du XXIe siècle l'un des acteurs écossais les plus populaires. Si la carrière d'Ewan McGregor a débuté en Grande-Bretagne auprès du réalisateur Danny Boyle, qui lui donna son premier rôle « remarquable », celui de l'héroïnomane Renton dans Trainspotting, c'est toutefois avec le tournage de la seconde trilogie de Star Wars sous la direction de George Lucas qu'il a gagné une renommée internationale.
Le Festival international du film d'Édimbourg, créé en 1947, est l'un des plus anciens festivals de cinéma existants. Initialement dédié aux films documentaires, le Festival d'Édimbourg accueille également au début du XXIe siècle les autres formes du cinéma, courts et longs métrages, films d'animation.

## Vie quotidienne

### Clans

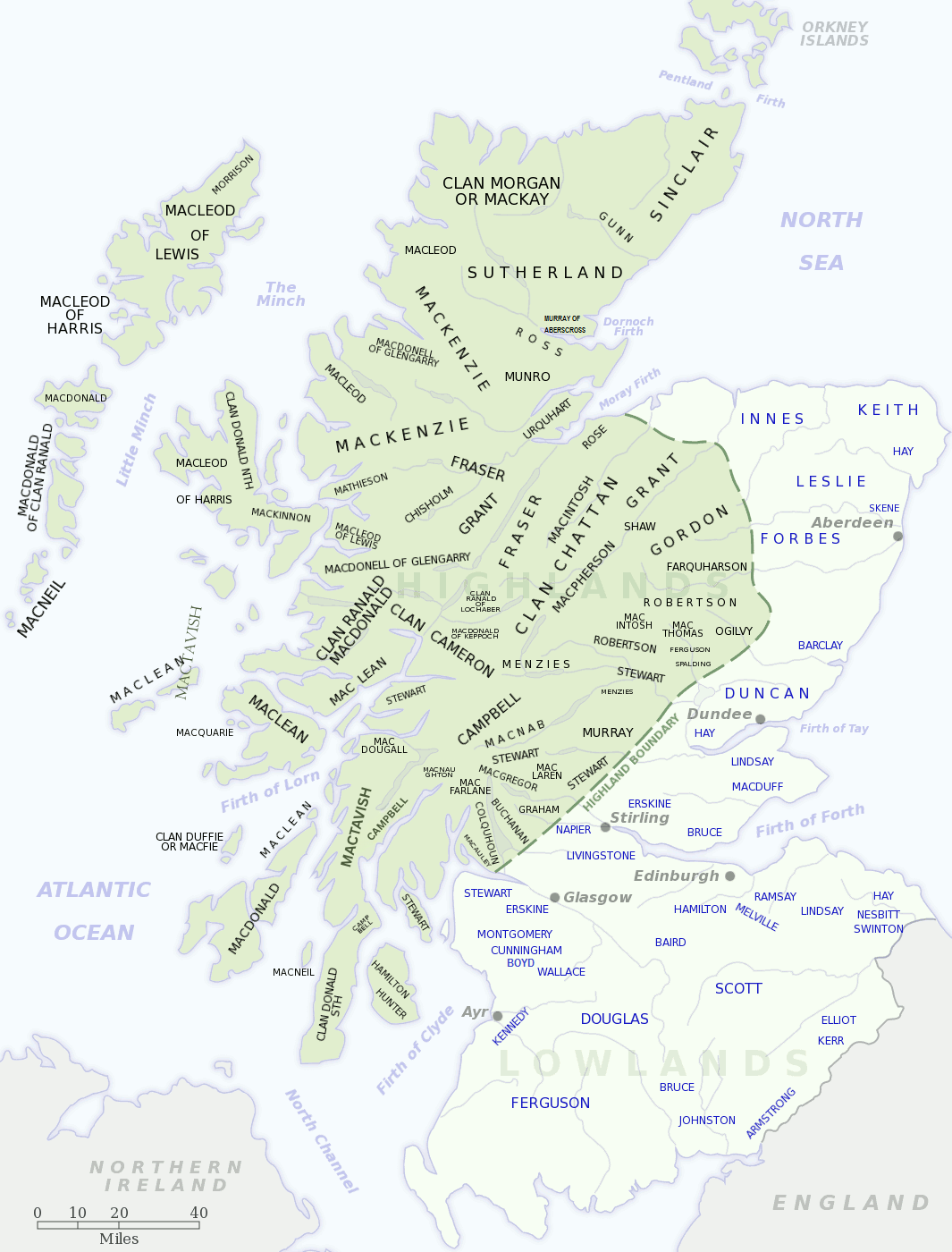
Répartition géographique des clans écossais.

Le terme « clan » est directement issu du mot gaélique écossais « clann », qui désigne les enfants, au sens de jeune membre de la famille, les enfants en général étant désignés du mot « leanabh ». Le préfixe Mac au début de la plupart des noms propres veut dire « fils » en gaélique écossais ; ainsi, Andrew MacDonald est parmi les « fils de Donald ». En gaélique, lorsqu'il s'agit d'une femme, Mac est remplacé par Nic, qui veut dire « fille ». Margaret MacRae devient par exemple Mairead NicRath en gaélique. Chaque clan est ainsi en théorie le regroupement des membres d'une vaste famille, descendant tous d'un ancêtre commun, bien que la filiation exacte ne soit pas forcément connue, et reconnaissant l'autorité patriarcale du chef du clan. À l'intérieur du clan, les septs sont des branches de la famille principale ; ils disposent généralement de leur propre tartan. Samuel Johnson décrit ainsi la genèse des clans écossais :
« Les habitants des montagnes forment des races distinctes, et prennent garde à préserver leurs généalogies. Les hommes d'un district isolé mêlent nécessairement leur sang en se mariant entre eux, et forment enfin une seule famille, avec un intérêt commun dans l'honneur et la disgrâce de chacun de ses individus. Ainsi commence cette union d'affections, et cette coopération d'efforts, qui constitue un clan. Ceux qui se considèrent anoblis par leur famille, vont tenir leurs ancêtres en haute estime, et ceux qui des générations durant ont vécu ensemble au même endroit, vont perpétuer les histoires locales et les préjugés héréditaires. Ainsi, chaque habitant des Highlands peut parler de ses ancêtres, et dénombrer les outrages que leur ont infligé les mauvais voisins de la vallée d'à côté. »
— Samuel Johnson, A journey to the western islands of Scotland (1775)
L'autorité du chef était absolue et décidait du devenir du clan, de ses alliances et de ses guerres. En échange de l'allégeance des membres du clan, le chef rendait la justice et leur devait protection. Jusqu'à la bataille de Culloden, le clan a constitué la structure de la société écossaise. La cohérence de ce modèle faisait passer le clan avant ses membres. Lorsqu'un individu d'un clan, accusé de vol, échappait à la justice, un autre homme du même clan pouvait être jugé à sa place. Par ailleurs, si tous les membres du clan portent le même nom de famille, qui est celui du clan, traditionnellement, seul le chef se réclame de ce nom. Ainsi, le chef du clan Macfarlane sera appelé « Macfarlane », sans référence à son prénom, et sans utiliser la formule de politesse « monsieur » ; les hommes de qualité du clan seront appelés par leur nom complet, selon les conventions habituelles. En revanche, les membres mineurs seront appelés par leur seul prénom, auquel sera accolé leur lieu de résidence, par exemple « Iain de Tallisker ».
Avec le délitement de la société traditionnelle après 1746, le chef du clan est devenu laird, propriétaire terrien, secondé par le tacksman dans l'administration de ses domaines. Le tacksman, souvent un parent proche du laird, payait une rente au laird pour les terres qui lui étaient allouées. Sa charge était semi-héréditaire, au sens que si une même famille occupait la terre durant plusieurs générations, elle la quittait à la fin du bail et perdait ainsi son statut dans le clan. Toutefois, certaines familles de tacksmen ont conservé indéfiniment leur statut ; il s'agit dans ce cas des familles situées à la tête du sept d'un clan. Le statut des simples membres du clan a alors changé ; de membres du clan, partageant les terres, auxquels le chef devait aide et protection, ils sont devenus des métayers louant les terrains du laird.
En plus de sa devise propre, chaque clan possède un ensemble de symboles distinctifs. Outre le tartan, dont le motif varie selon le clan et le sept, chaque clan est associé à un arbre, dont un rameau est traditionnellement épinglé sur le bonnet, le Tam o'shanter. La broche qui le retient porte le symbole du clan, appelé crest,.

### Naissance et enfance
| « Taigh gun chù, gun chat, gun leanabh beag, Taigh gun ghean, gun ghàire. » | Une maison sans chien, chat, ou un enfant, Est une maison sans joies ou rires. |

#### Législation
La naissance doit être légalement déclarée dans les 21 jours auprès du Register of Births, Deaths and Marriages (litt. « Registre des Naissances, Décès et Mariages ») par l'un des parents ou, en cas d'incapacité de leur part, d'un tiers proche des parents ou ayant l'enfant à sa charge, médecin, sage-femme ou soignant par exemple. Si le père n'est pas marié à la mère, sa paternité ne peut être reconnue que par une signature commune du registre ou par un jugement rendu dans ce sens. Les responsables légaux de l'enfant sont par défaut les deux parents, d'après la loi sur la famille de 2006 (Family Law (Scotland) Act 2006). Leur responsabilité est complète jusqu'à l'âge de 16 ans ; elle conserve un rôle consultatif jusqu'à 18 ans, voire 25 dans le cas de dépendance financière dans le cadre d'études supérieures. L'adoption est régulée par une loi de 2007 (Adoption and Children (Scotland) Act 2007). Les services d'adoption y sont placés sous la responsabilité des autorités locales. Un enfant peut être aussi bien adopté par un couple que par une personne seule ; lorsqu'il est âgé de 12 ans ou plus, son consentement est indispensable. Tout comme dans le reste du Royaume-Uni, l'adoption homoparentale est possible en Écosse.

#### Accouchement

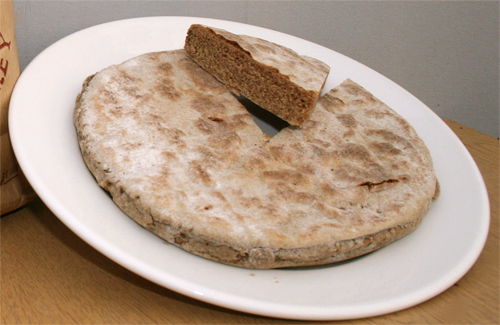
Du bannock.

Les particularités de l'accouchement dans le nord-est de l'Écosse au XIXe siècle furent décrites² par le révérend Walter Gregor. Pour l'accouchement, la mère était entourée de la sage-femme et d'amies du voisinage, où seules les femmes sans enfants étaient autorisées à venir. La coutume pour celui entrant dans la maison pendant l'accouchement était de souhaiter qu'il soit rapide. Une fois l'enfant né, il était sanctifié avec la mère en allumant une bougie et en faisant trois fois le tour du lit (ou en la tournant trois fois autour de leurs têtes lorsque faire le tour n'était pas possible). Une bible, du pain et du fromage (ou une bible et un biscuit) étaient placés sous l'oreiller et les mots suivants étaient répétés : « May the Almichty debar a’ ill fae this umman, an be aboot ir, an bliss ir an ir bairn » (soit « Puisse le tout-puissant protéger cet homme du malheur [...] et bénir l'enfant » en scots). Une fois que le fromage et le pain, ou le biscuit, avaient rempli leur rôle ils étaient distribués parmi les amis présents qui n'étaient pas mariés, et destinés à être placés sous leurs oreillers pour susciter des rêves. La naissance d'un enfant était ensuite célébrée par le merry mecht, où l'on mangeait du fromage (le cryin kebback où kebback signifie fromage) et dans certains endroits du cryin bannock, qui est une sorte de galette frite faite de sucre, lait et avoine. Chacun présent emportait un morceau du fromage et le distribuait à ses amis.
La croyance aux fées était particulièrement importante et elles étaient craintes tant que l'enfant n'était pas baptisé. La croyance voulait que les fées soient les sujets de l'enfer et qu'elles doivent payer une dîme tous les sept ans (the teind to hell), où elles préféraient sacrifier un nouveau-né humain plutôt que l'une des leurs :
« 
There came a wind out of the north,

A sharp wind and a snell,

[...]

But aye, at every seven years

They pay the teind to hell »
— Walter Scott, Poetical works (1838)
Les fées enlevaient ainsi un nouveau-né, l'amenant dans leur royaume par le dog-hole, et le remplaçant par un leurre appelé changeling. Une interprétation proposée à cette histoire la fait remonter au temps des pictes qui, lors de leurs invasions, emportaient beaucoup de femmes et d'enfants. De nombreuses méthodes étaient proposées pour ramener un enfant enlevé, par exemple :
« 
Dans les highlands, afin de retrouver l'enfant perdu, [...] il était recommandé aux parents de suivre le conseil suivant : « placer le changeling sur la plage à un niveau inférieur à celui atteint par la mer à marée haute, sans tenir compte de ses cris, et les fées, plutôt que de laisser leur progéniture se noyer, l'emporteront et ramèneront l'enfant volé. Le signe que cela a été fait
est la fin des cris de l'enfant. » »
— C. J. S. Thompson, Hands of Destiny (2003), chapitre The Folklore of Birth and Infancy
Les moyens que les habitants utilisaient pour se prémunir des forces malveillantes furent détaillés par J. M. McPherson, et il remarqua que « le pain et le fromage semblent être les offrandes habituelles pour apaiser les fées, et on les retrouve encore et encore liés à des rites domestiques ». Un autre moyen très utilisé était le feu : du charbon ardent jeté dans de l'eau où le nouveau-né était baigné, ou de la tourbe ardente jetée sur un berceau emprunté. Les coutumes changeant au fil du temps, il arrive que deux traditions s'affrontent, comme dans la situation racontée par John Mill de Dunrossness en 1758, lorsque sa femme mit au jour son second enfant : « [la sage-femme locale] prit un grand couteau de cuisine et fit des croix sur le lit après la naissance de l’enfant, en accord avec ses coutumes superstitieuses – des restes du papisme – et ma femme lui demanda de sortir avec ses maléfices ».
Certains nouveau-nés naissent avec une membrane sur la tête, appelée coiffe. Celle-ci avait la réputation d'empêcher le naufrage d'un navire et, selon les interprétations, soit les capitaines des vaisseaux l'achetait à bon prix, soit l'enfant serait un bon matelot.

#### Baptême
Le sacrement du baptême est primordial pour les chrétiens et devait être fait très vite : un enfant n'ayant pas été baptisé n'aura pas reçu de nom et, en cas de décès, serait condamné à errer et à hanter ses parents. Le sacrement, délivré par l'Église d'Écosse, prend place à la fin de l'office religieux, pratiqué indifféremment par immersion ou aspersion. Il est aussi important pour les non-chrétiens, qui avaient une cérémonie similaire avant les temps du christianisme, où un enfant était admis comme membre de la communauté dans un rituel impliquant l'usage d'eau, l'octroi d'un nom et la protection contre les démons. De même que l'enfant doit être baptisé, la mère doit aller à l'église pour une cérémonie : tant qu'elle ne s'y rendait pas, elle était considérée comme heathen ce qui est une façon péjorative de dire inchrétien ; la même cérémonie était courante dans la tradition norvégienne jusqu'aux années 1930. La cérémonie se déroulait de la façon suivante :
« 
La mère et l'enfant allaient à l'église et [le prêtre] les rencontrait à l'entrée, en tendant à la mère une bougie allumée. [...] La bougie signifiait plus ou moins une purification de la personne. Et ils étaient bénis avec de l'eau bénite et un psaume était dit et des prières variées dites, et la mère était conduite dans l'église par le prêtre, tenant l'étole du prêtre. Et il y avait des prières variées et des choses, mais alors qu'ils allaient dans l'église il disait « Entre dans le Royaume de Dieu » et il conduisait la mère jusqu'à l'autel où la mère et le bébé étaient bénis de nouveau et des prières variées et des intercessions dites, et remerciements pour la vie de la mère épargnée et l'enfant né... C'était sa première vraie sortie, et c'était à l'église. Elle se réunirait peut-être avec des amis après. C'était une occasion, définitivement une occasion... c'était particulier pour elle, n'est-ce pas ? Tout est très ordinaire maintenant... »
— Ciorstaigh Docherty, interrogée à sa maison de Torcroy vers Kingussie le 16 mars 1992 par Margaret Bennett, dans Scottish Customs from the Cradle to the Grave (1992)
Si plusieurs enfants étaient apportés au baptême, alors il fallait établir un ordre. Il était généralement considéré meilleur de baptiser un garçon en premier car si une fille était baptisée d'abord, alors il y aurait inversion : la fille grandirait avec une barbe et le garçon sans. Ceci dépendant des endroits, d'autres interprétations donnent la priorité à la fille, considérant que le garçon pouvait laisser sa barbe dans l'eau et la fille risquerait de la recevoir.
Après le baptême, la mère pouvait se promener avec l'enfant et visiter ses voisins, qui devaient alors poser un peu de sel sur la bouche de l'enfant. L'utilisation du sel comme purification se retrouve dans de nombreuses religions, ainsi que son emploi contraire : renverser du sel était un signe de mauvais augure et Jack Wasserman décrivit que des travaux de restauration sur La Cène ont permis de voir que Judas renversait un bol de sel, même si cela n'est pas décrit dans la Bible, ce qui présagerait de sa trahison à venir. Le feu, supposé repousser les mauvais esprits, peut aussi se voir combiné au sel :
« 
J'ai un souvenir assez net d'avoir moi-même été considéré comme étant la malencontreuse victime du mauvais œil. [...] Pour supprimer cette influence néfaste, je fus l'objet de l'opération suivante, qui fut prescrite et supervisée par un voisin 'qualifié' en de telles choses : une pièce de six pence fut empruntée à un voisin, un bon feu fut gardé ardent dans l'âtre, la porte fut verrouillée, et je fus placé sur une chaise en face du feu. Celle qui opérait, une vieille femme, prit une cuillère à soupe et la remplit d'eau. Avec la pièce elle prit autant de sel que possible et mit les deux dans la cuillère. L'eau fut alors tournée avec l'index jusqu'à ce que le sel soit dissout. La plante de mes pieds et la paume de mes mains furent baignées avec cette solution trois fois puis je dus la goûter trois fois. La [vieille femme dessina] avec son index mouillé sur mon front. Elle lança alors le reste de la cuillère dessus le feu. »
— James Napier, Folklore, Plain Labels Books, 1879,  (ISBN 1603030905).

#### Éducation
L'éducation de l'enfant est importante, et en particulier l'idée de s'en occuper tôt, ce qui est résumé par l'adage « Am fear nach do dh’ionnsaich aig a’ ghlùin, cha’n ionnsaich e ris an uileinn », soit « celui qui n'a pas appris quand il était petit n'apprendra pas quand il sera grand ».

### Mariage
| « Is minig a bha 'm pòsadh luath 'na phòsadh truagh, 's am pòsadh mall 'na phòsadh dall. » | Un mariage précoce est souvent un mauvais mariage, un mariage tardif, souvent un mariage aveugle. |

Lors des fiançailles, l'homme offre une bague à la femme. Si les futurs fiancés achètent désormais souvent la bague ensemble, il n'en reste pas moins que la femme est celle qui choisit et l'homme celui qui paye, dans la tradition du cadeau. Particulièrement dans la région de Glasgow, la bague est parfois gravée des initiales du couple et de la date des fiançailles ; quelle que soit la région, les bagues de diamant sont les plus offertes. La bague de fiançailles est portée au quatrième doigt de la main gauche, à la place de l'alliance à venir. Depuis les années 1970, des bagues de fiançailles destinées à être portées par les hommes, les signet rings, sont apparues ; le couple achète alors deux bagues. Le fait de mettre la bague pour la première fois est considéré comme le début des fiançailles ; les futurs fiancés choisissent souvent d'être seuls pour ce moment. Une soirée simple à laquelle assistent la famille et les amis proches du couple est ensuite tenue ; les convives trinquent alors à la santé des fiancés et leur offrent souvent des cadeaux. Si ces derniers sont traditionnellement mineurs, ils peuvent également être de valeur, mais sont dans tous les cas destinés à l'établissement du futur ménage. Un gâteau, préfigurant le gâteau du mariage, est souvent préparé.

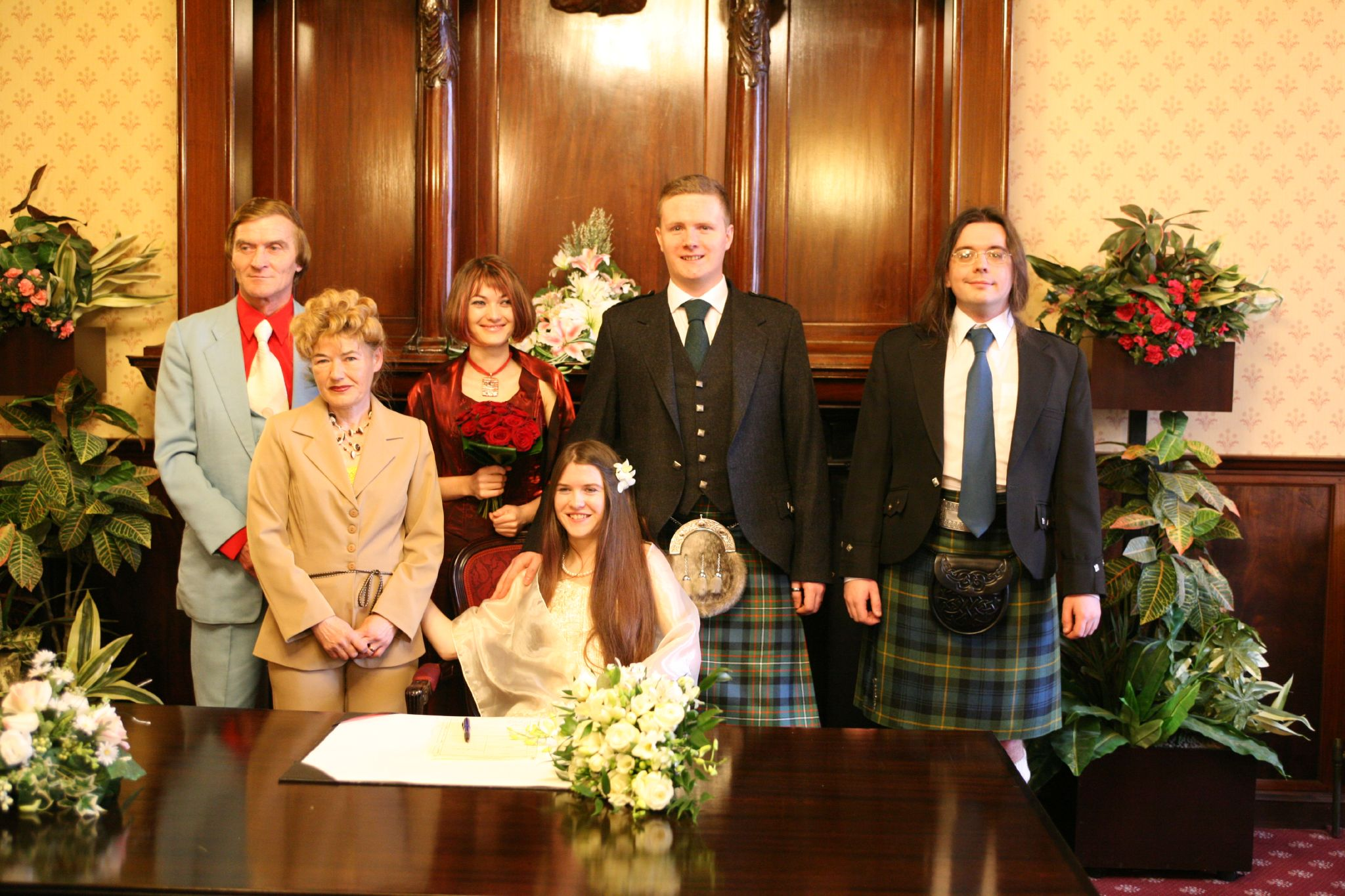
Photographie d'un mariage civil écossais ; le marié et son témoin portent le kilt.

Le mariage civil existe en Écosse depuis la deuxième moitié du XIVe siècle. Actuellement, le mariage civil cohabite avec le mariage religieux au titre de la loi sur le mariage en Écosse de 1977 (Marriage (Scotland) Act 1977). L'âge minimum est de 16 ans pour chacun des époux ; les unions consanguines, jusqu'au troisième degré, ne sont pas reconnues. Le mariage civil est célébré par l'équivalent d'un officier d'État civil (district registrar), qui peut recevoir les objections de parties tierces avant la cérémonie. Le délai maximal entre le dépôt de la demande et la célébration du mariage est de trois mois, et au minimum de quatorze jours.
Le mariage religieux peut être célébré par un prêtre, un pasteur, ou tout représentant d'une religion reconnu apte à célébrer un mariage par la loi de 1977. Dans tous les cas, la signature d'un acte de mariage est impérative, mais la célébration religieuse dispense de la célébration civile.
Avant 1929, la nubilité était de 12 ans pour les femmes et 14 ans pour les hommes ; les mineurs n'avaient pas besoin de l'accord de leur responsable légal afin de se marier. Tout mariage célébré en Écosse étant reconnu valide dans le reste du Royaume-Uni, de nombreuses unions ont ainsi été réalisées, particulièrement au XIXe siècle. En 2007, on a compté 29 866 mariages en Écosse, contre 29 898 l'année précédente.
Civile ou religieuse, la cérémonie de mariage comporte en Écosse certaines caractéristiques traditionnelles. Le marié et les hommes présents portent la tenue traditionnelle écossaise, composée d'un kilt et ses accessoires et d'une courte veste noire ; un brin de bruyère blanche porte-bonheur, parfois orné d'un ruban de tartan, est fréquemment accroché au revers de la veste. La mariée, elle, porte la robe blanche habituelle en Occident.
Parmi les traditions entourant le mariage figure le lavage des pieds de la future mariée. L'alliance d'une femme mariée est placée dans l'eau ; la première des femmes célibataires qui lavent ses pieds à trouver l'alliance est dite être la suivante à se marier. La tradition du first foot (litt. « premier pied ») concerne la première personne que rencontre la mariée sur le chemin de l'église ; la mariée doit lui offrir une pièce et un verre de whisky. Après la cérémonie, le père de la mariée coupe parfois un ruban barrant la porte de l'église et symbolisant le fait de donner sa liberté à sa fille. Toujours à la sortie de l'église, le nouveau marié peut jeter des pièces aux enfants présents afin d'assurer la bonne fortune de son mariage. Un joueur de cornemuse joue en l'honneur des mariés au sortir de l'église ou du bureau du district registrar ; il pourra également jouer à la réception. Lors de celle-ci, le marié enlève souvent la jarretière, habituellement bleue, de sa nouvelle épouse et la lance aux hommes célibataires rassemblés ; celui qui attrapera la jarretière est censé être le suivant à se marier.

### Hospitalité
| « An làmh a bheir, ‘sia gheibh. » | La main qui donne est celle qui reçoit. |

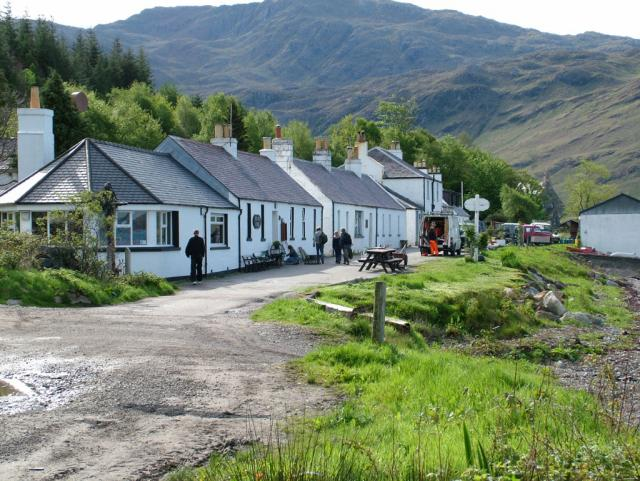
Le village d'Inverie, dans la péninsule de Knoydart (Highlands), où se trouve le pub le plus isolé de Grande-Gretagne.

L'hospitalité écossaise a été rapportée par de nombreux voyageurs. En 1695, Martin Martin attribue le manque de popularité de la première auberge de Harris, alors nouvellement ouverte, à cette tradition d'accueil qui rendrait les auberges inutiles. Près d'un siècle plus tard, en 1773, Johnson y fait plusieurs fois référence dans son récit de voyage en Écosse, la présentant comme un trait définitivement acquis des habitants de l'Écosse,. Johnson la rattache d'ailleurs au système de clans, estimant que l'urbanité des habitants des Highlands est issue de celle des chefs de clan. Quelques années plus tard, l'historien et grammairien Pierre-Nicolas Chantreau considère l'hospitalité comme une caractéristique du peuple écossais :
« [...] nous en fumes parfaitement bien reçus, non parce que nous exhibâmes notre lettre, mais parce que les Hébridiens sont des Ecossois les plus hospitaliers, et que personne n'exerce l'hospitalité comme les peuples de l'Écosse. »
— Pierre-Nicolas Chantreau, Voyage dans les trois royaumes d'Angleterre, d'Écosse et d'Irlande, fait en 1788 et 1789, 1792
Plusieurs coutumes particulières émaillent l'hospitalité écossaise. Une ancienne loi de l'hospitalité, rapportée en 1578 par l'évêque et historien écossais John Lesley, est que l'invité défend son hôte et partage toutes ses querelles, tant que le repas qu'il a partagé avec lui n'est pas digéré. De manière plus récente, lorsque l'invité s'en va, le deoch an doruis (litt. « boisson de la porte » en gaélique écossais, habituellement traduit par « coup de l'étrier ») lui est offert par son hôte. Lorsque le tenancier d'un pub sert un deoch an doruis à l'un de ses clients, le verre n'est pas compté dans la note.

### Décès
| « Amaisidh an dall air an reilig. » | L'aveugle trouvera son chemin vers la tombe. |

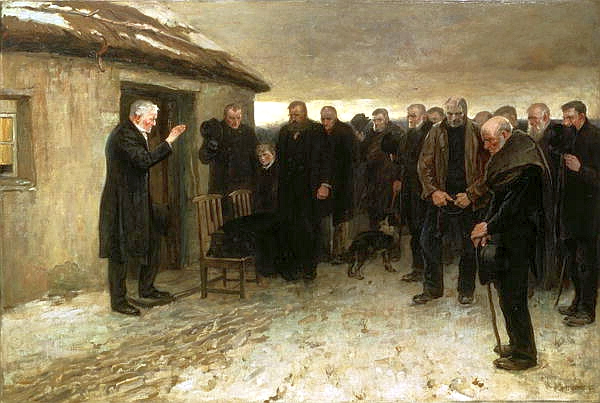
Un enterrement des Highlands, James Guthrie (1882)

Lors de la veillée funèbre, le corps du défunt a traditionnellement le visage découvert et son linceul était autrefois généralement de lin. Si Martin rapporte en 1695 que les assistants, et plus particulièrement la famille proche, chantaient des complaintes célébrant le mort, cette coutume semblait avoir disparu lors du voyage de 1773 de Johnson, qui constate que « [...] certaines des anciennes solennités sont passées d'usage, et des chanteurs ne sont plus loués afin de suivre la procession ». La lecture de psaumes peut également faire partie du rituel.
En 1859, le journaliste français Louis Énault décrit ainsi l'organisation d'une veillée à l'île de Skye :
« 
La maison mortuaire, comme nous disons en notre affreux langage, était située dans un glen qui s'ouvrait sur le lac à deux miles de Kirkibost. Nous arrivâmes vers midi.
Le corps était étendu sur un banc, drapé dans son linceul, mais le visage était découvert comme dans les funérailles italiennes. Il était beau, avec une expression calme et souverainement reposée. La joue pâle avait perdu ces bouquets de roses trop vives que la phthisie fait éclore aux pommettes ; les lèvres avaient des nuances de violettes de Parme, et le dessous de l'œil semblait noirci comme avec du kohl de Java. On avait mis sur sa poitrine un plat de bois, avec quelques pincées de sel et de terre soigneusement séparées. La terre est l'emblème du corps qui tombe en poussière ; le sel est le symbole de l'âme incorruptible et immortelle.

On avait eu soin d'éteindre le feu partout, et des sentinelles, armées de bâtons, étaient posées à toutes les issues pour empêcher qu'un chien ou qu'un chat passât devant le cadavre, ce qui serait considéré comme un mauvais présage par toute la maison. »
— Louis Énault Angleterre, Écosse, Irlande : voyage pittoresque, 1859
Cette coutume de disposer du sel et de la terre sur un plat posé sur la poitrine du défunt est également rapportée par Donald MacLeod, qui précise que, parfois, une Bible ouverte était également posée sur le bas du visage afin d'empêcher les esprits maléfiques de s'approprier le corps. Une croyance autrefois répandue était que l'esprit de la dernière personne enterrée dans un cimetière en garde la porte (Faire chlaidh en gaélique écossais), et n'est relevé de sa veille que par l'esprit de la personne suivante à être enterrée. La formule traditionnelle gaélique prononcée lors d'un décès est « A Chuid de Pharas dha ! » (litt. « Puisse-t-il avoir sa part de Paradis ! »), équivalente à la formule française « Paix à son âme ». L'enterrement est habituellement suivi d'une collation, généralement servie à la maison du défunt.

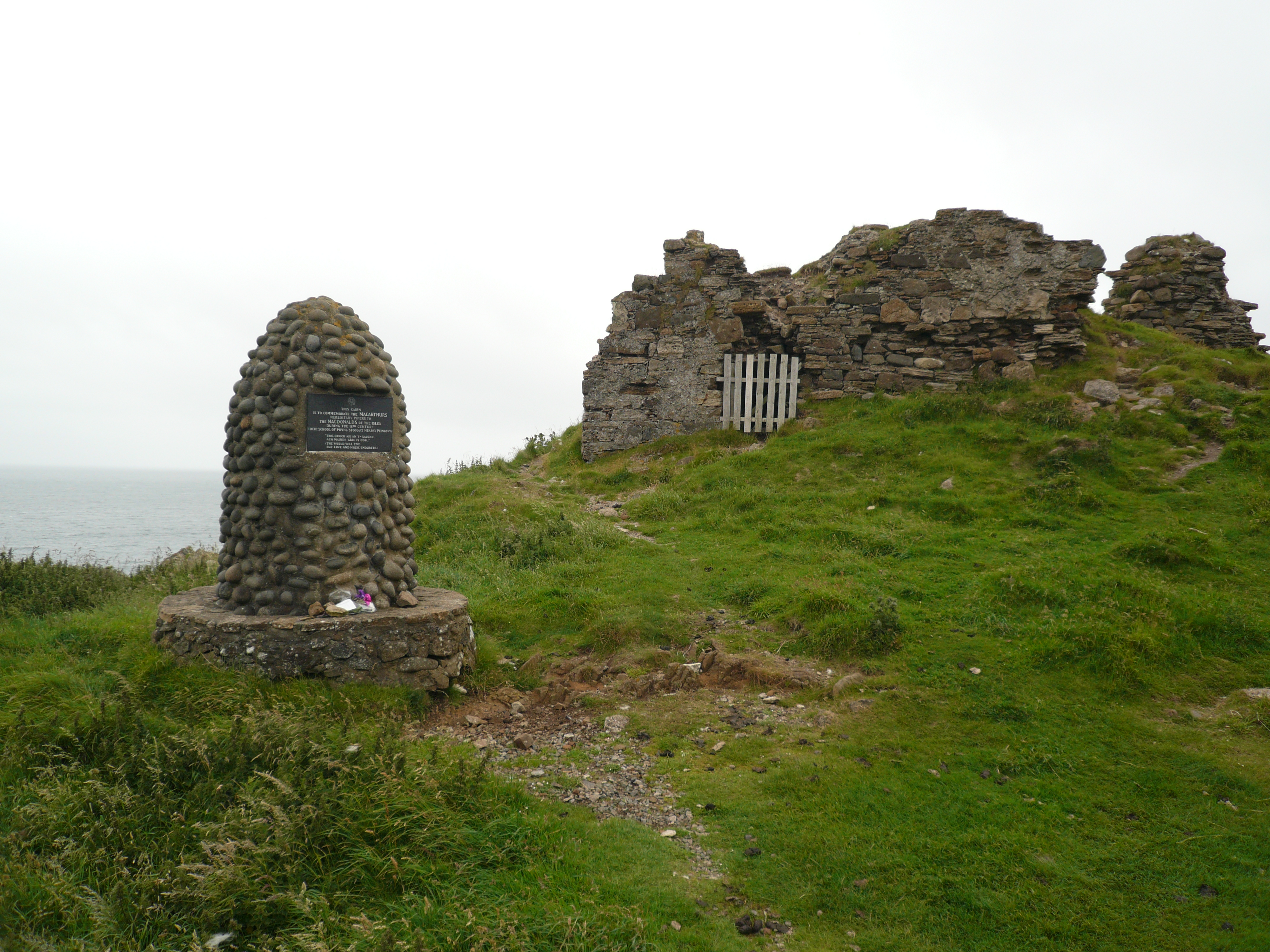
Cairn commémoratif de la famille MacArthur, joueurs de cornemuse des MacDonalds, Seigneurs des Îles, à l'île de Skye. À l'arrière-plan se trouvent les ruines du château de Duntulm.

Depuis l'époque picte, les cairns peuvent servir à marquer un lieu de mémoire, qu'il s'agisse d'une tombe ou du site d'une bataille. À cette période, le corps était déposé, accompagné de divers objets, sous une couche de sable sec, par-dessus laquelle était ensuite dressé le cairn. Un ancien dicton gaélique dit ainsi « Cuiridh mi clach air do chàrn  » (litt. « je viendrai déposer une pierre sur ton cairn », au sens de « je ne t'oublierai pas »).
Sur le plan légal, actuellement, tout décès survenant sur le territoire écossais doit être déclaré à l'état-civil avant huit jours écoulés. Les enfants mort-nés doivent être déclarés après la vingt-quatrième semaine de grossesse. Le don d'organes est régi par le principe du consentement présumé ; en absence d'opposition du défunt exprimée de son vivant, il est considéré comme ayant donné son accord. Une cérémonie civile ou religieuse peut avoir lieu avant l'enterrement. La crémation n'est possible qu'après la levée de tout obstacle médicolégal ; l'enterrement ne peut avoir lieu que dans les cimetières.

### Gastronomie

#### Cuisine

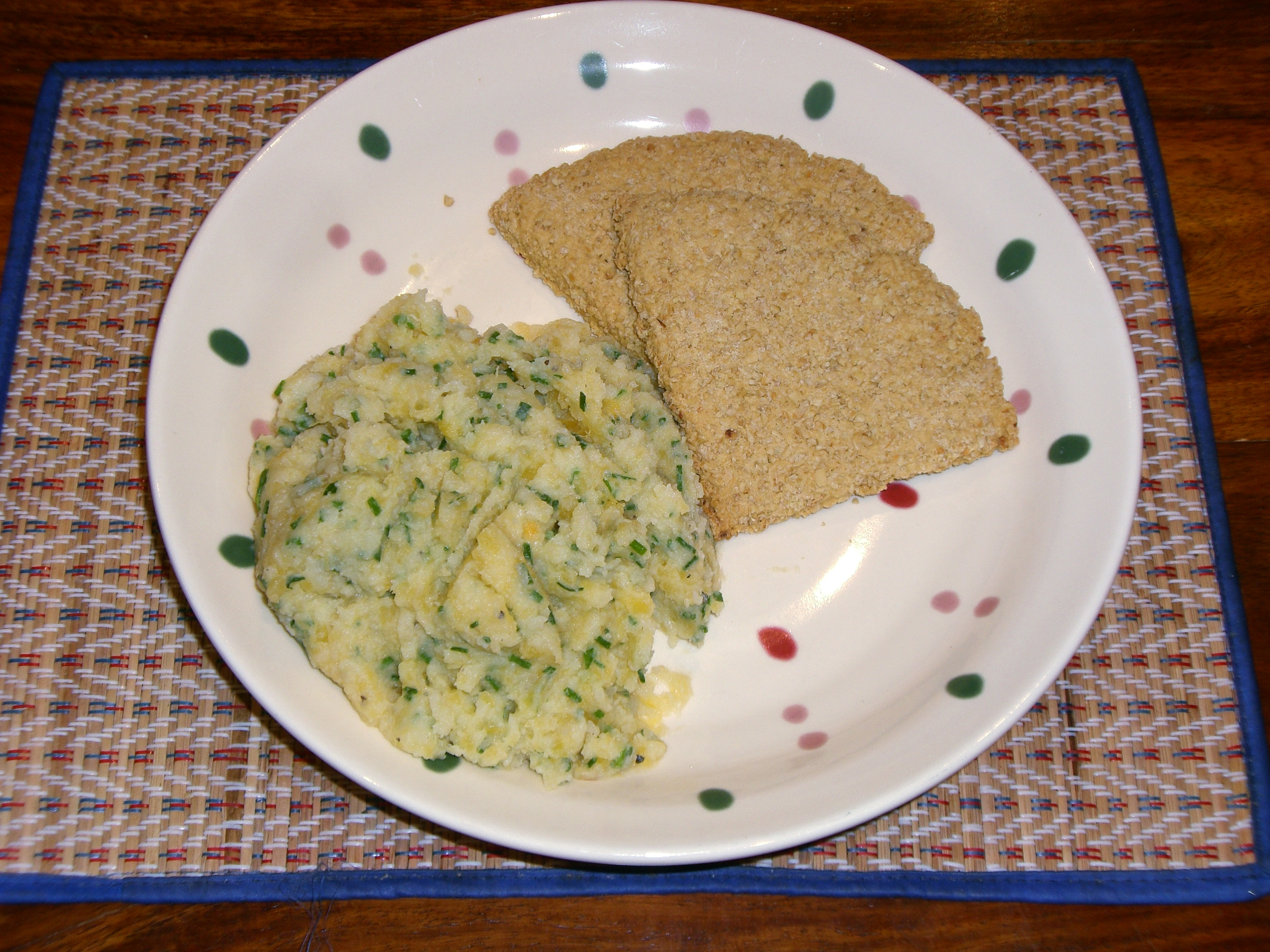
Le clapshot (purée de pommes de terre et de navets) accompagné par deux oatcakes, gâteaux secs et très plats en forme de quart de cercle.

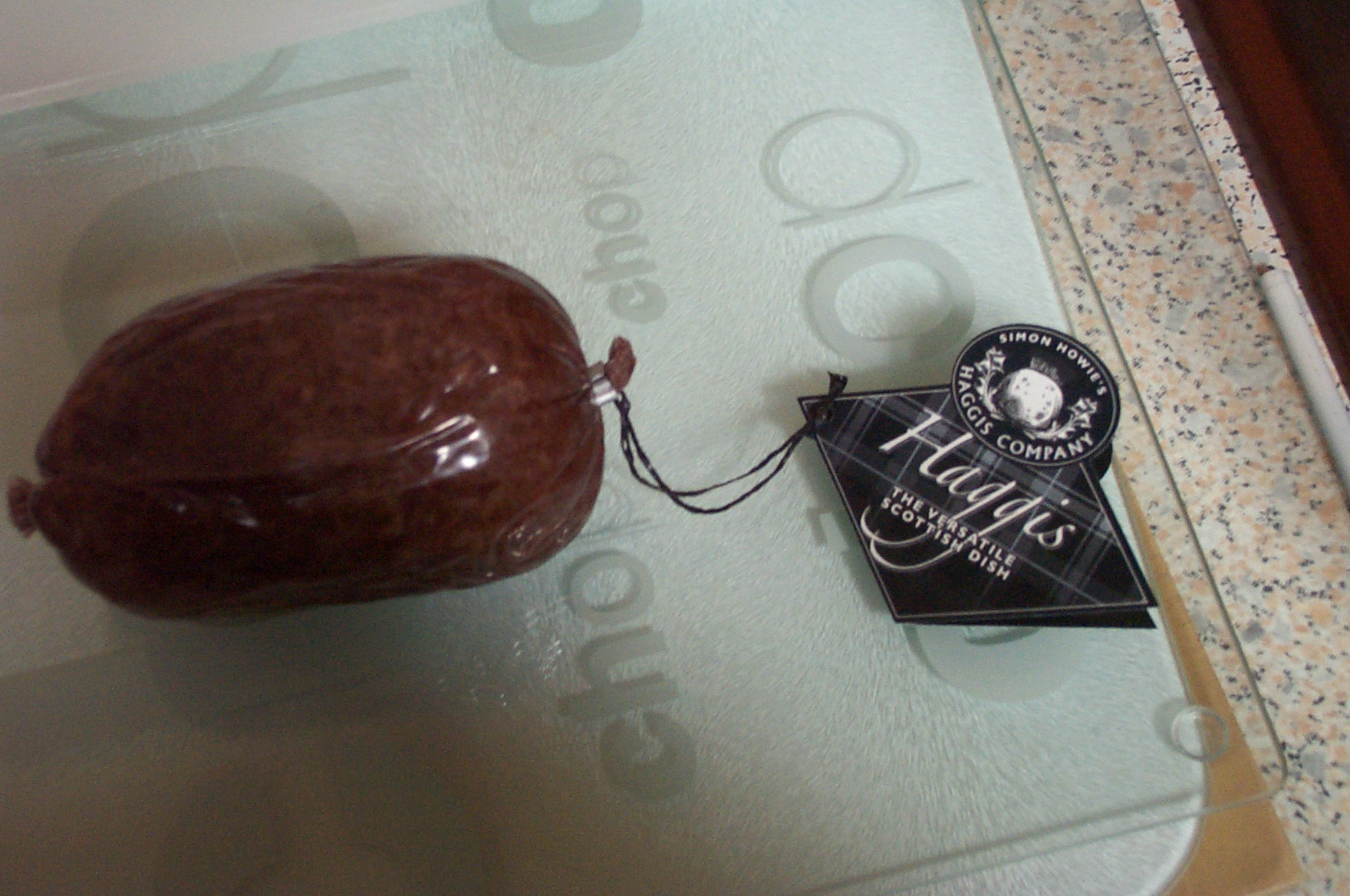
Un haggis non encore cuisiné.

Historiquement, le régime écossais était constitué de très peu de viande, de poisson salé ou fumé et reposait sur l'avoine, qui est avec l'orge l'une des seules céréales cultivables sous le climat du nord de l'Écosse. L'écrivain Samuel Johnson disait de l'avoine que c'est « une graine, qui en Angleterre est généralement donnée aux chevaux, mais qui en Écosse nourrit les gens » et les flocons d'avoine entrent en effet dans de nombreuses recettes. Le porridge, partie intégrante du petit déjeuner, est une bouillie coupée à cuisson rapide où les flocons sont préparés dans du lait ou de l'eau, et il se consomme salé ou sucré ; le porridge est remué avec une sorte de cuillère en bois appelée spurtle. L'avoine entre également dans la composition des bannocks (sorte de gâteaux plats), des farces, du boudin noir, et des oatcakes ; ces derniers sont considérés comme le pain écossais.
Enfin, les flocons font partie des ingrédients communs aux variantes du plat national écossais, le haggis, avec les abats du mouton (cœur, foie et poumons) hachés avec de l'oignon, du suif, et des épices dont le poivre et le sel. L'ensemble est traditionnellement bouilli dans la panse du mouton pendant environ trois heures, mais la plupart des haggis commercialisés actuellement sont préparés dans un boyau synthétique. Connu en France en tant que « panse de brebis farcie », le haggis est le plat principal du dîner de la Burns' Night, soirée du 25 janvier où le poème Adress to a Haggis (Ode à un Haggis) de Robert Burns est récité. Le haggis est traditionnellement servi avec des neeps and tatties (navets et pommes de terre), et accompagné d'un dram (un verre de whisky écossais). Pour répondre aux questions des voyageurs demandant quels ingrédients entraient dans la composition du haggis, la créature fictive du haggis sauvage vit le jour. Originaire des Highlands, le haggis sauvage est une espèce d'oiseau ressemblant à l'autruche qui a, selon les versions, soit trois pattes, dont deux longues et une courte, soit quatre pattes, deux longues d'un côté et les autres plus courtes, afin de pouvoir courir plus vite autour des montagnes, ce qui rappelle le dahu.
L'avoine fut remplacée comme base alimentaire par la pomme de terre au début du XVIIIe siècle ; celle-ci apporta de la vitamine C présente jusqu'alors en faibles quantités. La pomme de terre marqua aussi l'histoire : elle était devenue primordiale dans l'alimentation des paysans, et vint à manquer à cause du mildiou dans les années 1840 ce qui conduisit à des émeutes dans les Highlands. La population des Highlands étant alors considérée comme trop nombreuse, cela donna une marge de manœuvre aux propriétaires terriens qui souhaitaient expulser les paysans pour convertir les champs en pâturages.
L'Écosse est aussi connue pour sa malbouffe avec des recettes apparues à la fin des années 1990, consistant par exemple à faire frire des barres de chocolat mars ou des pizzas.

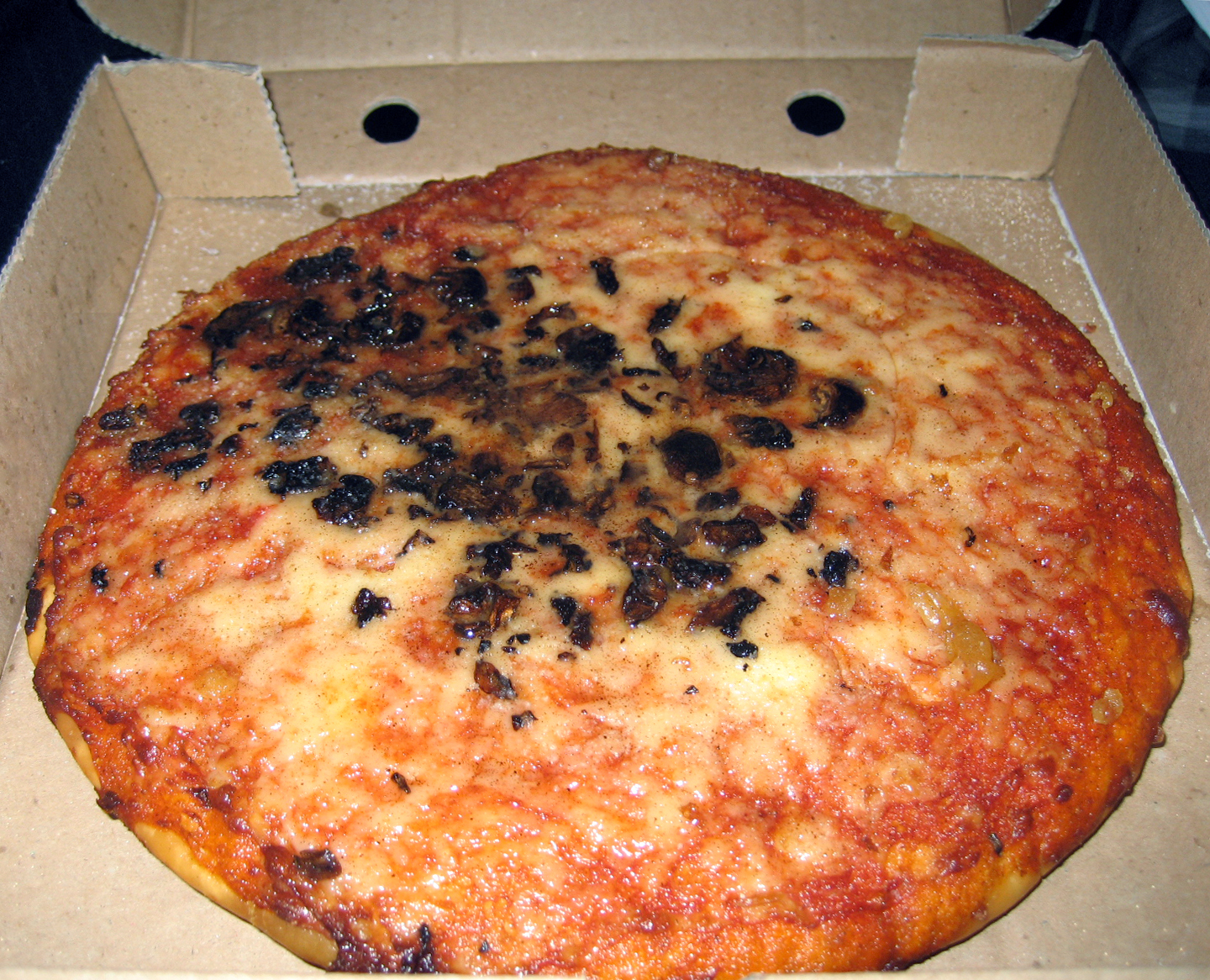
Pizza frite.
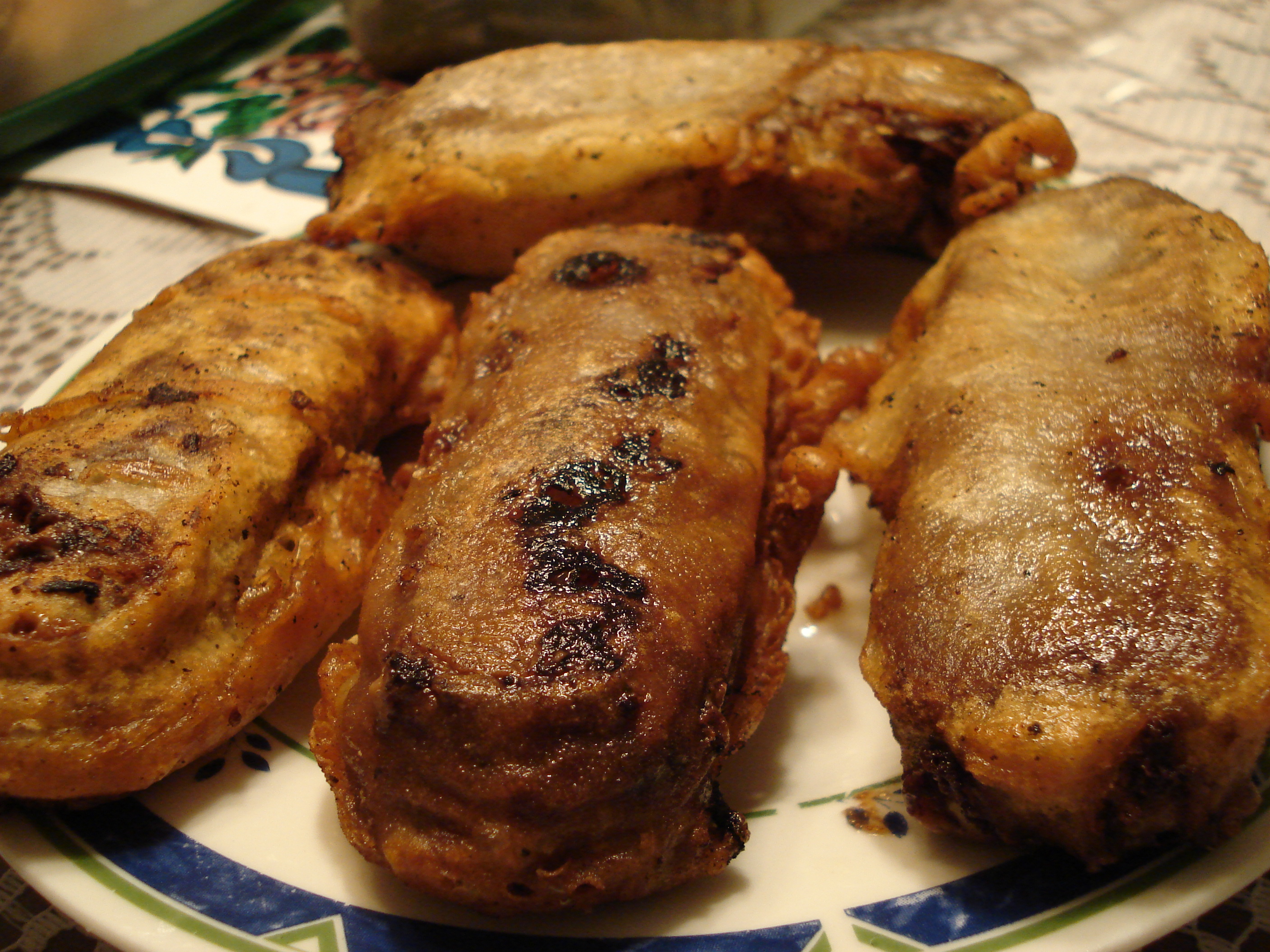
Barres de chocolat Mars frites.
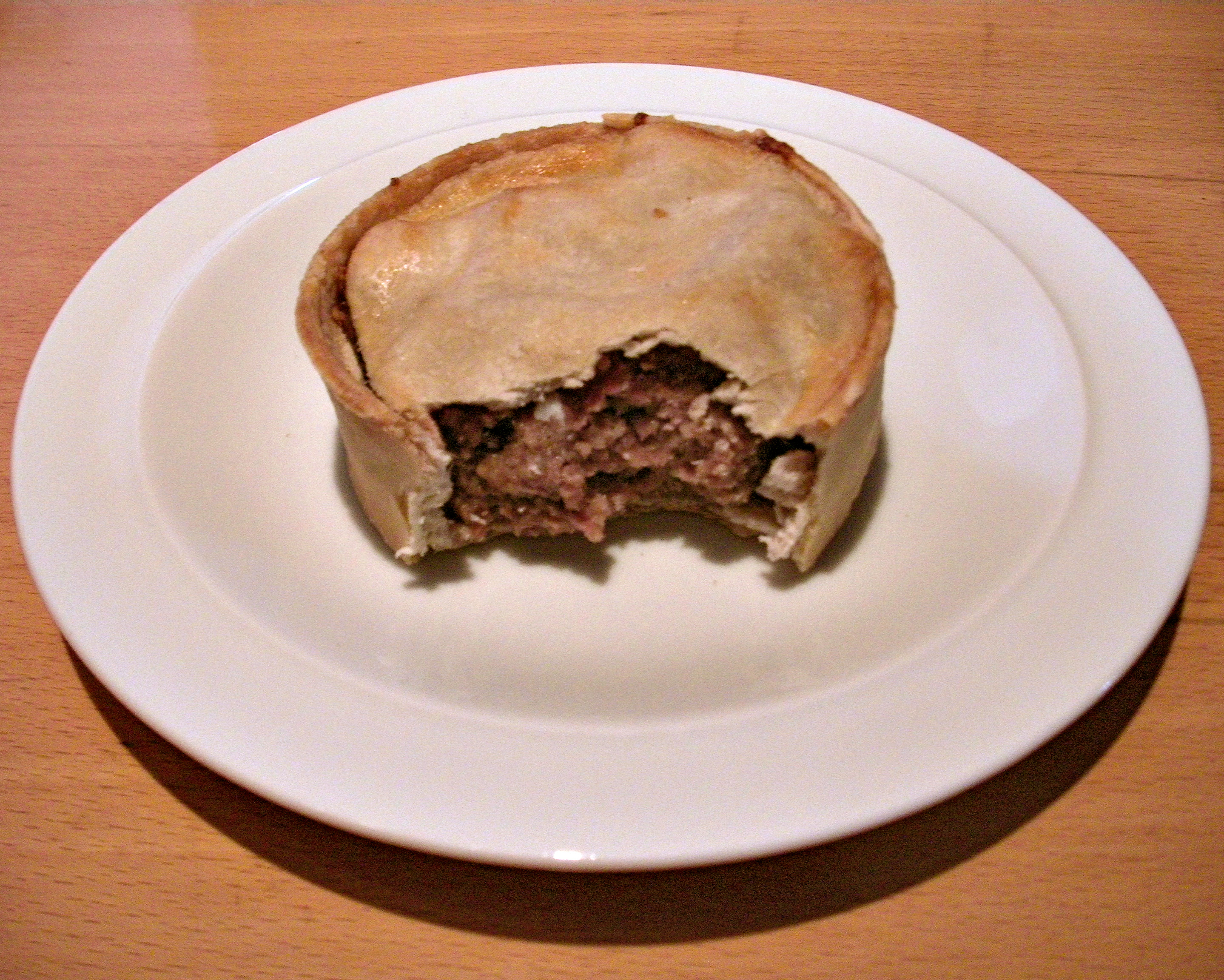
Tourte écossaise.

#### Whisky

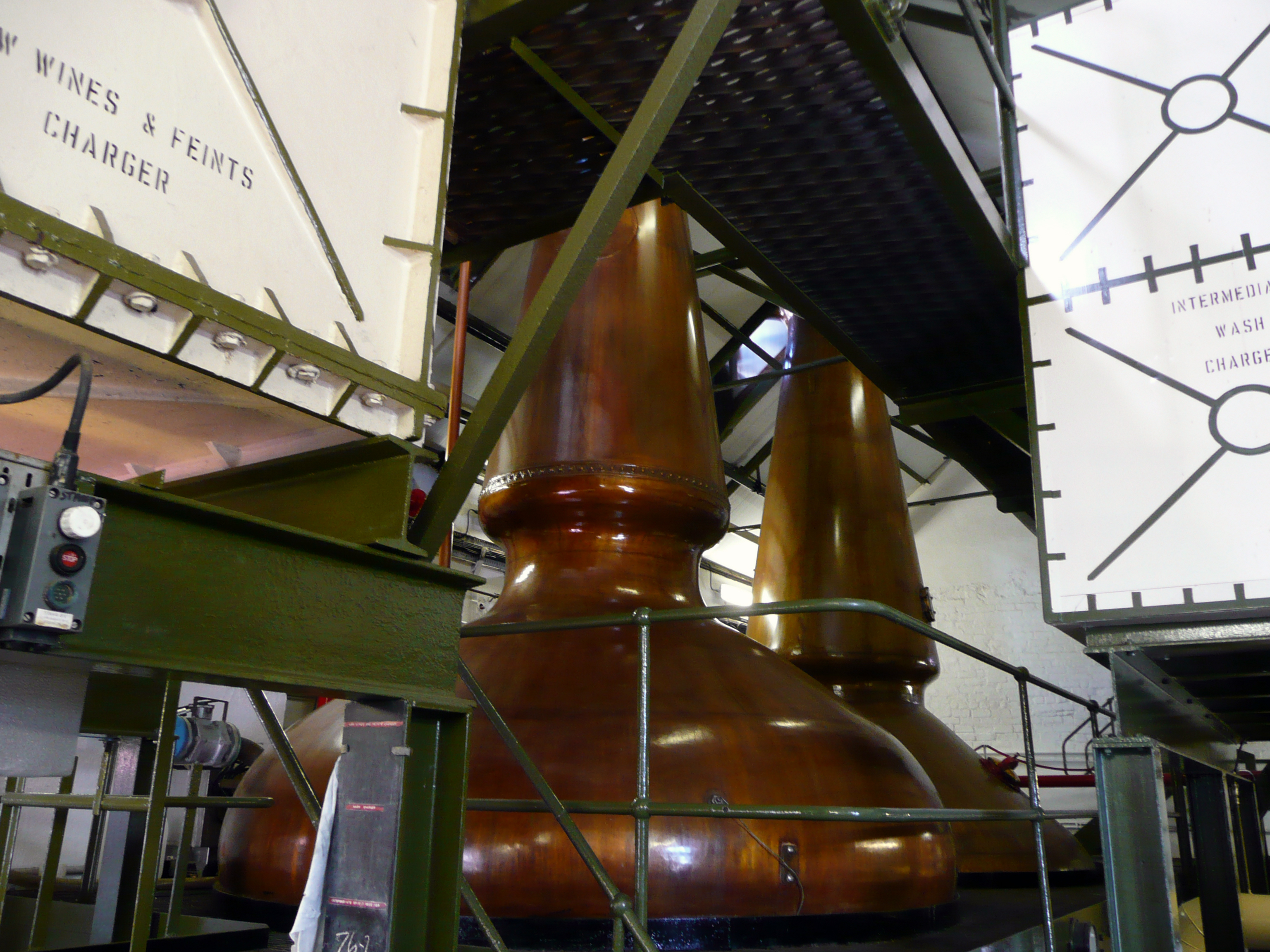
Les deux alambics de la distillerie Ardbeg.

Le Scotch Whisky est le nom couramment utilisé pour qualifier le whisky en provenance d'Écosse. Cette appellation est protégée par une loi de 1988, le Scotch Whisky Act, qui stipule que le scotch doit être distillé et vieilli en Écosse.
La première trace de whisky (uisge beatha, litt. « eau de vie » en gaélique écossais) en Écosse remonte à 1494. Il s'agit d'une note se référant à la production d’eau-de-vie dans un document officiel l'Exchequer's roll qui précise « 8 bolls of malt to Friar John Cor, by order of the King to make aqua vitae » témoignage d'une pratique déjà bien installée. On considère généralement que les moines de Dal Riada firent profiter les Écossais de leurs connaissances dans le domaine de la distillation lorsqu'ils vinrent évangéliser les Pictes de Calédonie.
L'Acte d'Union qui rattache l'Écosse à l'Angleterre en 1707 impose l'homogénéisation des taxes entre les deux pays. C'est le coup d'envoi d'un essor de la contrebande et d'un affrontement entre les clandestins et les « Excisemen » chargés de collecter les taxes qui durera jusqu'au XIXe siècle. En 1713, l'instauration d'une taxe sur le malt provoque une révolte, affaiblit la consommation de bière locale (produite à base d'orge malté) et favorise la production domestique (non soumise à la taxe) de whisky. En 1781, afin d'enrayer le phénomène, la distillation domestique est interdite.
En 1784, le Wash Act cherche à simplifier le système de taxation afin de le rendre plus efficace. Les contrôles sur les distilleries officielles sont renforcés, la production est encouragée dans les Highlands par des taxes allégées sous réserve que la production ne soit pas exportée. De plus, une taille minimum des alambics est imposée. À l'approche de la révolution industrielle, la production clandestine s'intensifie encore dans les Highlands tandis que la qualité de ces whiskies est réputée supérieure à celle des Lowlands.
La distillation ne devient légale qu'avec l'Excise Act de 1823.
Au début du XXIe siècle, il y a cinq grandes régions de production : la vallée de la Spey (Speyside), les Highlands, les Lowlands, les Îles et Campbeltown.

### Costumes
Le costume traditionnel écossais est caractérisé par l'utilisation de motifs de tartan sous diverses formes. Dans sa version complète, il n'est aujourd'hui porté, en général, que lors d'occasions spécifiques, telles que les mariages, certaines cérémonies officielles, ou encore lors de jeux des Highlands.

#### Tartan

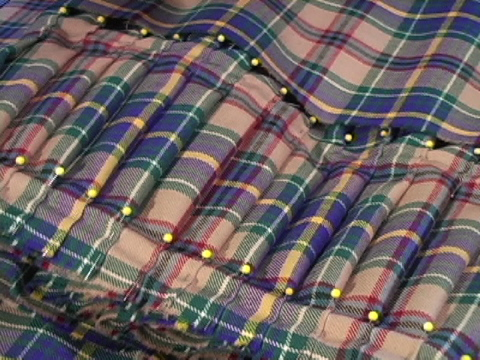
Les plis de tartan d'un kilt.

Le tartan est une étoffe de laine à carreaux de couleurs, typique des peuples celtes. Il s'agit d'un motif de lignes horizontales et verticales entrecroisées, de multiples couleurs. L'usage des tartans était à l'origine réservé aux tissus, mais ils sont maintenant utilisés sur de nombreux autres matériaux. Les kilts écossais sont ainsi quasiment toujours réalisés dans un tissu à motif de tartan.
Un tartan est constitué de bandes alternées de fils teints dans la masse, aussi bien pour la trame que pour la chaîne. La trame est tissée en sergé simple, la chaîne passant deux fils dessus et deux dessous, en progressant d'un fil à chaque passage. Ceci forme des hachures diagonales aux sites d'entrecroisement et crée de nouvelles couleurs à partir du mélange des deux teintes d'origine. Les schémas résultants se répètent horizontalement et verticalement en un motif original appelé sett.
Jusqu'au XIXe siècle, les tartans étaient simplement des motifs de tissu différents, et l'on choisissait son tartan selon son goût personnel. Ce n'est qu'au milieu du siècle que des tartans spécifiques ont été associés à des clans, des familles, ou encore des institutions écossaises. À l’époque moderne, le tartan représente souvent un clan écossais précis. Le motif est constitué de bandes alternées de fils de laine colorés tissés à angle. Les blocs de couleur qui en résultent se répètent verticalement et horizontalement, formant un motif de carrés et de lignes distinctif, le sett. Les kilts sont presque toujours décorés de tartans. Le tartan est aussi appelé plaid en Amérique du Nord, mais en Écosse, ce mot désigne un tissu tartan jeté sur l’épaule ou une couverture.
Le tartan a été intégré sous diverses formes à la mode contemporaine. Si la marque Burberry est célèbre pour son tartan à fond ocre, le tartan a également été intégré à la mode punk, et ses réapparitions périodiques dans la mode en ont fait un cliché parfois adapté avec fantaisie par les créateurs.

#### Costumes masculin et féminin

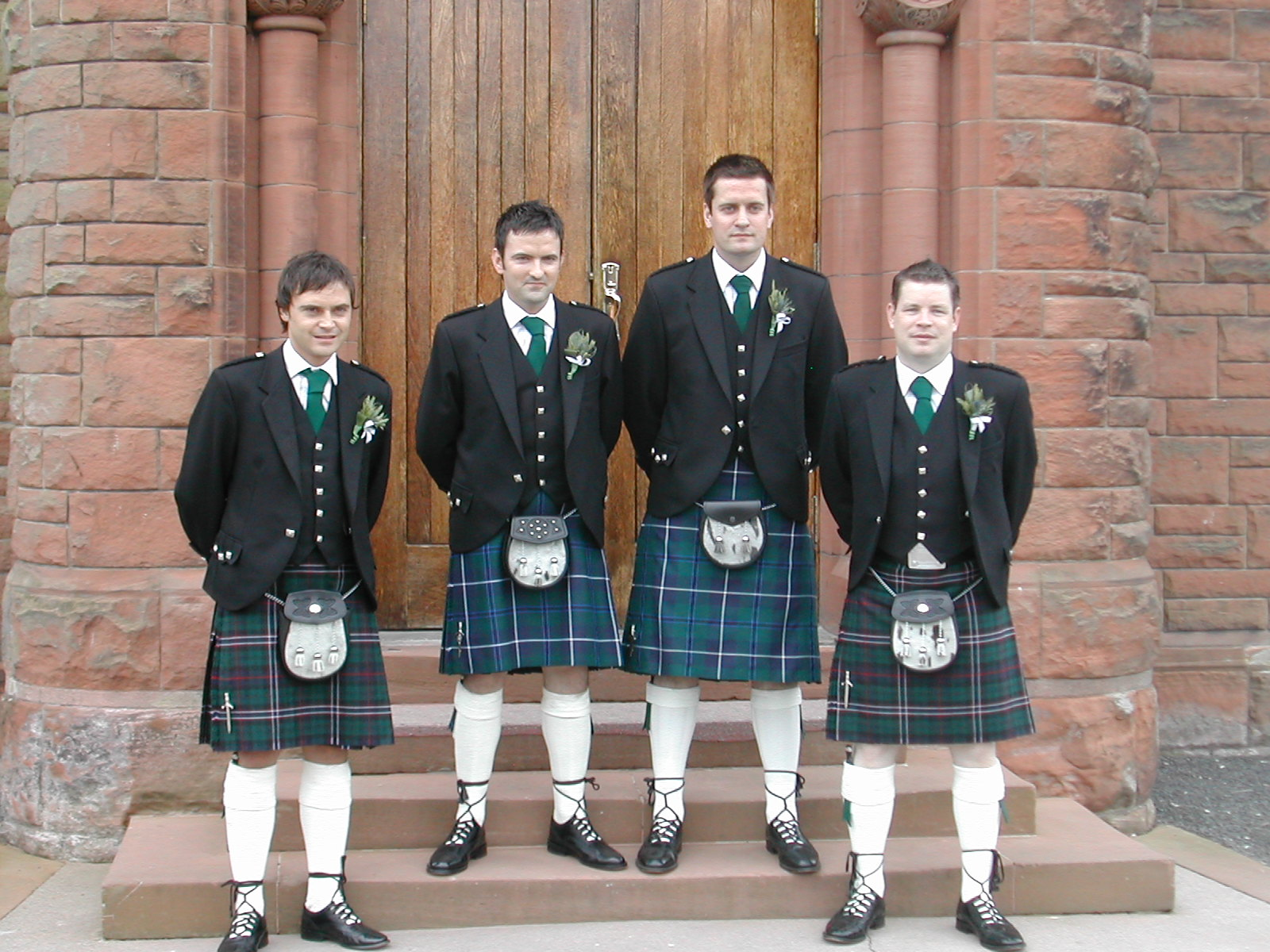
Marié et ses témoins en costume traditionnel.

Le costume traditionnel masculin comprend un kilt (ou, s'il s'agit d'un pantalon en tartan, de trews). Le sporran, porté à la ceinture, est une sacoche de petite taille qui supplée à l'absence de poches dans le kilt. Les chaussures traditionnelles sont les ghillies, des chaussures de cuir souple et épais, lacées au-dessus de la cheville. Le sgian dubh est un petit poignard, à l'origine fabriqué à partir de la pointe d'une épée brisée, qui est porté dans la chaussette droite. Lors d'occasions formelles, une courte veste noire, sur le modèle du spencer, est portée, sur une chemise blanche et un gilet noir. Ce costume, appelé en anglais Highland dress, remonte au XIXe siècle ; il fut particulièrement popularisé lors de la visite du roi George IV organisée par Walter Scott.
Traditionnellement, les femmes ne portent pas le kilt, mais de longues jupes de tartan s'arrêtant à la cheville. Dans le cas de port d'une robe, une écharpe de tartan, le sash, est portée sur l'épaule, fixée par une broche reprenant le symbole du clan, ou crest.

### Célébrations

#### Saint Andrew's Day
Le saint patron de l'Écosse est l'apôtre André. Le jour de sa fête, le 30 novembre, est le jour de la fête nationale de l'Écosse depuis 2006. Il s'agit d'un jour férié (Bank Holiday) ; si le 30 novembre est un samedi ou un dimanche, le jour férié est reporté au lundi de la semaine suivante. À cette occasion, les bâtiments officiels sont pavoisés. Depuis 2002, c'est le drapeau de l'Écosse qui est utilisé, et non l'Union Flag, drapeau du Royaume-Uni.

#### Burns Night
Tous les 25 janvier est célébrée la Burns Night (la nuit de Burns) ; il s'agit d'une commémoration de la vie et de l'œuvre de Robert Burns, auteur de nombreux poèmes en langue scots. Le 25 janvier est parfois appelé Robert Burns Day. Lors de cette soirée sont tenus les Burns dinners (soupers de Burns). Le premier souper eu lieu à la fin du XVIIIe siècle dans l'Ayrshire ; il fut organisé par les amis du poète à la date anniversaire de sa mort, le 21 juillet. Bien que la date ait changé depuis, de tels évènements furent par la suite organisés sur une base régulière. La Burns Night peut être une occasion plus ou moins formelle, mais se voulant toujours divertissante. Un souper décontracté se limitera à du haggis, du whisky et la lecture de quelques poèmes. Les soirées plus formelles obéissent à un déroulement très codifié.

#### Hogmanay

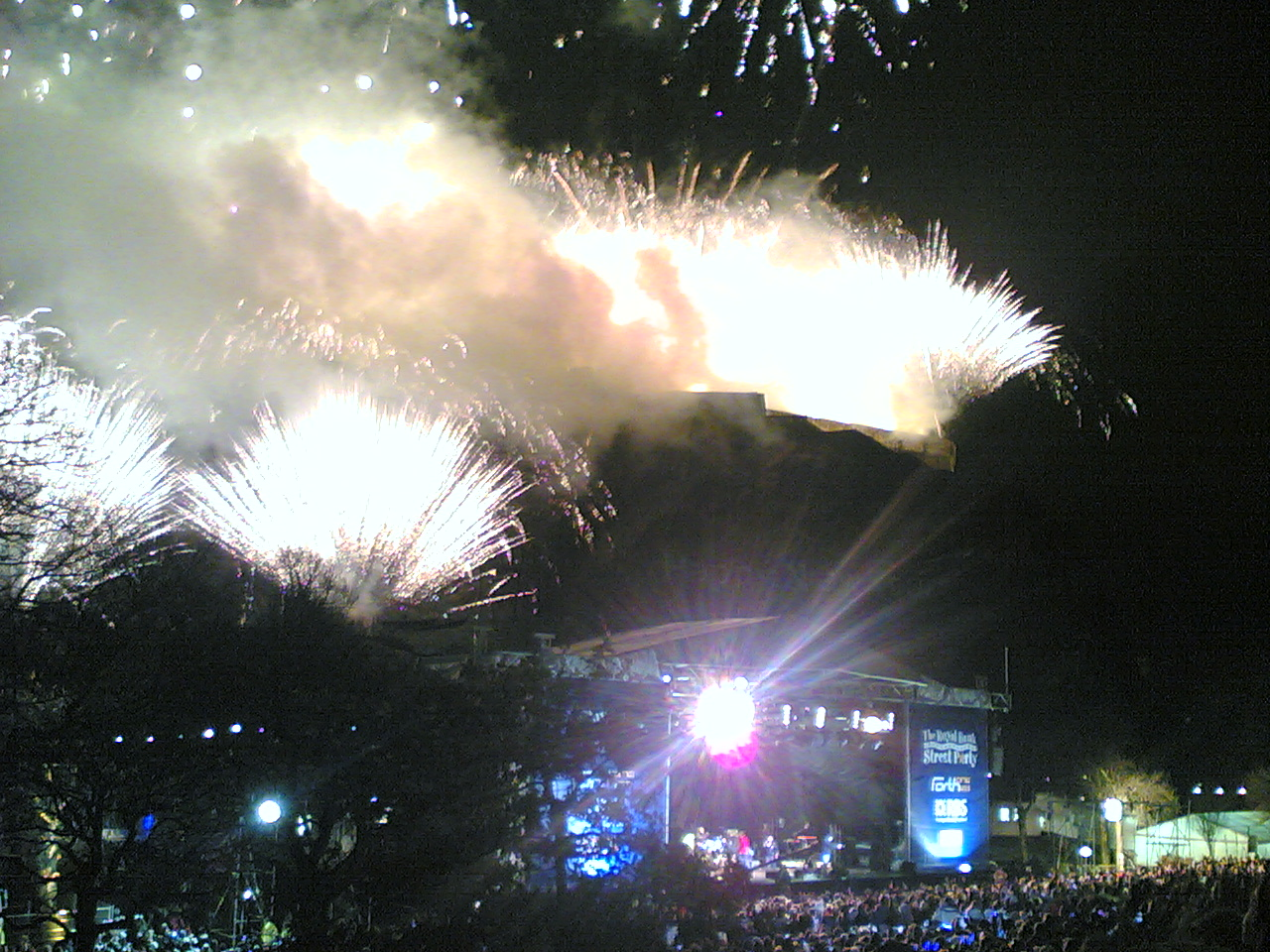
Hogmanay à Édimbourg (Prince's Street Gardens).

Hogmanay (ˌhɔgmə'ne:) est le nom écossais du dernier jour de l'année ; il est synonyme des célébrations du nouvel an dans la tradition écossaise. Sa date officielle est le 31 décembre. Cependant, cette date n'est que le début d'une fête qui dure toute la nuit jusqu'au matin du 1er janvier ou souvent du 2 janvier. Les racines de Hogmanay remontent aux fêtes païennes du solstice d'hiver. En Europe, elles étaient devenues les fêtes des Saturnales, un événement festif romain de l’hiver : les gens les fêtaient complètement libres et sans inhibitions. Les Vikings fêtaient Yule, qui devint plus tard les douze jours de Noël, ou Daft Days (les jours stupides) comme ils étaient parfois appelés en Écosse. Les festivités de l'hiver devinrent clandestines avec la Réforme, mais furent tolérées à la fin du XVIIe siècle.
Chaque région de l'Écosse possède ses coutumes particulières pour Hogmanay. Le fait de chanter Auld Lang Syne à minuit est toutefois répandu dans l'ensemble de l'Écosse. Avant de chanter le poème de Burns, l'assistance forme une ronde en se tenant la main ; les bras sont entrelacés lorsque sonnent les douze coups de minuit. La coutume traditionnelle ne requiert toutefois le croisement des bras que pour le dernier couplet.

## Sport
Le sport joue un rôle central dans la culture écossaise, et a été fortement influencé par le climat de l'Écosse, à la fois tempéré et océanique. En effet les sports « tout-temps » comme le rugby, le football et le golf y sont prédominants. Cependant, beaucoup d'autres disciplines y sont aussi pratiquées, voire y ont été inventées. C'est le cas par exemple du rugby à VII, inventé en 1883 par un apprenti boucher d'Édimbourg, du curling, du shinty, de la crosse féminine, et du golf, pratiqué depuis le XVe siècle. L'Écosse a connu nombre de grands sportifs ; actuellement, on peut citer Andy Murray, deuxième joueur de tennis mondial, et Chris Hoy, champion olympique et multiple champion du monde de cyclisme sur piste, qui défendent les couleurs de l'Écosse dans leurs disciplines respectives. Dans les sports mécaniques, on peut citer le pilote Colin McRae, champion du monde des rallyes en 1995.

### Football

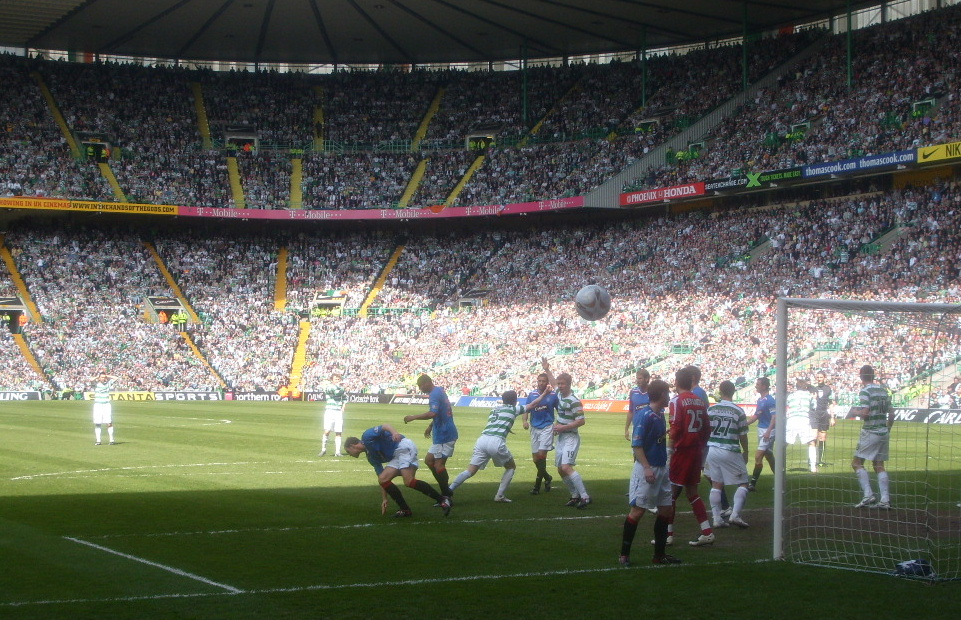
Rencontre du 27 avril 2008 entre Celtic FC et Rangers FC de Glasgow (Old Firm)

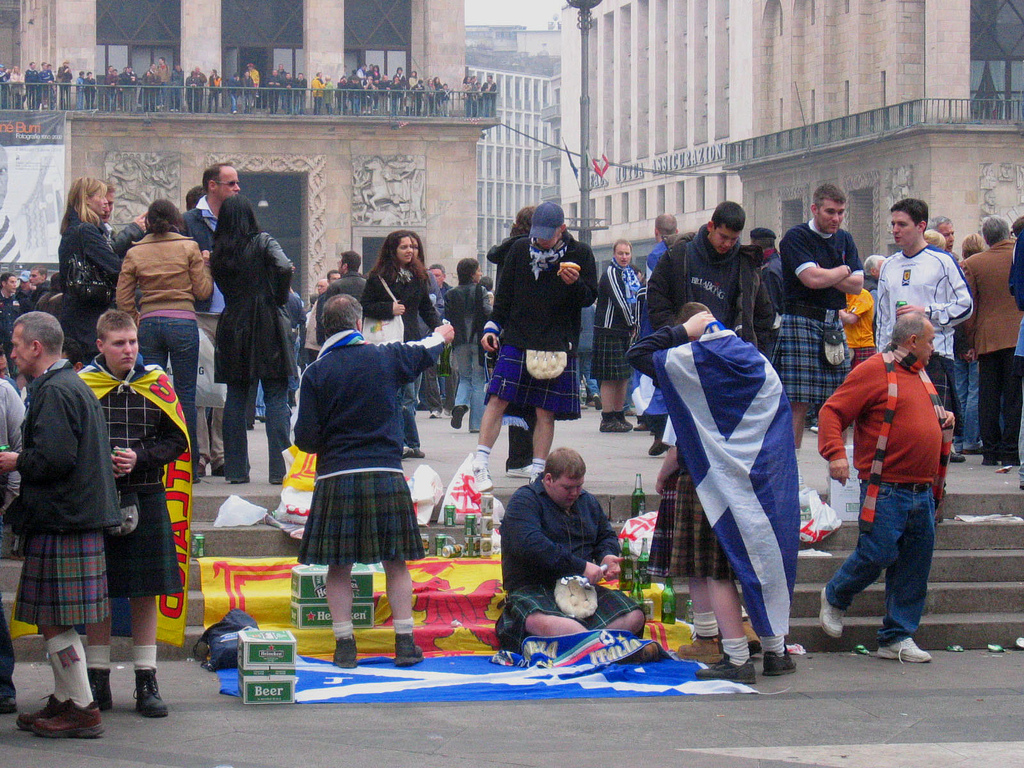
La tartan army, supporters de l'Équipe d'Écosse de football.

Le football est l'un des sports les plus populaires en Écosse où il est parfois appelé The Beautiful Game. En raison de sa popularité, il fait partie des activités que le public associe à la masculinité. Pratiqué depuis le XIXe siècle, à l'origine principalement dans la région de Glasgow et le Dunbartonshire, il compte en 2009 131 883 licenciés. La fédération écossaise est, après la fédération anglaise, la plus ancienne au monde, et la Coupe d'Écosse de football fut la première coupe nationale à être créée.
La Fédération d'Écosse de football (Scottish Football Association ou SFA en anglais) est l'association regroupant les clubs de football d'Écosse et organisant les compétitions nationales ainsi que les matchs internationaux de la sélection d'Écosse. Fondée en 1873, elle fut affiliée à la FIFA entre 1910 et 1920, entre 1924 et 1928 et depuis 1946 ; elle est membre de l'UEFA depuis sa création en 1954.
L'équipe d'Écosse de football est l’équipe constituée par une sélection des meilleurs joueurs écossais ; elle représente l'Écosse dans les compétitions internationales majeures de football telles que la Coupe du monde, le Championnat d'Europe et les Jeux du Commonwealth, sous l'égide de la Fédération d'Écosse de football. Avec l'équipe d'Angleterre, elle est la doyenne des équipes nationales de football. En 1872, elles prirent part ensemble au premier match international officiel. L'équipe d'Écosse ne peut toutefois pas disputer les Jeux olympiques, car l'Écosse n'est pas membre du Comité international olympique. Les Écossais jouent en bleu marine et blanc.
Dès 1906, le match Angleterre-Écosse a attiré 102 000 spectateurs à Glasgow et un record de 150 000 spectateurs fut atteint à Hampden en 1937, nombre jamais égalé pour un match entre équipes nationales en Europe. Le football en Écosse a été sujet depuis son origine à de violentes rivalités entre supporters, marquées notamment d'antagonisme religieux entre catholiques et protestants. Les clubs les plus concernés par ces rivalités sont probablement les clubs de Glasgow du Celtic FC, rassemblant des supporters à majorité catholique, et du Rangers FC, dont les supporters sont principalement protestants. Depuis 1888, ces deux clubs s'opposent chaque année lors de l'Old Firm, l'un des plus grands derbies européens, ce qui fut évoqué par l'écrivain George Blake dans son roman The Shipbuilders (1935).

### Rugby à XV

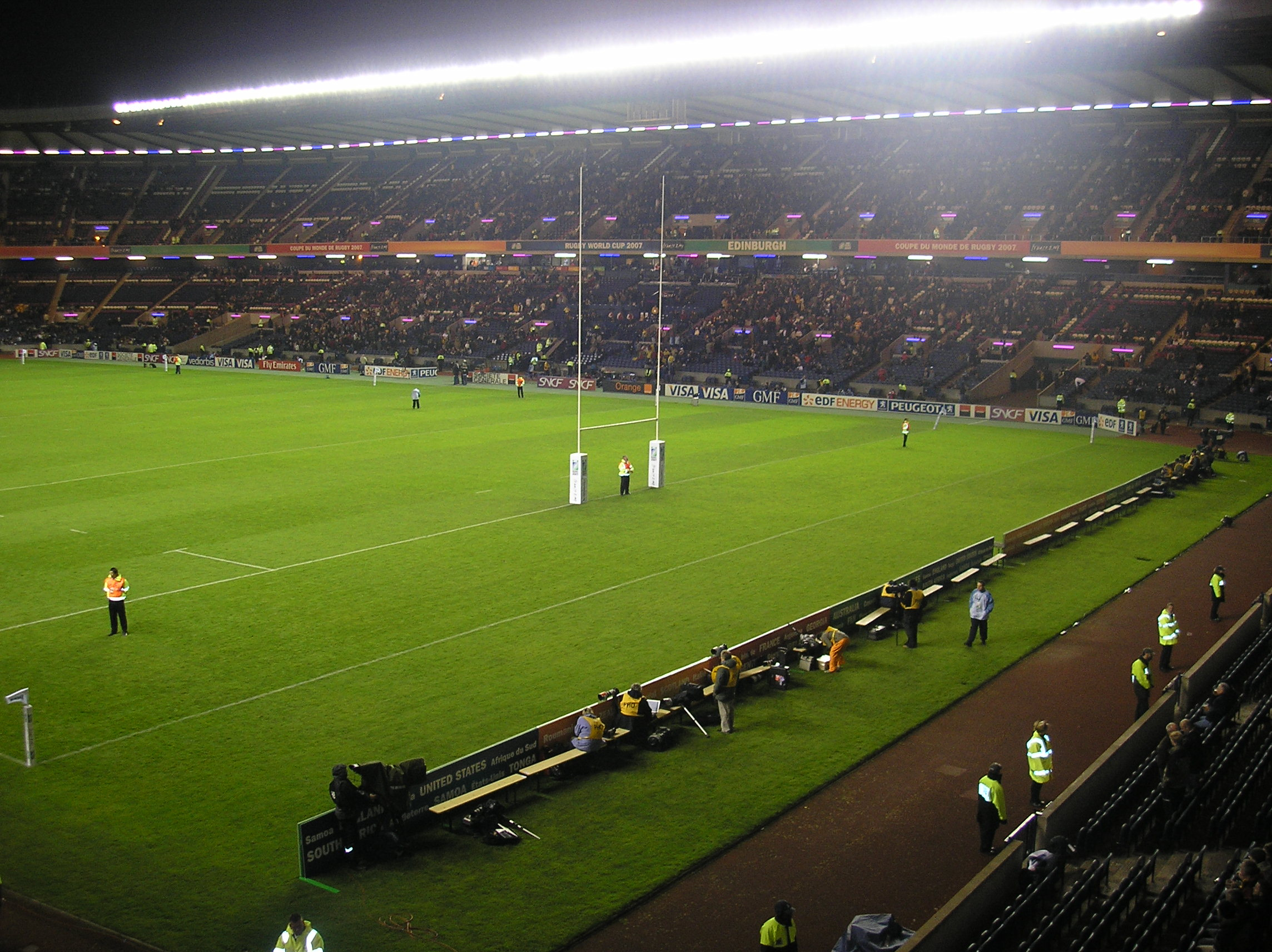
Le stade de Murrayfield lors de la coupe du monde du rugby de 2007.

Le rugby à XV est un sport populaire en Écosse, avec environ 27 000 licenciés et 2 500 arbitres en 2008. Son histoire commence en 1871 avec le premier match international, à Raeburn Place, entre l'Écosse et l'Angleterre. Depuis le début, avec le tournoi britannique de rugby à XV 1882-1883, l'Écosse a remporté le tournoi quatorze fois seul et a partagé la victoire à huit reprises. Au 9 mars 2009, l'Équipe d'Écosse de rugby à XV est neuvième au classement des équipes nationales de rugby, et sa dernière victoire remonte à 1999. Elle dispute tous les quatre ans la coupe du monde de rugby.
La Scottish Rugby Union (SRU) est la fédération chargée d’organiser et de gérer le rugby à XV en Écosse. Fondée en 1873, elle est la deuxième fédération à être créée. La SRU dirige les équipes nationales écossaises, et chapeaute les compétitions de clubs (242 lui sont affiliés) chez les hommes, les femmes et les jeunes. Elle possède également le stade de Murrayfield à Édimbourg où l’équipe nationale joue presque toutes ses rencontres à domicile depuis 1925.
Le rugby à XV écossais senior de haut niveau est structuré selon quatre niveaux de compétition différents. Le championnat d'Écosse de rugby est disputé par des clubs, la Celtic League et la coupe d'Europe de rugby sont accessibles à des franchises régionales ; les autres compétitions internationales sont jouées par l'équipe nationale.

### Golf

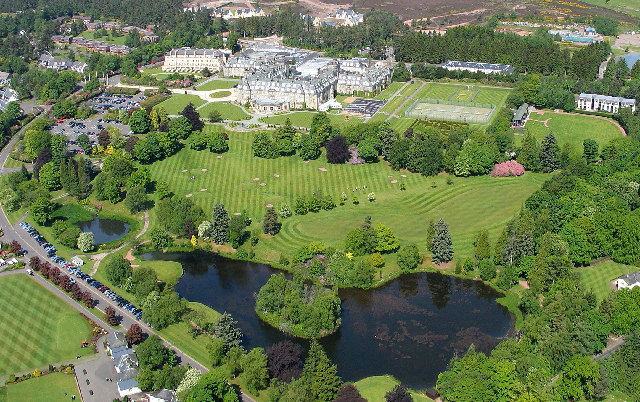
Vue aérienne du terrain de Gleneagles Hotel.

Le golf est apparu en Écosse au XVe siècle, et le jeu moderne du golf a été pour la première fois développé et établi dans le pays. Le jeu joua un rôle clef dans la sensibilisation sportive nationale,.
L'Écosse est largement considérée comme la « patrie du golf »,,, et le golf fait partie des icônes culturelles de l'Écosse ; cet argument est souvent utilisé à des fins de promotion touristique. Les golfeurs constituent environ 2 % des touristes ayant visité l'Écosse en 2004.
Le Royal and Ancient Golf Club of St Andrews, fondé en 1754, est, avec l'Honourable Company of Edinburgh Golfers, l'un des plus anciens clubs de golf au monde. Il fut, jusqu'en 2004, l'une des autorités de la réglementation de ce sport. Cette fonction est depuis occupée par la R&A. Le premier Open britannique a été organisé au Prestwick Golf Club en 1860.
Alors que, dans d'autres régions du monde, le golf est considéré comme un sport élitiste, il est pratiqué en Écosse par l'ensemble de la société,, ou tout au moins par davantage de joueurs issus des classes populaires que dans d'autres pays. De nombreux terrains de golf appartiennent aux communautés locales, avec des frais d'accès peu élevés, y compris des parcours prestigieux tels que l'Old Course de St Andrews ou les links de Musselburgh. Ainsi en 1681, le duc d'York, afin de relever un défi lancé par deux lords anglais quant à l'origine anglais ou écossaise du golf, choisit pour partenaire le cordonnier John Patersone, réputé meilleur joueur de la région.

### Shinty

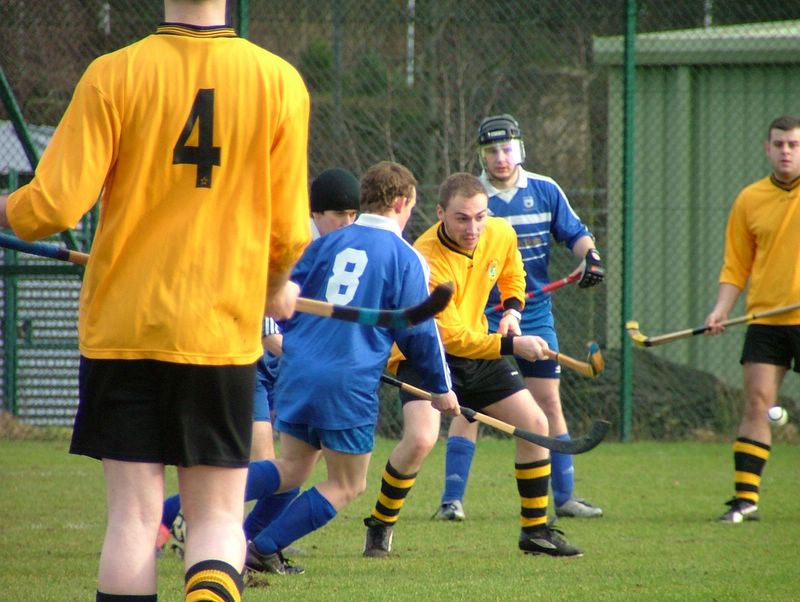
Match de shinty.

Le shinty (camanachd ou iomàin en gaélique écossais) est un sport d'équipe à deux équipes de douze joueurs, munis de crosses, appelées camàn. Le but est de faire entrer la balle dans les buts en la propulsant à l'aide des crosses, à la manière du hockey sur gazon. Issu du même sport ancien que le hurling irlandais, il est en 2009 presque exclusivement pratiqué dans les Highlands.
Le nom du jeu serait issu du terme gaélique seanntag, « saut » ou « bond ».
La fédération de shinty est la Camanachd Association.

### Highland Games
Les jeux des Highlands (Highland Games en anglais) sont des évènements sportifs se déroulant tout au long de l'année, en Écosse et dans d'autres pays, et dont le but est de célébrer la culture écossaise, et principalement l'héritage culturel et sportif des Highlands. Certains aspects des jeux sont devenus emblématiques de l'Écosse ; c'est le cas notamment des défilés de joueurs de cornemuse, des participants habillés en kilt, et des épreuves de force. Les plus célèbres en sont probablement le tir à la corde (tug o'war en anglais) et Toss the Caber, un lancer de tronc d'arbre ; celui-ci, mesurant entre 5 et 6,5 mètres, doit atterrir perpendiculairement au sol. Si certains font remonter la tradition des jeux des Highlands au XIe siècle et au roi Malcolm III d'Écosse, les jeux sous leur forme actuelle ont été développés au XIXe siècle, à la période victorienne, après les Clearances,.
Bien que centrés sur les compétitions de cornemuses, de tambours-majors, de danse des Highlands et d'épreuves de force, les jeux des Highlands sont aussi le lieu de spectacles et d'expositions liés aux différents aspects de la culture traditionnelle écossaise, et particulièrement gaélique.
Les jeux tenus à Dunoon tous les mois d'août, appelés Cowal Games, sont les plus importants tenus en Écosse, avec près de 3 500 participants et quinze à vingt mille spectateurs venus du monde entier. Au niveau mondial, les jeux attirant le plus de personnes se déroulent aux États-Unis, à l'initiative du Caledonian Club de San Francisco fondé en 1866,.

## Croyances

### Religion

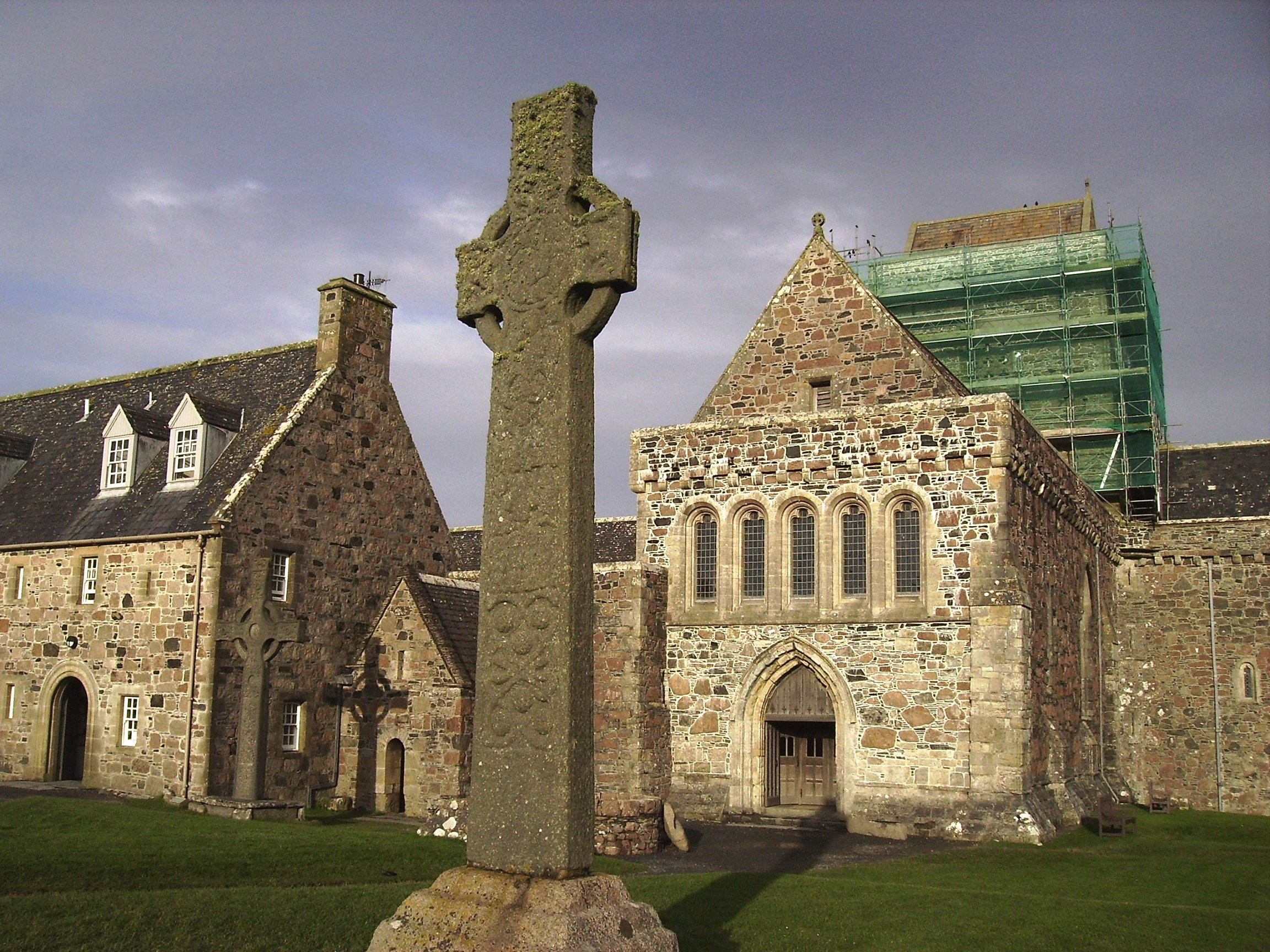
La croix de saint Martin (IX) devant l'abbaye d'Iona, l'un des premiers centres religieux des Îles Britanniques.

L'Écosse, comme toutes les nations constitutives du Royaume-Uni, est un État chrétien par tradition. L'Église d'Écosse, connue aussi sous le nom de Kirk, est reconnue comme église nationale du pays par la loi de 1921 sur l'Église d'Écosse (Church of Scotland Act 1921). Cependant, cela ne lui confère pas un statut d'église officielle et elle reste indépendante du pouvoir politique. À la suite de la Glorieuse Révolution de 1688, les adeptes d'une forme épiscopalienne de gouvernement de l'église furent expulsés des congrégations de l'Église d'Écosse. Ils se regroupèrent au sein de l'Église épiscopalienne écossaise, qui fait maintenant partie de la communion anglicane.
Les divisions au sein des presbytériens écossais (schisme de 1843) conduisent à la création d'églises dissidentes, telle l'Église libre d'Écosse, qui adhère à une forme conservatrice de calvinisme.
On trouve également d'autres branches, tels les méthodistes, les congrégationalistes et l'Église de Jésus-Christ des saints des derniers jours.
De manière générale, les différentes branches du protestantisme écossais ont fortement marqué la vie courante en Écosse, avec en particulier le respect strict du sabbat chrétien. Ce repos total du dimanche demeure d'actualité aujourd'hui, particulièrement dans les Hébrides, à forte population presbytérienne, où l'instauration d'un service de ferries desservant Harris le dimanche, par la compagnie Caledonian MacBrayne, a déclenché en 2006 un tollé général.
L'Église la plus importante en Écosse après l'Église d'Écosse est l'Église catholique romaine, qui a survécu à la Réforme, en particulier dans les îles comme Uist et Barra, malgré son interdiction du XVIe siècle au XVIIIe siècle, et rassemble environ 20 % de la population. L'Église catholique romaine a été renforcée dans l'ouest de l'Écosse par l'immigration irlandaise, au XIXe siècle. Ce phénomène se poursuit au XXe siècle, à la faveur de l'immigration de nombreux catholiques d'Italie et de Pologne. La majeure partie de l'Écosse, et principalement la région centrale autour de Glasgow, a souffert de problèmes liés au sectarisme, notamment la rivalité entre deux équipes de football : les Celtics, d'obédience catholique, et les Rangers, d'obédience protestante.
Récemment, d'autres religions ont été introduites, à la faveur de l'immigration mais aussi par conversion. Les groupes les plus importants sont l'hindouisme, le sikhisme et diverses formes d'islam, introduits principalement par les immigrants d'Asie australe. L'islam est la plus importante religion non-chrétienne d'Écosse, avec environ 50 000 pratiquants, bien qu'elle représente moins de 1 % de la population. Parmi les autres religions minoritaires, on trouve le bouddhisme, le bahaïsme et le mouvement rastafari. Il existe aussi de petits groupes néo-païens et divers organismes prônant le rationalisme et le sécularisme.
Une partie de la population d'Écosse (28 %) se déclare « sans religion ». Il s'agit de la « religion » la plus fréquemment indiquée dans le recensement de 2001 après l'église d'Écosse.

### Mythologie

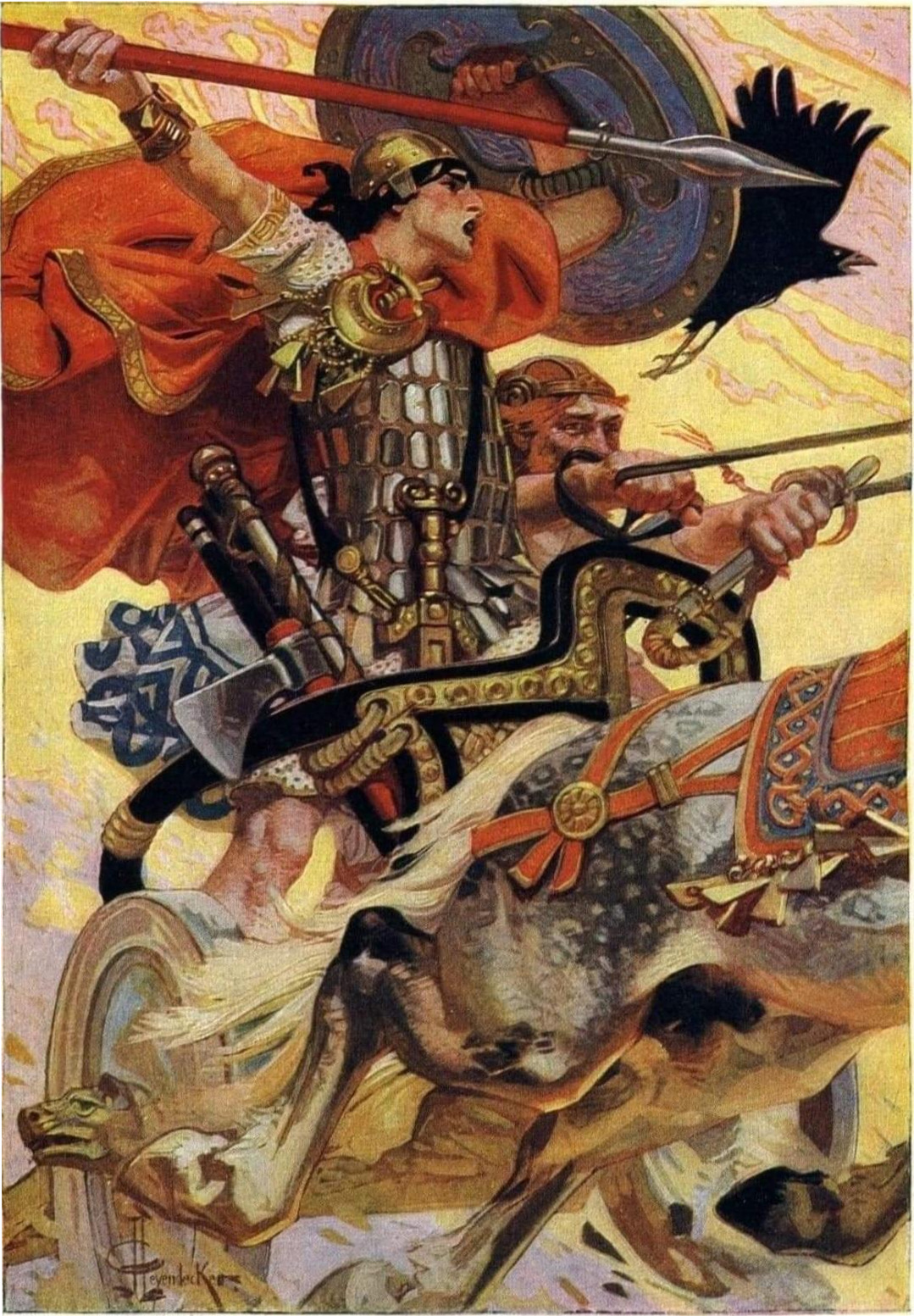
Le héros du cycle d'Ulster Cúchulainn à la bataille

La mythologie écossaise est l'ensemble des mythes et légendes populaires en Écosse. Certains, organisés en cycles, comme le cycle d'Ulster et le cycle Fenian, sont partagés avec la mythologie irlandaise ; certains aspects, particuliers à l'Écosse, ne figurent pas dans les versions irlandaises connues. Les légendes écossaises sont riches en créatures fantastiques, particulièrement dans les Hébrides, ainsi qu'en manifestations surnaturelles telles qu'apparitions de fantômes, présages et don de seconde vue.
Les récits du cycle d'Ulster reflètent les liens linguistiques et historiques étroits unissant l'Ulster et l'ouest de l'Écosse. Rédigé principalement en prose, le cycle se déroule sous le règne du roi Conchobar Mac Nessa, soit approximativement entre 30 av. J.-C. à 35 apr. J.-C. Environ quatre-vingts histoires décrivent une société guerrière, où druides et bardes étaient puissants. De nombreux héros figurent dans les légendes du cycle ; Cúchulainn en est l'une des figures prééminentes, apparaissant, entre autres, dans le Táin Bó Cúailnge, ou Razzia des vaches de Cooley, où la reine Medb envahit l'Ulster afin de s'emparer du taureau qui lui manque pour être aussi riche que son époux. Sur l'île de Skye, la chaîne de montagnes des Cuillins tirerait son nom de celui du héros. Le manuscrit de Glenmasan, daté du XVe siècle, reflète des adaptations du cycle spécifiquement écossaises.

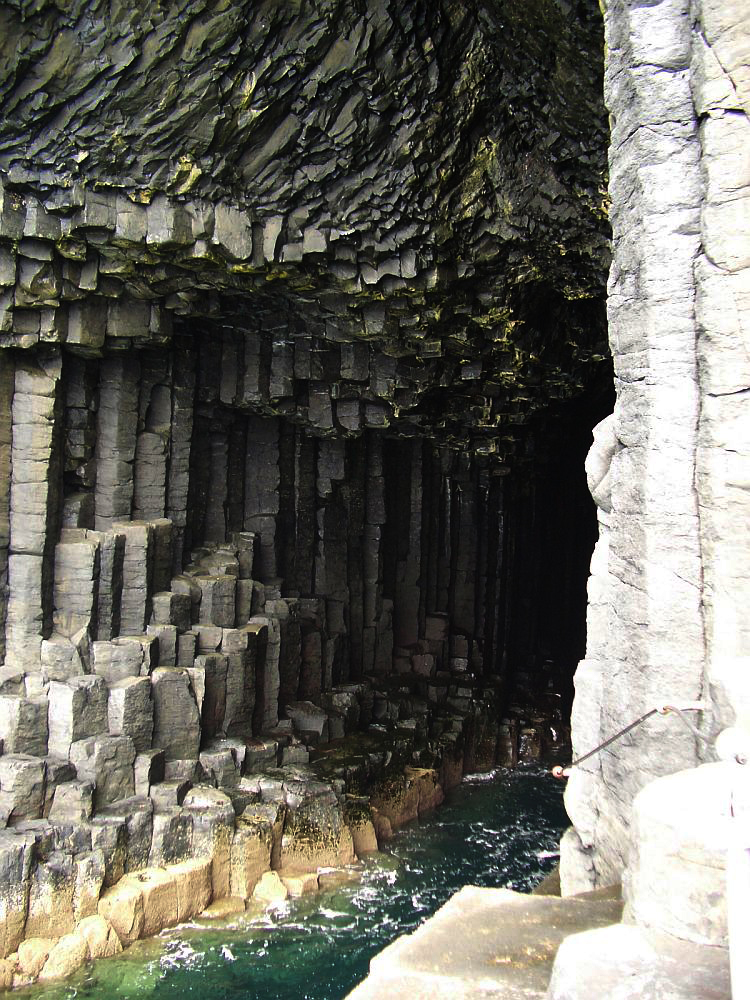
L'entrée de la grotte de Fingal.

Le cycle Fenian, plus tardif, narré en vers, s'intéresse à l'histoire de Finn Mac Cumaill et ses compagnons, les Fianna. Les légendes semblent se dérouler au IIIe siècle ; elles se distinguent des autres cycles de légendes celtiques par leur association forte avec les communautés gaélophones d'Écosse, et de nombreux textes sont spécifiques à ce pays, bien que les sources principales soient irlandaises. Le cycle Fenian aurait donné naissance à une longue tradition orale, qui aurait été traduite du gaélique en anglais par l'écrivain James Macpherson au XVIIIe siècle dans ses poésies ossianiques. On attribue à Finn de nombreuses particularités géographiques, comme la Chaussée des Géants en Irlande, afin de se rendre en Écosse à pied sec. Il a également donné son nom à la grotte de Fingal, en Écosse, qui laisse voir le même basalte hexagonal caractéristique de la Chaussée des Géants.
De nombreuses créatures fantastiques peuplent les légendes écossaises. Elles sont généralement associées à un loch, qu'il soit de mer ou d'eau douce. L'each uisge est ainsi un cheval maléfique, généralement noir, et emporte ceux qui montent sur son dos au fond du loch qu'il habite afin de les dévorer. Sa contrepartie hantant les rivières est le kelpie, ou cheval ondin, une créature considérée généralement comme inoffensive. Le monstre du loch Ness est une légende d'apparition récente, développée depuis les années 1930 à partir de la légende plus ancienne d'un monstre habitant le loch, et que saint Colomban en aurait banni aux environs du VIIe siècle. Le brownies est, lui, un petit génie domestique, parfois malicieux, effectuant de nuit les tâches ménagères de la maison où il s'est installé.
D'autres apparitions sont liées aux fortes croyances écossaises en présages et seconde vue. Ainsi, la banshee (bean sith en gaélique écossais) est un esprit féminin annonçant la mort par ses hurlements, les keenings, et se présente parfois sous l'apparence d'une lavandière.

## Rayonnement culturel

### Tartan Day

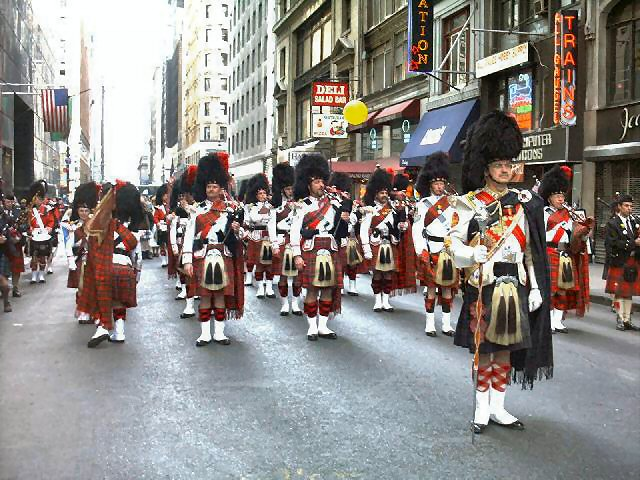
Joueurs de cornemuse paradant dans les rues de New York lors du Tartan Day de 2002.

Le Tartan Day (litt. « jour du tartan ») n'est pas une célébration écossaise, mais d'Amérique du Nord. Elle célèbre les liens historiques et actuels qui existent entre l'Écosse et les descendants d'immigrés écossais en Amérique du Nord. Il est célébré le 6 avril, date anniversaire de la Déclaration d'Arbroath de 1320.
En 1982, sous l'impulsion du Caledonian Club de New York, le gouverneur Hugh Carey de l'État de New York et le maire Ed Koch de New York ont déclaré le 1er juillet 1982 comme jour de tartan, une célébration du 200e anniversaire de l'abrogation de l'Act of Proscription ((en), « Loi de la proscription ») du 12 août 1747, interdisant aux Écossais de porter le tartan. Le 20 mars 1998 aux États-Unis, la Résolution 155 (S. Res. 155) proposée par le républicain Trent Lott, alors chef de file du parti majoritaire, est adoptée à l'unanimité. Le 6 avril a été officiellement déclaré par le Sénat des États-Unis comme jour de célébration de la contribution apportée par des générations d'Écossais-Américains à la prospérité des États-Unis modernes.
Au Canada, l'idée d'un Scots Day ((en), « Jour des Écossais »), immédiatement renommé Tartan Day dans le but de favoriser l'identification de l'héritage écossais, a commencé sous l'impulsion de la Federation of Scottish Clans (ou Clans) de Nouvelle-Écosse en 1986. Pétitionnée par Jean Watson, le président du Clan Farquharson, une première motion est adoptée en 1987. Le 19 décembre 1991, en réponse à l'action lancée par la Clans et diverses sociétés écossaises du Canada, le gouvernement de l'Ontario adopte une résolution proclamant l'anniversaire de la Déclaration d'Arbroath (le 6 avril 1320) comme « Jour du tartan », cette date marquant la célébration de leurs racines écossaises,. Chaque Américain d'origine écossaise est ce jour-là invité à porter le tartan.

### Ballet romantique

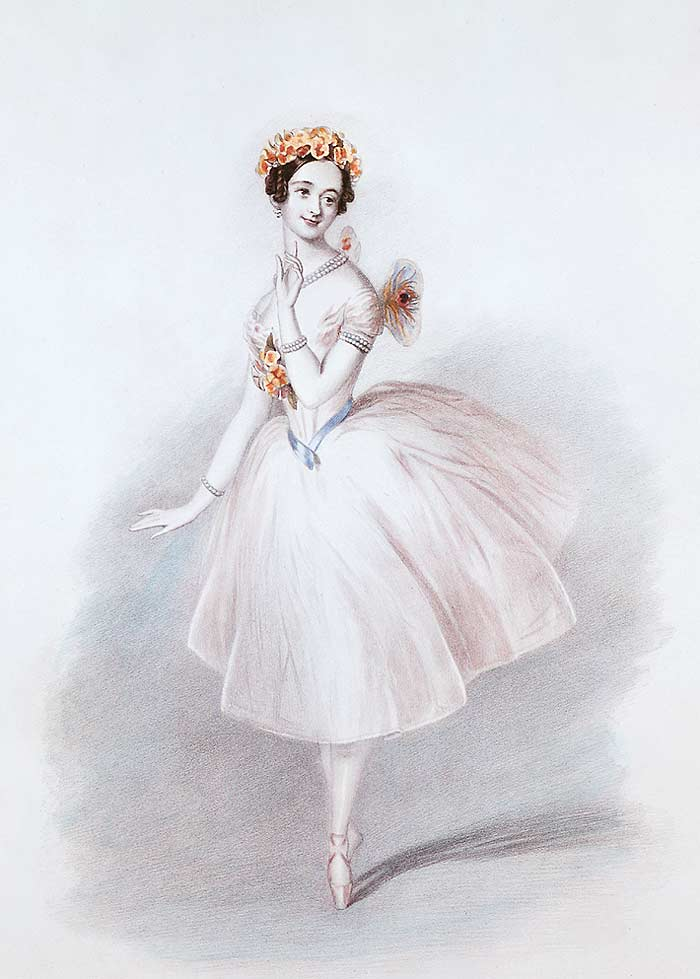
La danseuse Marie Taglioni dans le rôle de la Sylphide.

Le ballet romantique La Sylphide, créé en 1832 à l'Opéra de Paris avec Marie Taglioni dans le rôle-titre, fut le premier ballet où une danseuse effectuait les pointes. Le livret d'Adolphe Nourrit, inspiré du conte Trilby de Charles Nodier (1822), se déroule en Écosse et raconte l'histoire d'un jeune Écossais, James, qui est aimé par une sylphide, que lui seul peut voir. Durant premier acte, dans la tradition du ballet coloré, les costumes des danseurs sont inspirés de costumes traditionnels, ici écossais. La chorégraphie, inspirée des danses traditionnelles écossaises, est dite de demi-caractère. Le deuxième acte est lui dans la tradition du ballet blanc, qu'il contribua à instaurer, et se distingue par des pas légers et aériens s'opposant à la chorégraphie du premier acte. La Sylphide fut, avec Giselle, l'un des éléments fondateurs du « grand ballet romantique »,, et fut abondamment copié tout au long du XIXe siècle.

### Robert Burns en Russie
En Russie, Robert Burns est considéré comme le « poète du peuple ». Durant la période soviétique, ses œuvres, traduites en russe, furent incorporées à la propagande étatique, qui le considérait comme l'archétype du poète populaire. La traduction de Samouil Marchak, publiée en 1924, fut particulièrement populaire, se vendant à l'époque à plus de 600 000 exemplaires,. La Russie fut par ailleurs le premier pays à honorer officiellement Burns avec un timbre commémoratif issu en 1956, dix ans avant le Royaume-Uni. En 2009, sa poésie figure toujours aux programmes scolaires russes aux côtés des poètes russes.

### Promotion de la culture pour l'économie
Alasdair Macleod, du conseil des Hébrides extérieures, déclara : « nous n'avons pas besoin d'avoir du tartan tout le temps, mais il y a un bénéfice dans le tartan, les cornemuses et les danses des Highlands : [on peut] assembler tout ça de façon à le vendre au monde et séduire les gens pour qu'ils viennent et offrent un bénéfice économique ». La promotion de l'image de l'Écosse par des éléments culturels bien connus est aussi une des façons pour les entreprises de promouvoir leurs produits à l'étranger. L'organisation Scotland the Brand fut fondée dans ce but en 1994 et compta jusqu'à plus de 400 entreprises avant d'être liquidée en 2004 ; elle aura coûté au total 10 millions de livres Sterling, dont 6 aux contribuables et 4 aux entreprises.